# Костичани
Костича́ни (рум. Costiceni) — село в Україні, у Ванчиковецькій сільській громаді, Чернівецького району, Чернівецької області.
Сьогодні село Костичани складається з 3 окремих сіл, які до 50-х рр. мали власні органи виконавчої влади — сільські ради та окремі соціалістичні колективні господарства — колгосп (колхоз).11 вересня 1954 р. всі 3 колгоспи об'єднались в один — Колгосп ім. Ватутіна, також всі 3 сільські ради об'єднались в одну — Костичанівська сільська рада. В 2019 р. у наслідок децентралізації в Україні та адміністративно-територіальної реформи в Україні 2015—2020 рр. Костичанівська сільська рада увійшла до складу нової утвореної територіальної громади — Ванчиковецька сільська громада, як — Костичанівський старостинський округ № 2.

## Населені пункти
У складі старостату (колишньої сільської ради) входять 3 сіла:
| № | село                           | прапор | герб |
| - | ------------------------------ | ------ | ---- |
| 1 | Думени                         |        |      |
| 2 | Костичани                      |        |      |
| 3 | Новоіванківці (Пол-Ванчікауць) |        |      |

## Площа
Площа території старостинського округу № 2 — с. Костичани
(в межах населеного пункту, до залізної дороги)
| № | село (площа в межах населеного пункту, до залізної дороги) |  | в га     | в км2     |
| - | ---------------------------------------------------------- |  | -------- | --------- |
| 1 | с. Думени                                                  |  | 254,9 га | 2,549 км2 |
| 2 | с. Костичани                                               |  | 252,5 га | 2,525 км2 |
| 3 | с. Новоіванківці / Пол-Ванчікауць                          |  | 172,7 га | 1,727 км2 |
|   | Всього старостат № 2 — Костичани                           |  | 680,1 га | 6,801 км2 |

## Історія

### Загальні данні
Перші згадки про поселення Костичани датуються 1581 роком.
Перші згадки про поселення Думени датуються 1443 роком.
Перші згадки про поселення Пол-Ванчікауць (Новоіваннківці) датуються 1859 роком.
За даними на 1859 рік у власницькому селі Пол-Ванчикауці Хотинського повіту Бессарабської губернії, мешкала 453 особи (237 чоловічої статі та 216 — жіночої), налічувалось 62 дворових господарства, існувала православна церква.
Станом на 1886 рік у власницькому селі Пол-Ванчикауць (Ново-Іваннківці) Новоселицької волості мешкало 591 особа, налічувалось 96 дворових господарств, існував кордон.
Пол-Ванчикауць (Ново-Іваннківці) — село царське при річці Прут, 591 особа, 96 дворів, кордон.
З 24 серпня 1991 року село входить до складу незалежної України.
До складу села Костичани (Costiceni) у підпорядкуванні старостату (до середини літа 2019 у підпорядкуванні Костичанівської сільської ради) входять села: Костичани (Costiceni), Думени (Dumeni) та Новоіванківці (раніше Пол-Ванчікауць або румунськ. Pol-Vancicăuți).

### Держави та давні адміністративні одиниці
(до складу яких входило село з моменту першого письмого згадування)  
 Галицьке князівство Друга половина XII-1199

 Галицько-Волинське князівство 1199-1241

 Золота Орда 1241–1342

 Молдавське князівство 1346–1713

1581 - Перша пісьмова згадка села Костичани

 Османська імперія (Хотинська райя 1713–1812

     окуповане російськими військами 1739

     окуповане російськими військами 1769–1774

 влада Молдавське князівство 1772–1773

     окуповане військами Австрії 1774–1776

     окуповане військами Австрії 1788–1793

     окуповане російськими військами 1806–1812

 Російська імперія 1812–1917

 Молдовська Демократична Республіка 1917–1918

     окуповане військами Австрії 1918

 Румунське королівство 1918–1940

  СРСР (Українська РСР) 1940–1941

 Румунське королівство 1941–1944

  СРСР (Українська РСР) 1944–1991

 1991–до наших днів
|                                 |                                                    | Адміністративні одиниці                  | Період                         | герб | прапор |
| ------------------------------- | -------------------------------------------------- | ---------------------------------------- | ------------------------------ | ---- | ------ |
| 1                               | Молдавське князівство                              | Молдавське князівство                    | 1581 - 1713                    |      |        |
| 1                               | - Хотинський цинут                                 |                                          | 1581 - 1713                    |      |        |
| 2                               | Османська імперія                                  | Османська імперія                        | 1713 - 28.05.1812              |      |        |
| 2                               | - Хотинська райя                                   |                                          | 1713 - 28.05.1812              |      |        |
| окуповане російськими військами | окуповане російськими військами                    | окуповане російськими військами          | 1739, 1769 - 1774, 1806 - 1812 |      |        |
| влада Молдавського князівства   | влада Молдавського князівства                      | влада Молдавського князівства            | 1772 - 1773                    |      |        |
| окуповане військами Австрії     | окуповане військами Австрії                        | окуповане військами Австрії              | 1774 - 1776, 1788 - 1793       |      |        |
| 3                               | Російська імперія                                  | Російська імперія                        | 28.05.1812 - 02.12.1917        |      |        |
| 3                               | - Бессарабська губернія                            |                                          | 28.05.1812 - 02.12.1917        |      |        |
| 3                               | - - Хотинский уїзд                                 |                                          | 28.05.1812 - 02.12.1917        |      |        |
| 3                               | - - - Сталінештська волость - Думени - Костичани   |                                          | 28.05.1812 - 02.12.1917        |      |        |
| 3                               | - - - Новоселицька волость - Пол-Ванчікауць        |                                          | 28.05.1812 - 02.12.1917        |      |        |
| 4                               | Молдовська Демократична Республіка                 | Молдовська Демократична Республіка       | 02.12.1917 - 27.03.1918        |      |        |
| 4                               | - Жудец Хотин                                      |                                          | 02.12.1917 - 27.03.1918        |      |        |
| окуповане військами Австрії     | окуповане військами Австрії                        | окуповане військами Австрії              | 1918                           |      |        |
| 5                               | Румунське королівство                              | Румунське королівство                    | 27.03.1918 - 28.06.1940        |      |        |
| 5                               | - Жудец Хотин                                      |                                          | 27.03.1918 - 28.06.1940        |      |        |
| 5                               | - - Пласа Ліпкани                                  | 27.03.1918 - 14.08.1938                  |                                |      |        |
| 5                               |                                                    | - Цинут Сучава                           | 14.08.1938 - 28.06.1940        |      |        |
| 5                               | - - Жудец Хотин                                    |                                          | 14.08.1938 - 28.06.1940        |      |        |
| 5                               | - - - Пласа Суліца (Пласа Б. П. Хашдєу)            |                                          | 14.08.1938 - 28.06.1940        |      |        |
| 6                               | Союз Радянських Соціалістичних Республік           | Союз Радянських Соціалістичних Республік | 28.06.1940 - 22.06.1941        |      |        |
| 6                               | - Українська Радянська Соціалістична Республіка    |                                          | 28.06.1940 - 22.06.1941        |      |        |
| 6                               | - - Чернівецька область                            |                                          | 28.06.1940 - 22.06.1941        |      |        |
| 6                               | - - - Новоселицький район                          |                                          | 28.06.1940 - 22.06.1941        |      |        |
| 7                               | Румунське королівство                              | Румунське королівство                    | 22.06.1941 - 1944              |      |        |
| 7                               | - Губернаторство Буковина                          |                                          | 22.06.1941 - 1944              |      |        |
| 7                               | - - Жудець Хотин                                   |                                          | 22.06.1941 - 1944              |      |        |
| 7                               | - - - Пласа Суліца (Пласа Б. П. Хашдєу)            |                                          | 22.06.1941 - 1944              |      |        |
| 8                               | Союз Радянських Соціалістичних Республік           | Союз Радянських Соціалістичних Республік | 1944 - 24.08.1991              |      |        |
| 8                               | - Українська Радянська Соціалістична Республіка    |                                          | 1944 - 24.08.1991              |      |        |
| 8                               | - - Чернівецька область                            |                                          | 1944 - 24.08.1991              |      |        |
| 8                               | - - - Новоселицький район                          |                                          | 1944 - 24.08.1991              |      |        |
| 9                               | Україна                                            | Україна                                  | 24.08.1991 -                   |      |        |
| 9                               | - Чернівецька область                              |                                          | 24.08.1991 -                   |      |        |
| 9                               | - - Новоселицький район                            | 24.08.1991 - 17.07.2020                  |                                |      |        |
| 9                               | - - Чернівецький район                             | 19.06.2020 -                             |                                |      |        |
| 9                               | - - - Ванчиковецька сільська територіальна громада | 2019 -                                   |                                |      |        |
| 9                               | - - - - Костичанівський старостинський округ № 2   | 2019 -                                   |                                |      |        |

## Населення

### Населення
На 2001 рік в Костичани мешкало 3523 людей
| № | село                              |  | населення (на 2001 рік) |
| - | --------------------------------- |  | ----------------------- |
| 1 | с. Думени                         |  | 1186                    |
| 2 | с. Костичани                      |  | 1357                    |
| 3 | с. Новоіванківці / Пол-Ванчікауць |  | 980                     |
|   | Всього старостат № 2 — Костичани  |  | 3523                    |

### Найбільш поширені прізвища в Костичани
Александроає, Анастас, Андриєш, Аркан, Афанас, Бабан, Банар/ Банарь, Барбуца, Бідашку, Білік/ Білик, Будяну, Безушко, Бологан, Ботгрос, Ботезат/ Ботезату, Вакараш, Валканеску, Ватаман/ Ватаману, Гайсан, Гарабажіу, Говорнян, Гортопан, Горя, Григораш, Гроза, Гургіш, Дзядік, Доголич, Друк, Єремія, Єфтемій, Жосан, Іванов, Каланча, Калараш, Каптар/ Каптарь, Карабчивський, Карп, Катан, Кіріяк, Кирстя, Кліпа, Кодіца, Колак, Корецький, Кучук, Кушнир, Лунгу, Лупой, Мироненко, Морар/ Морарь/ Морару, Мунтян/ Мунтяну, Нікорич/ Никорич/ Нікоріч, Паневский, Парпауц, Паскар/ Паскарь/ Паскару, Пашалик, Писларь/ Пислару, Поп, Попичук, Постолаке, Постолатій, Присакар, Раца, Рєус, Роман, Ротар/ Ротарь/ Ротару, Рошка, Руснак, Русу/ Руссу, Рябко, Савка/ Саука, Савчук, Сучеван, Сирбу, Скорокиржа, Скриндица, Суружіу, Тиховецький, Тозлован, Тудурой, Унгурян, Фолошня, Хмель, Худояров, Цугуй, Чеботар/ Чеботарь/ Чеботару, Чупак, Шеремет.

### Мова
Розподіл населення за рідною мовою за даними перепису 2001 року:
Розподіл населення за рідною мовою (за даними перепису 2001 року)
| № | мова       |  | кількість | відсотки % |
| - | ---------- |  | --------- | ---------- |
| 1 | румунська  |  | 3360      | 95,36 %    |
| 2 | українська |  | 101       | 2,87 %     |
| 3 | російська  |  | 59        | 1,68 %     |
| 4 | інші       |  | 3         | 0,08 %     |
|   | разом      |  | 3523      | 100 %      |

### Релігія
Розподіл населення за рідною мовою (за даними перепису 2001 року)

Абсолютна більшість населення села у релігійному плані сповідують християнство різних гілок. Більшість християн — православні, які відвідують Православну церкву Св. Миколая (1879 року) з храмовим святом 22 травня/ 9 травня. Настоятель храму протоєрей Христотел (в миру Піцу Аурел) служив з березня 1993 р. по серпень 2024 р. З вересня 2024 р. служить Мойсей Михайло (Міхай). Релігійна громада підпорядкована Української православної церкви (Московський патріархат). Служіння проводиться румунською мовою. Обрядовий календар церкви — Юліанський календар (або старий стиль). В селі існує адепти протестантських течій християнства. Баптисти яки мають свою культову будівлю — Баптистська церква. Свідки Єгови теж мають свою культову будівлю — Молитвений будинок «Свідки Єгови» — Sala Regatului a Martorilor lui Iehova. Молитвений будинок так само мають послідовники християнської течії п'ятидесятників — Молитвений будинок «Hristos pentru Fiecare».

## Географія

### Загальне положення
Село розташоване на Надпрутнянській рівнині, вздовж лівого берега Прута. Через село проходить автошлях Н10 Чернівці-Кишинів. Через село пролягає залізнична лінія Чернівці — Ларга. Центр села розташован за 50 км від обласного центру та 11 км від пункт пропуску через державний кордон України на кордоні з Молдовою  — Мамали́га. Село розташоване на лівому березі річки Прут.

### Відстань від с. Костичани до великих міст (автошляхами)
«Всі дороги ведуть до Костичан» - вислів у стилі римського прислів'я «Omnes viae Romam ducunt» (Всі дороги ведуть до Риму).

### Відстань від с. Костичани до великих міст (по прямий лінії)
«Costiceni - centru' universului» (Костичани - центр всесвіту) - популярний вислів серед молодь села Костичани в 90-ті та 2000-ні роки.

### Гідрологічні об'єкти
- ріка Прут
- річка Черлена (Черніла)
- річка Глодос (Ходжоая)
- річка Щербінці
- ставок «Чєл Марє» (великий — iazul cel mare din Costiceni) (на кордоні с. Костичани та Думени)
- ставок «Ла ліваде» (садовий — iazul de la livadă) (в с. Пол-Ванчікауць)
- ставок «Ла бріґаде» (біля колишньої тракторної бригади) (с. Костичани)
- ставок «Ла ґрадіне» (городний — iazul de la gradină) (в с. Думени)
- стариця Ґіреу (в с. Думени)

### Інші об'єкти
- курган «Мовіла туркулуй» (турецька могила — Movila turcului (Mojila turcului)) (в с. Пол-Ванчікауць)
- глиняний кар'єр «Лутарія» (в с. Пол-Ванчікауць)

## Об'єкти з історико-географічним, туристичним та рекреаційним потенціалом
- Історичний музей сільської громади (старостату) Костичани — спеціальний відділ в будівлі Костичанівського ліцею імені Іона Ватаману (с. Костичани)
- Будинок-музей поета та публіциста, науковця та політика Іон Ватаману (в проєкті) (с. Костичани)
- Руїни фундаменту та алтарю старої церкви (с. Костичани)
- Православна церква Св. Миколая 1879 року (с. Костичани)
- Каплиця на території церкви (с. Костичани)
- Каплиця в Пол-Ванчикауць (с. Пол-Ванчікауць)
- Каплиця біля парку (с. Костичани)
- Розп'яття — релігійні пам'ятні монументи-Хрести (Кручє):

1. Розп'яття на території церкви Св. Миколая (с. Костичани)
2. Розп'яття у вулиці до церкви Св. Миколая (с. Костичани)
3. Розп'яття в парку (с. Костичани)
4. Розп'яття в Думени (с. Думени)
5. Розп'яття у вулиці до цвинтаря (с. Костичани)
6. Розп'яття напроти магазину «Domnița» (с. Костичани)
7. Розп'яття у вулиці біля Сирбу, напроти Диомида Івановича Савка (с. Пол-Ванчікауць)
8. Розп'яття в Пол-Ванчикауць (с. Пол-Ванчікауць)
9. Розп'яття в поле біля залізної дороги (с. Костичани)
10. Розп'яття у дороги в Думени в поле до ставку «Чєл Марє» (великий — iazul cel mare din Costiceni) (с. Думени)

- Парк села Костичани (с. Костичани):

1. Зона для відпочинку дітей та молоді,
2. Меморіал пам'яті полеглим жителів села Костичани в другої світовий війні 1939—1945,
3. Алея пам'яті полеглим жителів села Костичани в російсько-український війні (з 2022)

- Територія старого цвинтаря (с. Костичани)
- Діючий цвинтар сільської громади Костичани (с. Костичани)
- Будівля старої школи села Костичани (сьогодні будівля старостату) (с. Костичани)
- Будівля школи — Костичанівський ліцей імені Іона Ватаману 1958 року (с. Костичани)
- Руїни будівлі старої школи села Думени (потім старої музичної школи, потім бар «Корчма (Чýма)») (с Думени)
- пляжи ставку «Чєл Марє» (великий — iazul cel mare din Costiceni) (приватна власність, вільна для відпочинку, рибальство за перепусткою) (на кордоні с. Костичани та Думени)
- природа в зоні посадки, саду та ставку «Ла ліваде» (садовий — iazul de la livadă) (приватна власність, вільна для відпочинку) (с. Пол-Ванчікауць)
- Мисливський будинок "Каса Винеторулуй" (Casa vânătorului) та природа в зоні ставок «Ла бріґаде» біля колишньої тракторної бригади. (приватна власність, вільна для відпочинку) (с. Костичани)
- рибне угіддя ставок «Ла ґрадіне» (городний — iazul de la gradină) (приватна власність, вільна для відпочинку, рибальство за перепусткою) (с. Думени)
- Лавандове поле — в Думени біля стариці Ґіреу (приватна власність) (с. Думени)
- курган «Мовіла туркулуй» (турецька могила — Movila turcului (Mojila turcului)) (с. Пол-Ванчікауць)
- Колодязь в полі «майстрів Каптарь Тоадер та Василь (Финтина Болханєнілор)» (с. Костичани)
- Ворота села — на вході по трасі з боку Новоселиці та з боку митниці стилізовані ворота з короткою історію села (с. Пол-Ванчікауць та Думени)
- Ієзерь — в полі непосередньо поряд з селом (с. Думени) знаходиться Драницький орнітологічний заказник. Місце під назвою Біло Озеро відоме з історичних хронік про першу письмову згадку села Думени в 1443. Місце з яким пов'язано багато легенд та мифів про зникле та затоплене село (Біло Озеро), затоплену церкву, бездонний колодязь Юсуфа.

## Соціальні Заклади
На території села працює:

### Освіта та культура
- Дошкільний заклад — Дитячій садочок «Стєлуца» (с. Думени)
- Костичанівський ліцей імені Іона Ватаману (с. Костичани)
- Костчанівська Музична школа (с. Думени)
- Православна церква Св. Миколая (з храмовим святом 22 травня/ 9 травня) (с. Костичани)
- Баптистська церква (с. Думени)
- Молитвений будинок «Свідків Єгови» — Sala Regatului a Martorilor lui Iehova (с. Костичани)
- Молитвений будинок п'ятидесятників — «Hristos pentru Fiecare» (с. Костичани)
- Будинок Культури (Клуб) (с. Костичани)
- Футбольний стадіон та спортивний клуб («качалка ла касоає») (с. Костичани)
- Парк пам'яті полеглим костичанським воїнам (с. Костичани)

### Здоров'я, безпека та краса
- Лікарня загальної практики сімейної медицини (с. Костичани)
- Аптека № 1 (Каптар Віолета) (с. Костичани)
- Аптека ФОП Лупой БП (Лупой Людмила) (с. Думени)
- Ветеринарна аптека (Гудан Віталій) (с. Думени)
- Салон краси ФОП Лупой БП (перукар, манікюр, візажист) (с. Думени)
- Перукарня (Ватаман Тетяна) (с. Думени)
- Протипожежна станція (с. Костичани)

### Торгівля та послуги
- Супермаркет «Центральний» (Білік Лідія) (с. Костичани)
- Магазин «Domnița» — домогосподарська, побутова та сантехника (с. Костичани)
- Магазин Сільмаг «Fierărie» (Каптар Семен) — домогосподарська, побутова та сантехника (с. Костичани)
- Магазин «Стєла» — домогосподарська, побутова та сантехника (с. Костичани)
- Магазин «маркет Класик» — продуктовий (с. Думени)
- Магазин «Тано» — «Market ABC» (Шеремет Іван) продуктовий (с. Костичани)
- Магазин «Тано» — Магазин «Людмила» (Поп Юрій) — продуктовий (с. Костичани)
- Магазин «Сотня» — продуктовий (с. Думени)
- Магазин "На вулиці до цвинтаря " (Каптар Віктор) (с. Костичани)
- Піцерія «Family» (с. Костичани)
- Фаст-фуд кафе «Ин парк» (Марін Кіріяк) (с. Костичани)
- Фаст-фуд кафе «Кароліна» (с. Костичани)
- Сільський ринок «Базар» — сільськогосподарські вироби, діє кожен п'ятничний ранок 7⁰⁰-10⁰⁰ (с. Костичани)
- Поштове відділення «Укрпошта» (індекс 60352) (с. Костичани)
- Відділення «Нова Пошта» (від. № 1) (с. Костичани)
- Поштомат від «Нова Пошта» №42055
- Заправка «GB Oil» — бензин, дизель та газ (на в'їзді в с. Пол-Ванчікауць)

## Економічна діяльність

### Аграрна галузь
- Агрохолдинг «Колос»
- Аграрне господарство (Доголич Володимир)
- Аграрне господарство (Лупой Борис)
- Аграрне господарство (Лупой Володимир)
- Аграрне господарство (Кирстя Віктор)
- Аграрне господарство (Ефтемій Михайло)
- Аграрно-тваринне господарство (скотарство та свинарство) (Кирстя Андрій)
- Тваринне господарство (свинарство) (Білік Геннадій)
- Тваринне господарство (свинарство та вівчарство) (Каптар Юліан)
- Тваринне господарство (вівчарство) (Станчу Володимир)
- Пташине господарство (Нікорич Мар'ян)
- Пташине та тваринне господарство (свинарство) - "гаїнарія" (Журат Валерій)
- Тваринне господарство (вівчарство) - "стина" (Костин Віорел)
- Рибне господарство ставок «Чєл Марє» (Iazul cel mare) (Костин Віорел)
- Рибне господарство ставок «Ла ґрадіне» (Iazul de la gradină) (Постолатий Володимир)

### Виробнича галузь
- Магазин-виробник Вікна-двері (Пашалик Донат "Дану") (с. Думени)
- Магазин-виробник Вікна-двері «Veka» (Александроає Валентин) (с. Думени)
- Магазин-виробник Вікна-двері (Александроає В'ячеслав) (с. Думени)
- Пікарня (Білік Лідія) (с. Костичани)

### Ремонтна галузь
- Автомайстерня (Гортопан Ігор) (с. Думени)
- Автомайстерня (Говорнян Валерій) (с. Думени)
- Автомайстерня (Калараш Вадим) (с. Костичани)

## Особистості
- Барбуца Сергій (Сержіу) — Історик, журналіст, автор наукових робіт з історії села, церкви, особистостей села, активіст за збереження культури та історії села, адміністратор платформи «Valea Prutului»
- Білік Павло Пентелейович (29.07.1980—16.10.2018) — солдат Збройних сил України, учасник російсько-української війни.
- Ватаману Іон — (01.5.1937- 09.08.1993) румунський письменник (поет, прозаїк, перекладач), вчений у галузі хімії, кандидат хімічних наук, політик. Був членом Спілки письменників СРСР. Був депутатом Парламенту Республіки Молдова.
- Гарабажиу Марія Іванівна — Герой Соціалістичної Праці. Народилася 16.02.1924 р. у с. Костичани, нині Новоселицького району. Працювала у рільничій бригаді, очолювала ланку. За високі врожаї насіння кок-сагизу у 1951 р. присвоєно звання Героя з врученням медалі Золота Зірка та ордена Леніна. Померла у 2005 р. Її ім'я репрезентовано у науково-популярному видані «Вони прославили Буковину»
- Григораш Василь Миколайович — (13.10.1937-) с. Костичани. Український журналіст, редактор. Член Національної спілки журналістів України. У 1963 р. закінчив факультет романо-германської філології Чернівецького держуніверситету, пізніше — факультет журналістики Київської Вищої партійної школи. Працював кореспондентом районної газети «Ленінським шляхом» (м. Новоселиця), заступником редактора районної газети «Будівник комунізму» (смт Глибока), завідувачем відділу обласної газети «Зоріле Буковіней», головним редактором Головної редакції телерадіопередач молдавською мовою Чернівецької державної телерадіокомпанії. Його ім'я включено до інформаційно-енциклопедичного видання «Інформаційний простір Буковини».
- Гургіш (Бабан) Тетяна Миколаївна  — (06.10.1963 —)  українська вчитель французської мови, активний громадський діяч, викладач іноземної мови в Костичанівський ліцей ім. Іона Ватаману. Указом Президента України від 18 серпня 2009 №619 нагороджена орденом Княгині Ольги ІІІ ступеня. Указ підписан президентом України Виктор Ющенко, номер ордена №2101
- Каптар Тоадер — (14.04.1923 — 25.09.1995) музикант, заслужений працівник культури України.
- Нікорич Андрій Володимирович — (30.09.1948 —) Кандидат історичних наук, професор Національного технічного університету «Харківський політехнічний Інститут», автор понад 50 наукових та навчально-методичних праць.
- Пантазі Григорій (Ґріґорє) — (24.01 / 6.02.1872 — 09.06.1939) був видатним діячем культури, визнаним за його значний внесок у різні галузі мистецтва, включаючи театральну режисуру, музику, акторську майстерність, хореографію, живопис і скульптуру.
- Паскар Февронія Федорівна — (01.09.1925 — 01.06.2003) — звеньова колгоспу імені Ватутина Новоселицького району Чернівецької області Української РСР. Герой Соціалістичного Труда (06.06.1952)
- Пислару Евгеній — Молдовський політик. Був депутатом Парламенту Республіки Молдова.
- Смокіна-Ротару Зінаїда — (28.03.1941 —) поет, автор багатьох збірок поезій для дітей.

## Фотогалерея

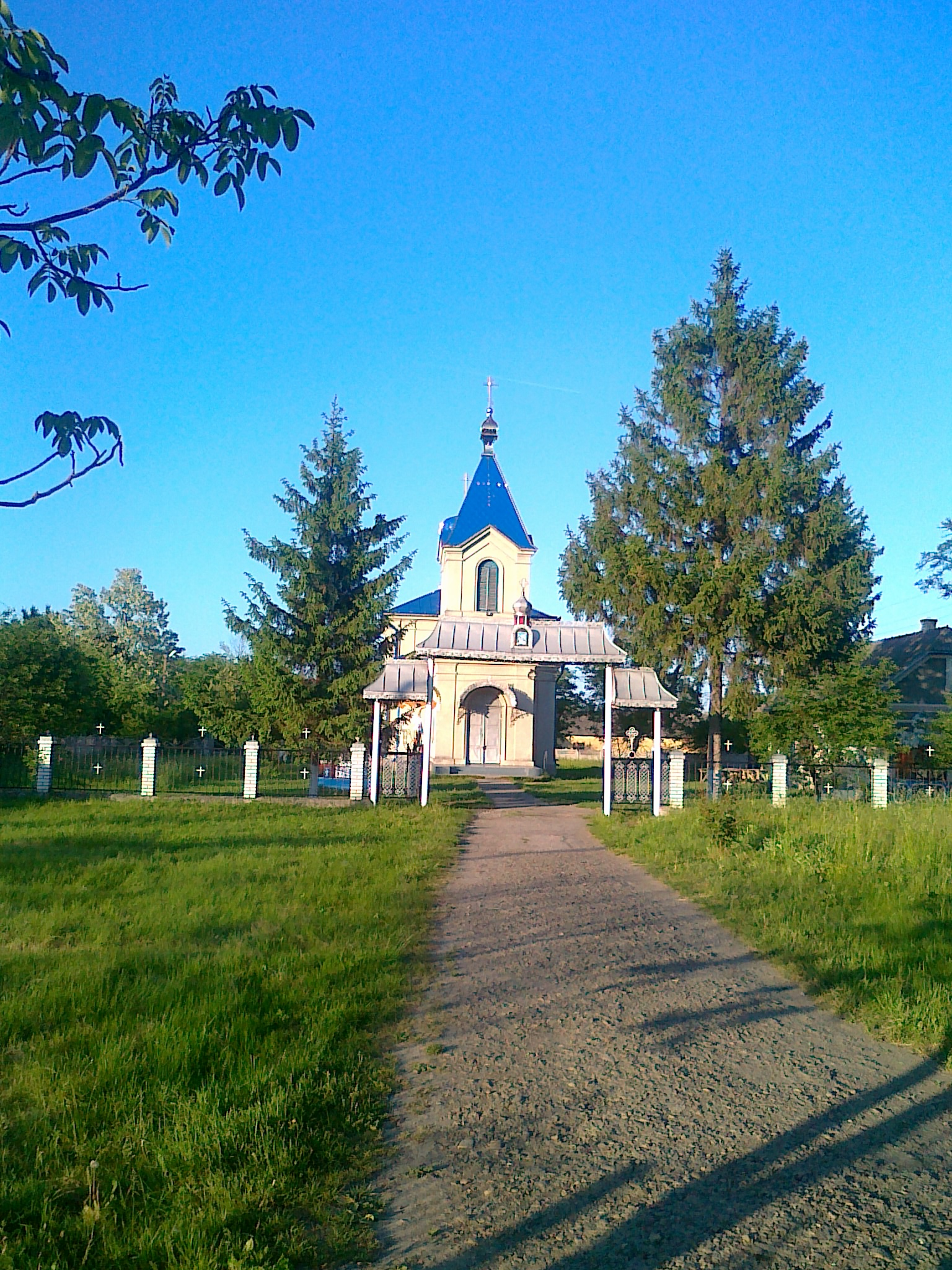
Православна церква Св. Миколая
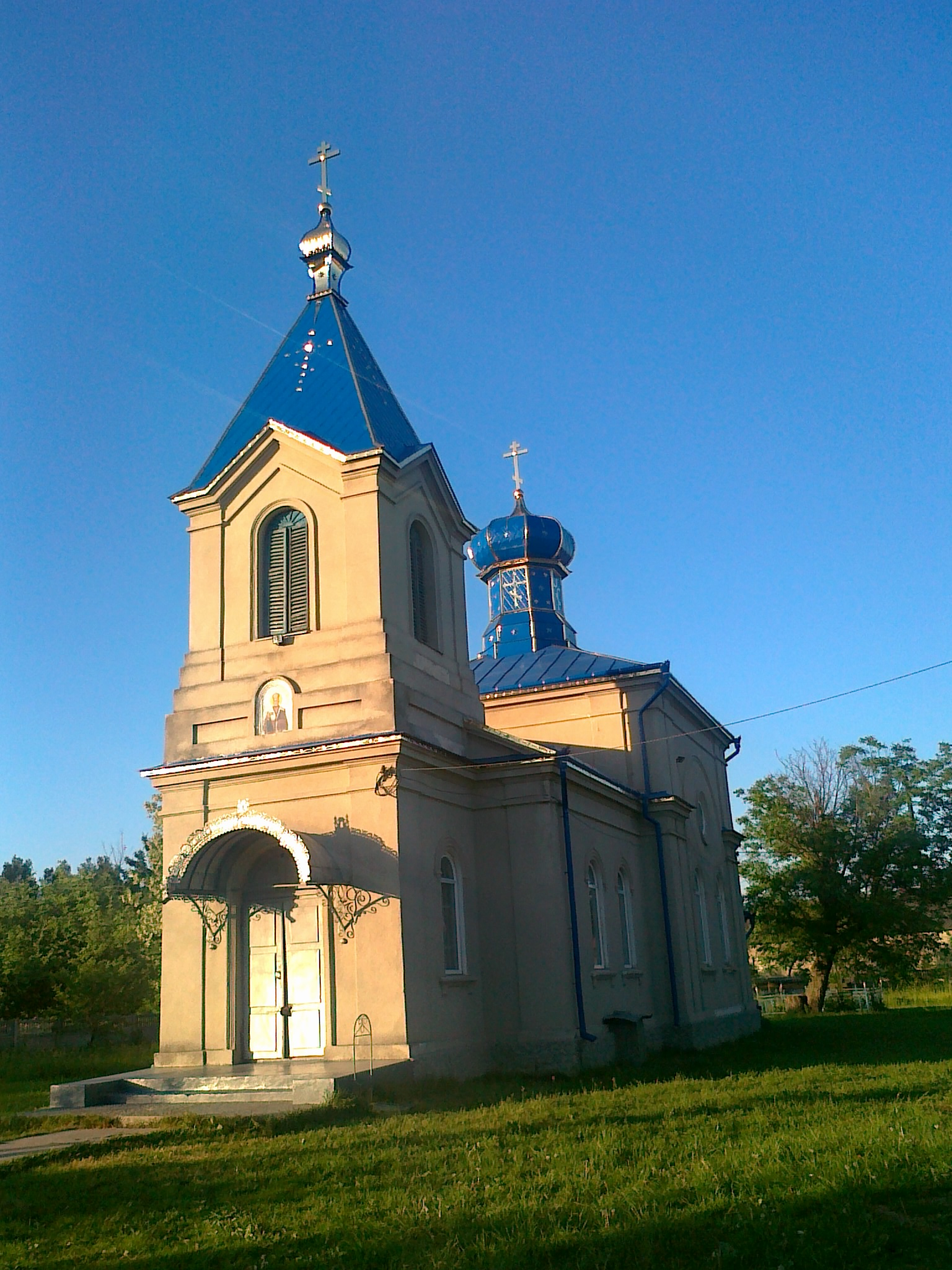
Православна церква Св. Миколая
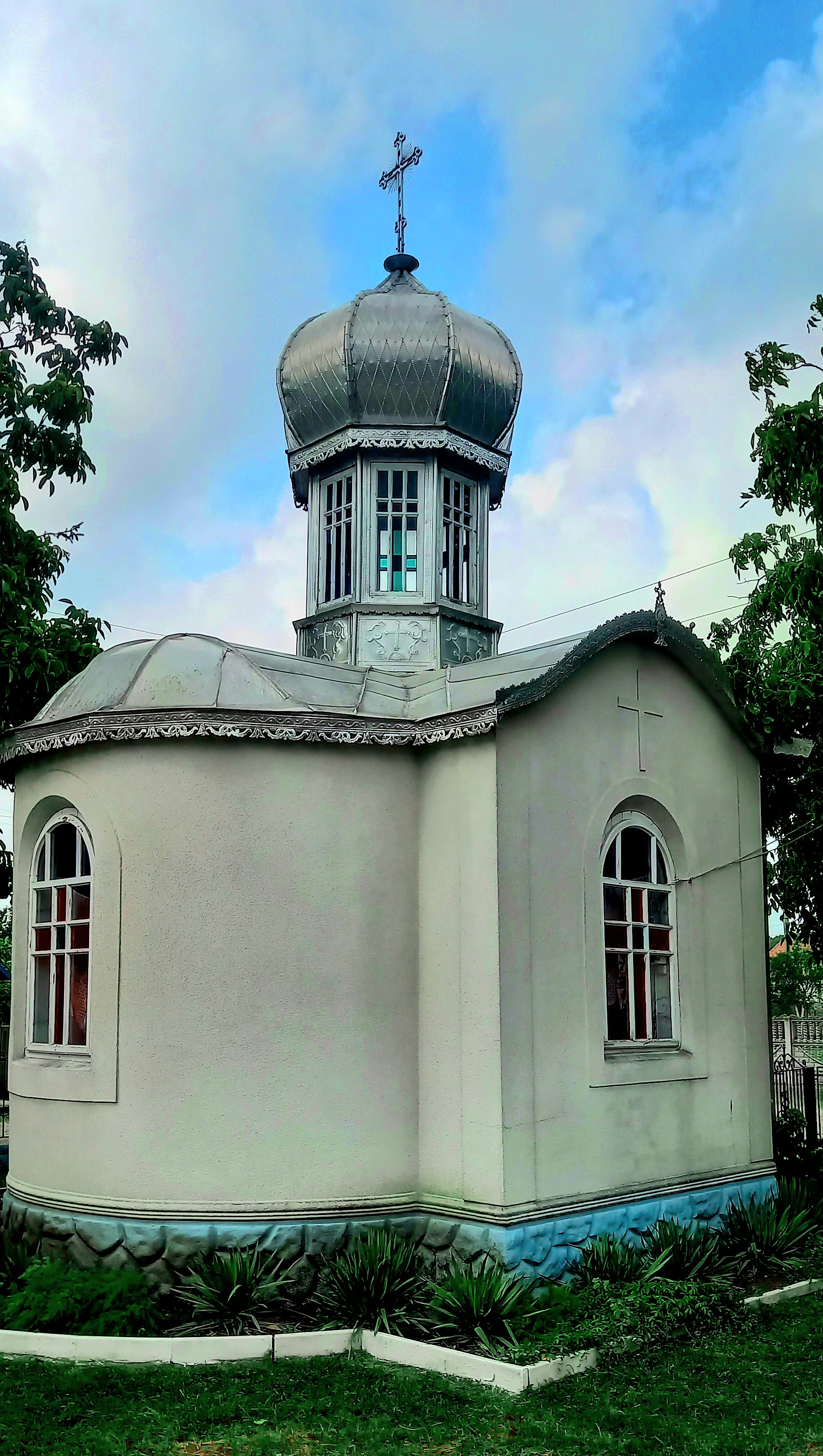
Каплиця на території церкви (с. Костичани)
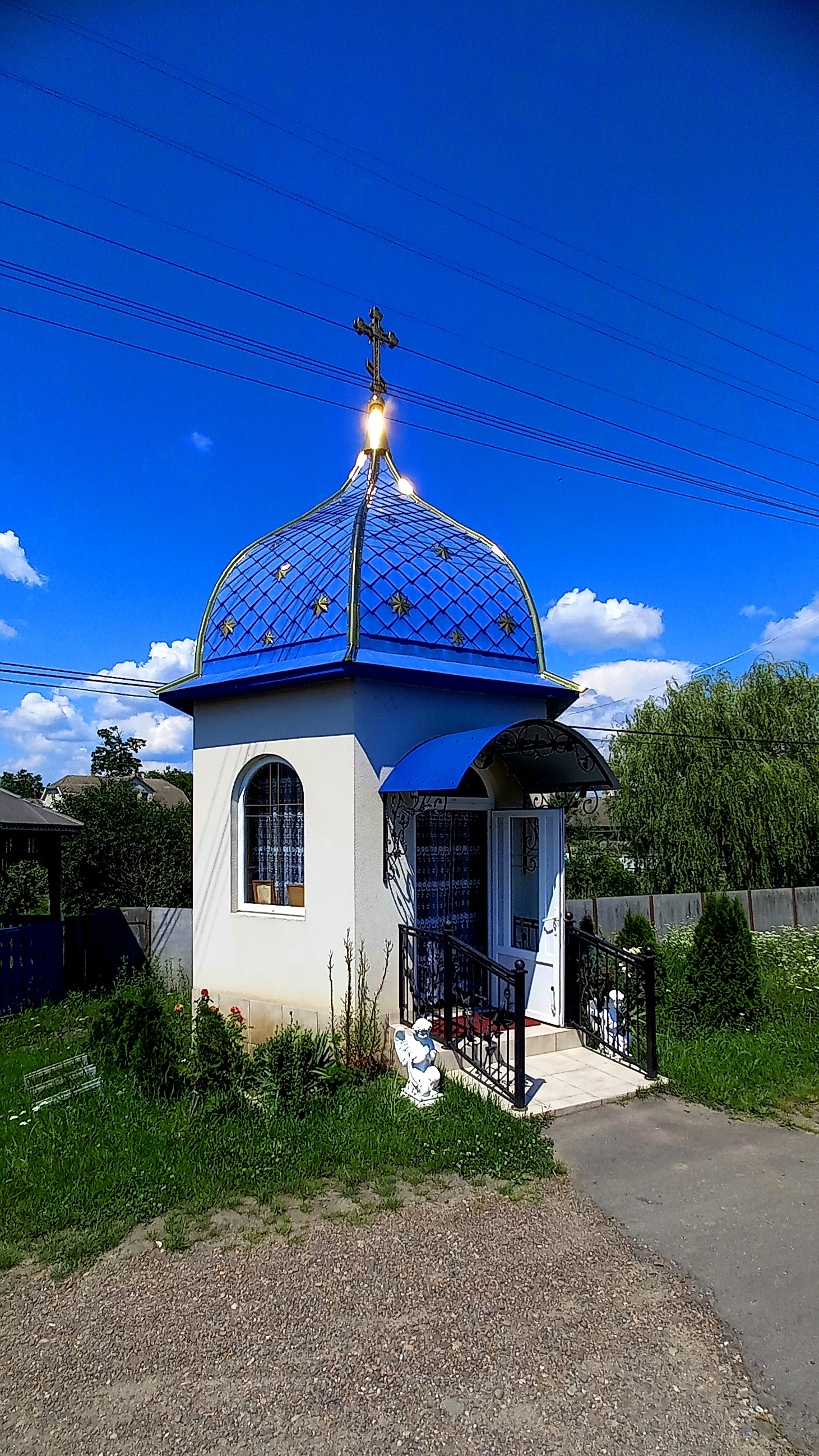
Каплиця в Пол-Ванчикауць
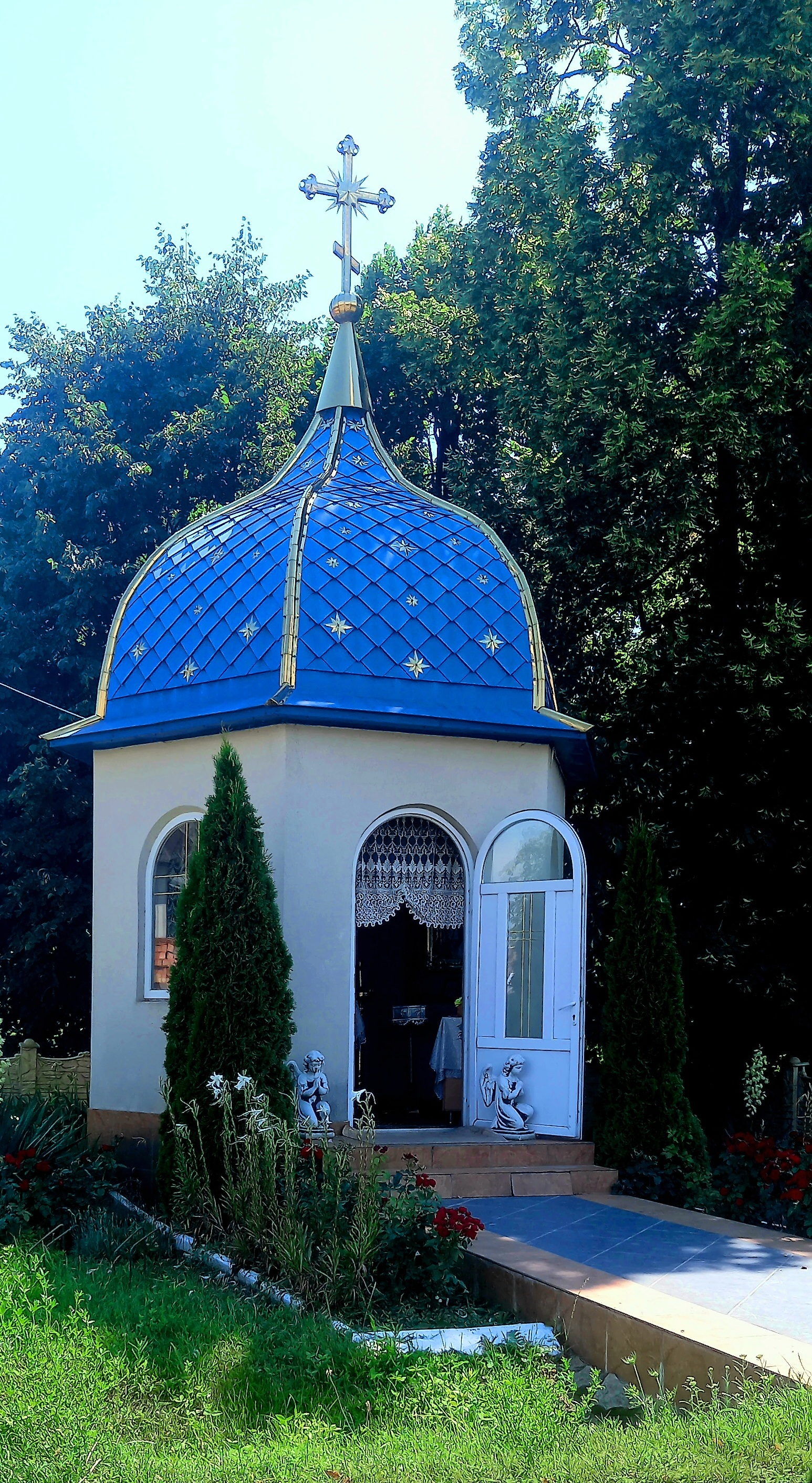
Каплиця біля парку
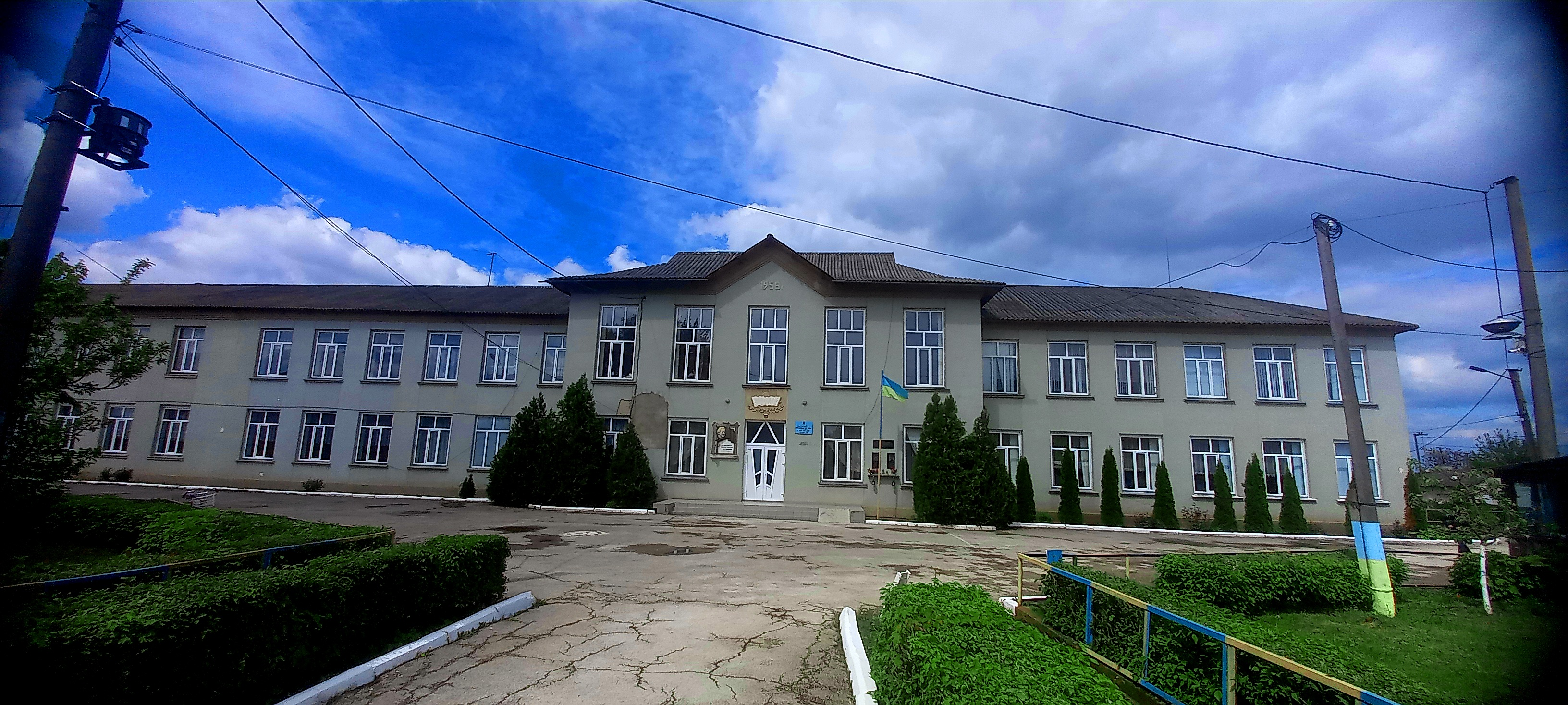
Костичанівський ліцей ім. Іона Ватаману
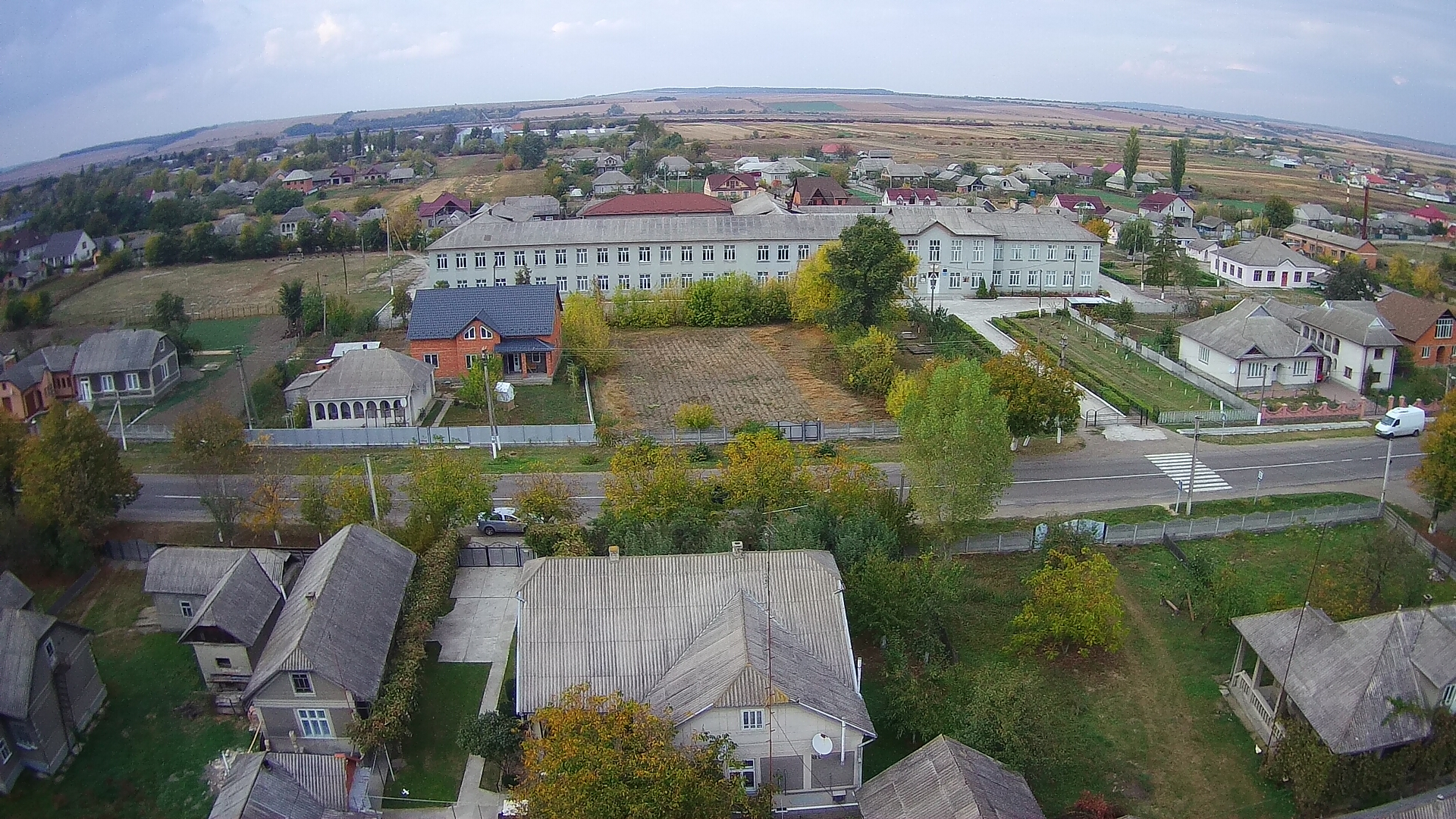
Костичанівський ліцей ім. Іона Ватаману (вид з дрону)
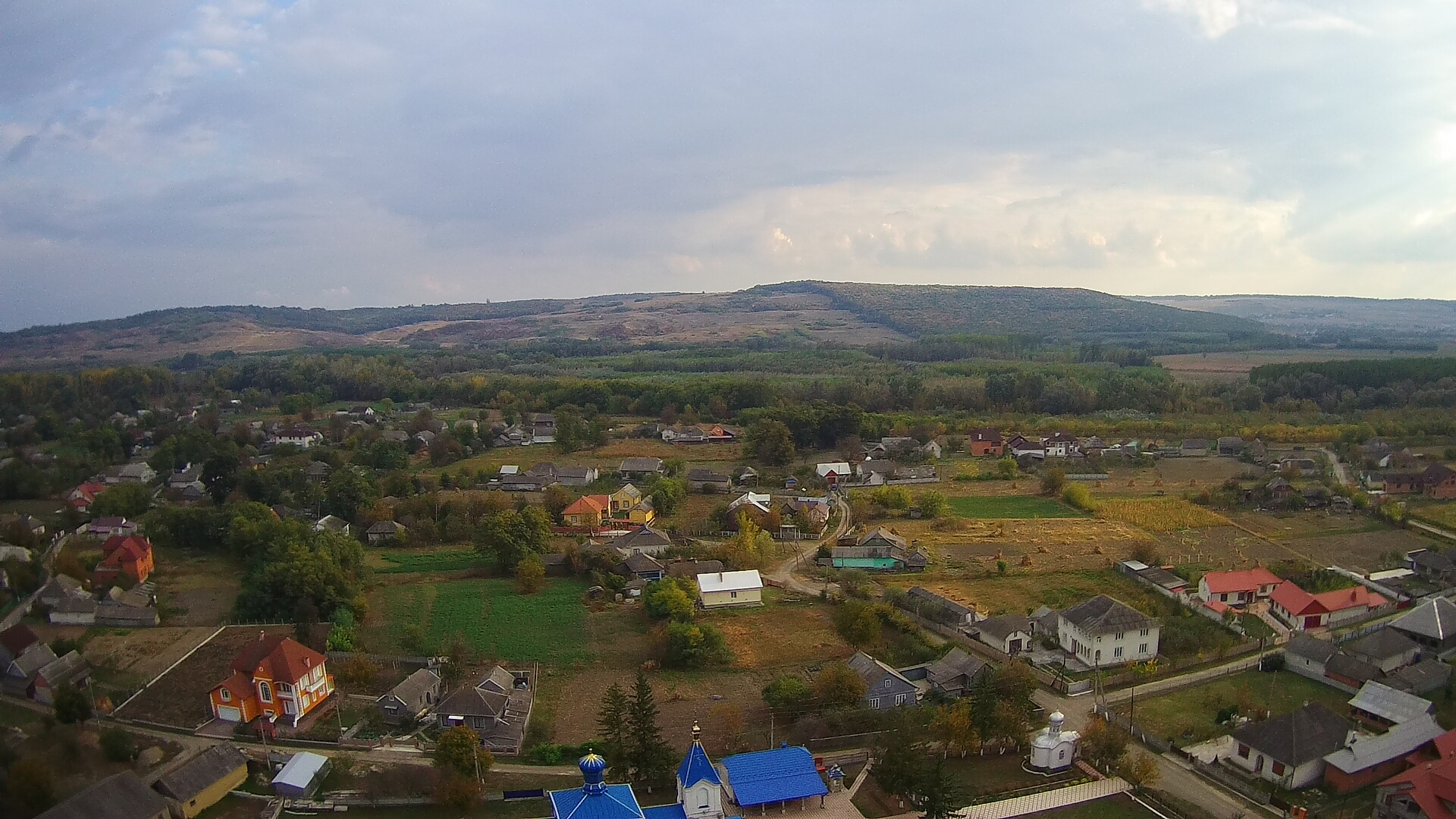
Вид з дрона на центр села
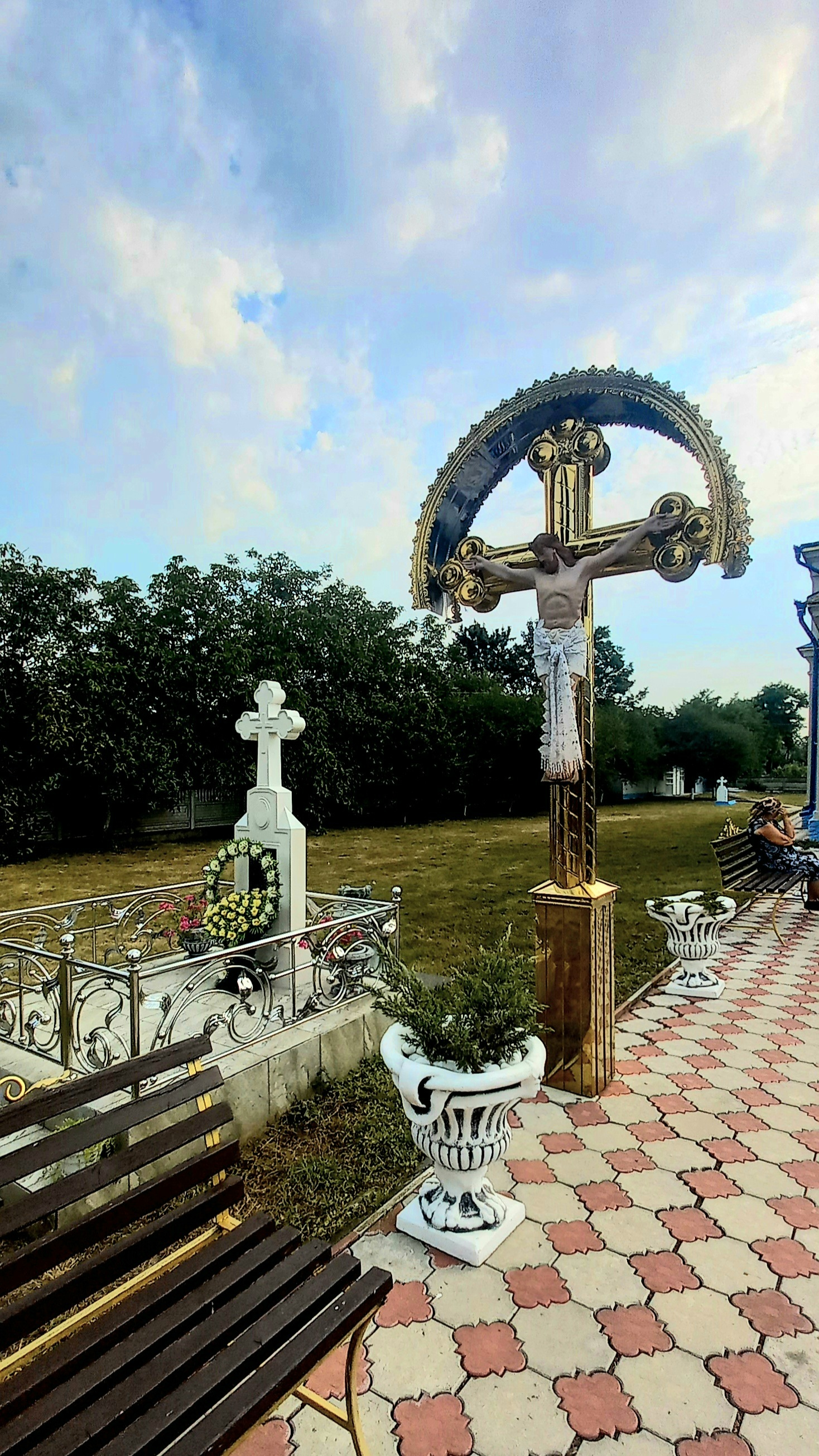
Розп'яття на території церкви Св. Миколая (с.Костичани)
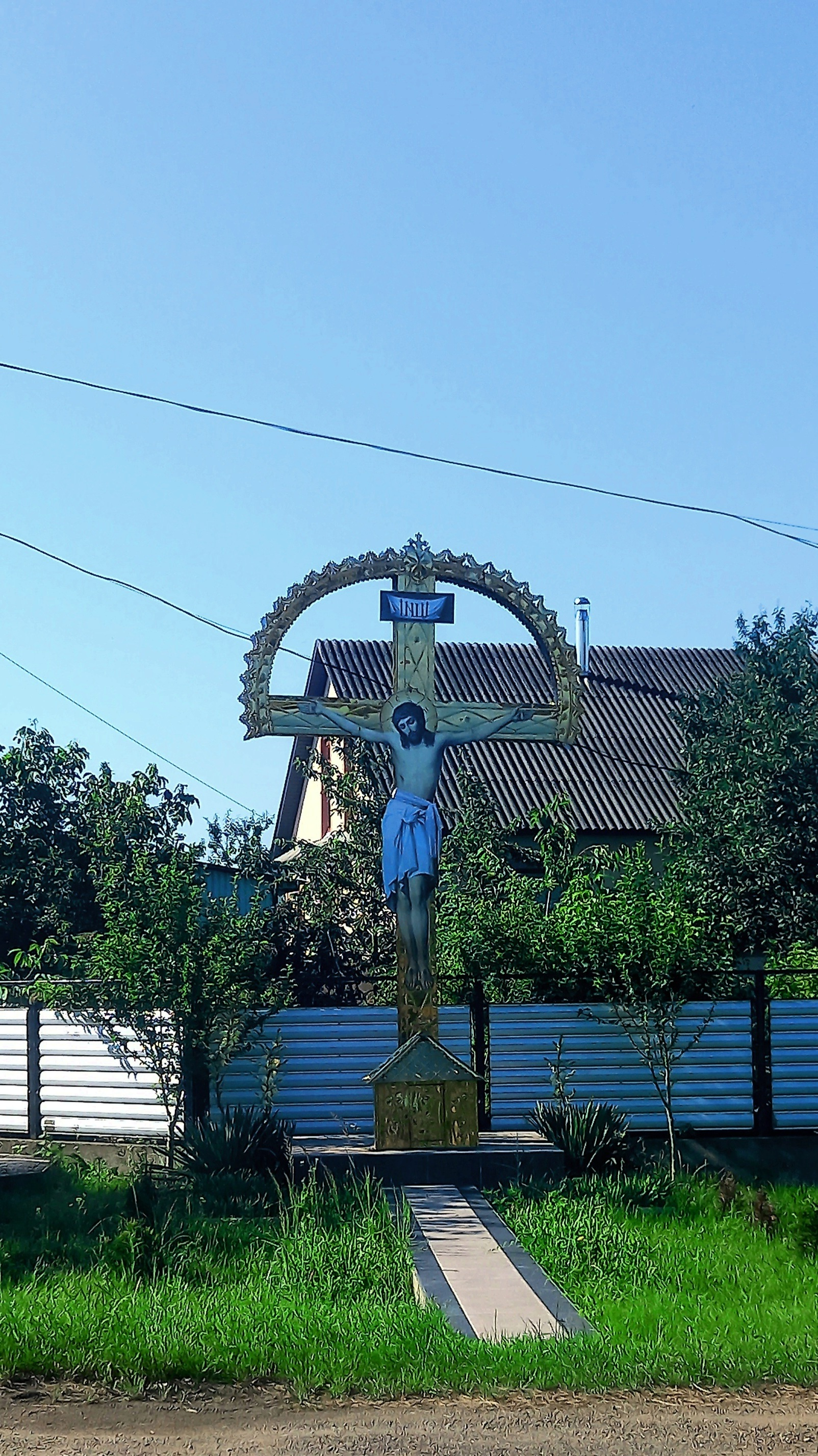
Розп'яття у вулиці до церкви Св. Миколая
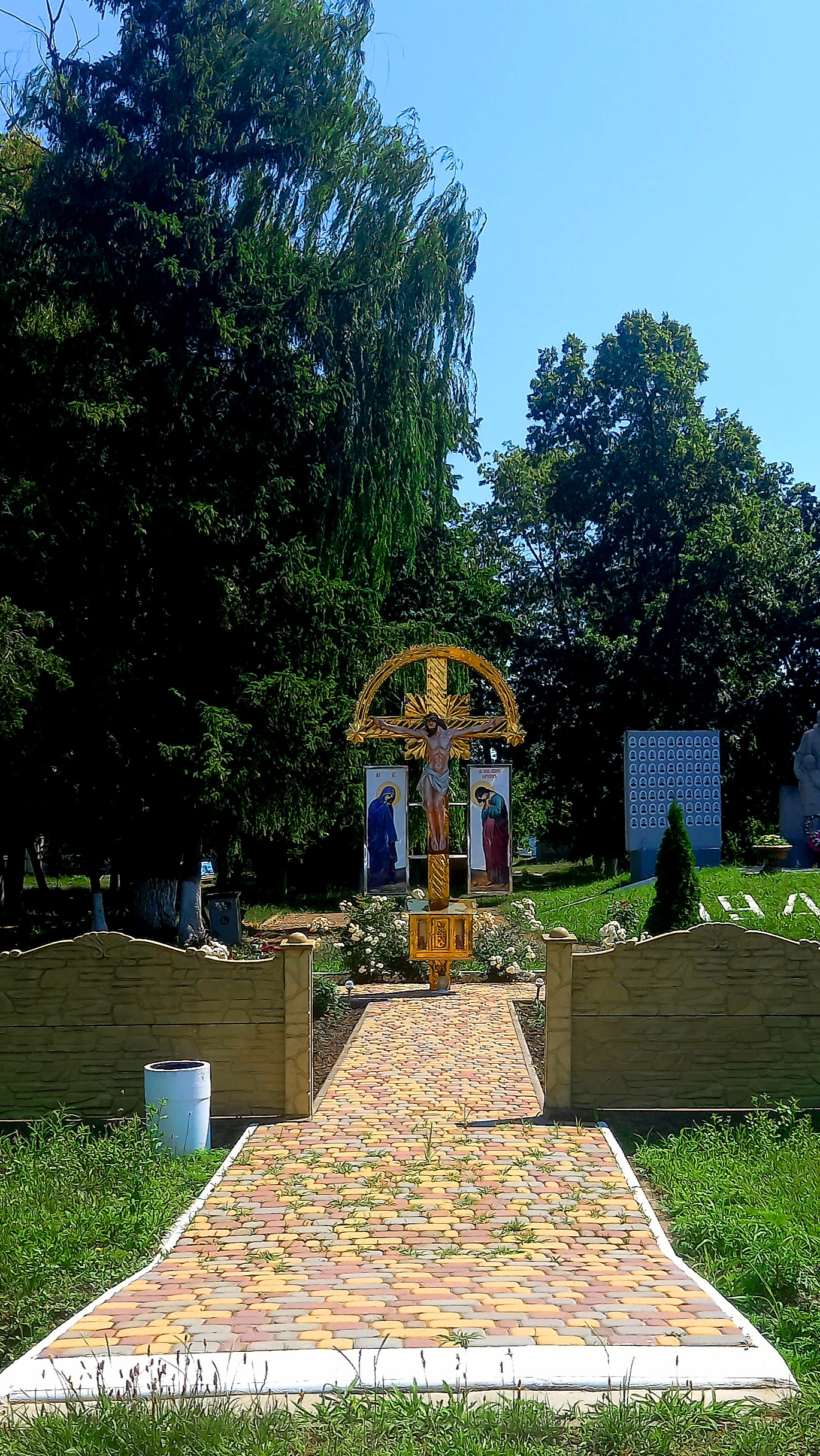
Розп'яття в парку
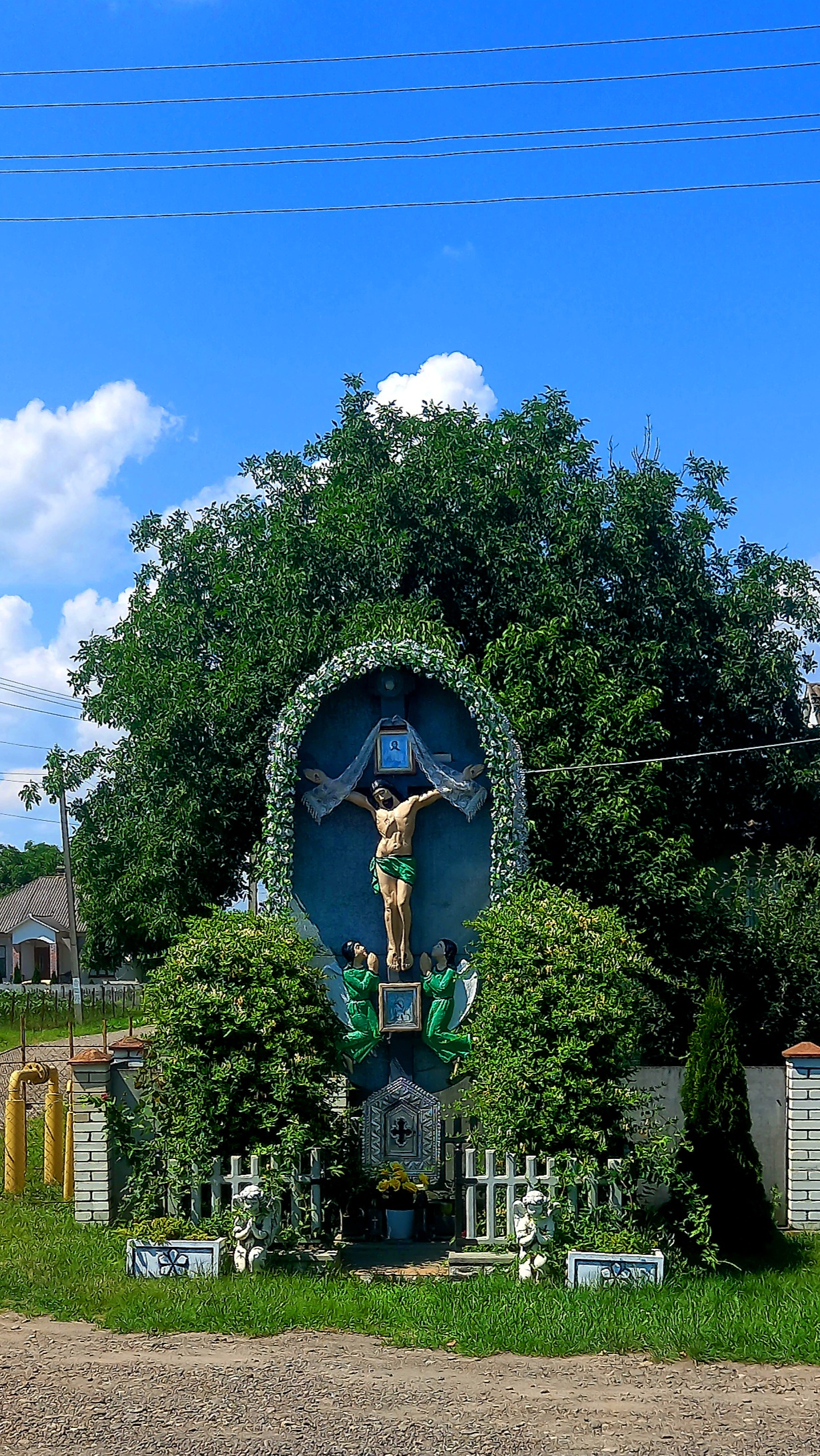
Розп'яття в Думени
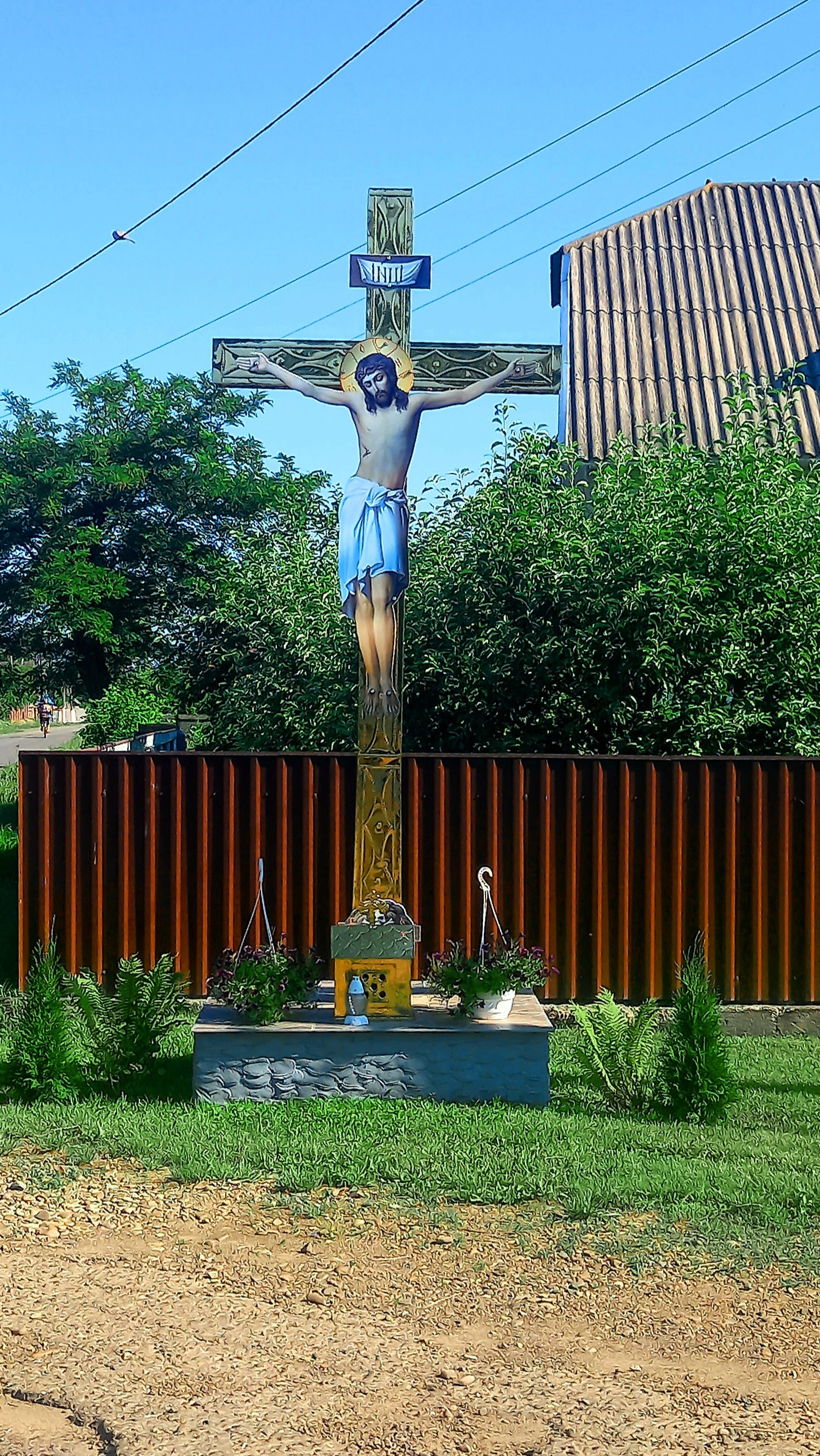
Розп'яття у вулиці до цвинтаря
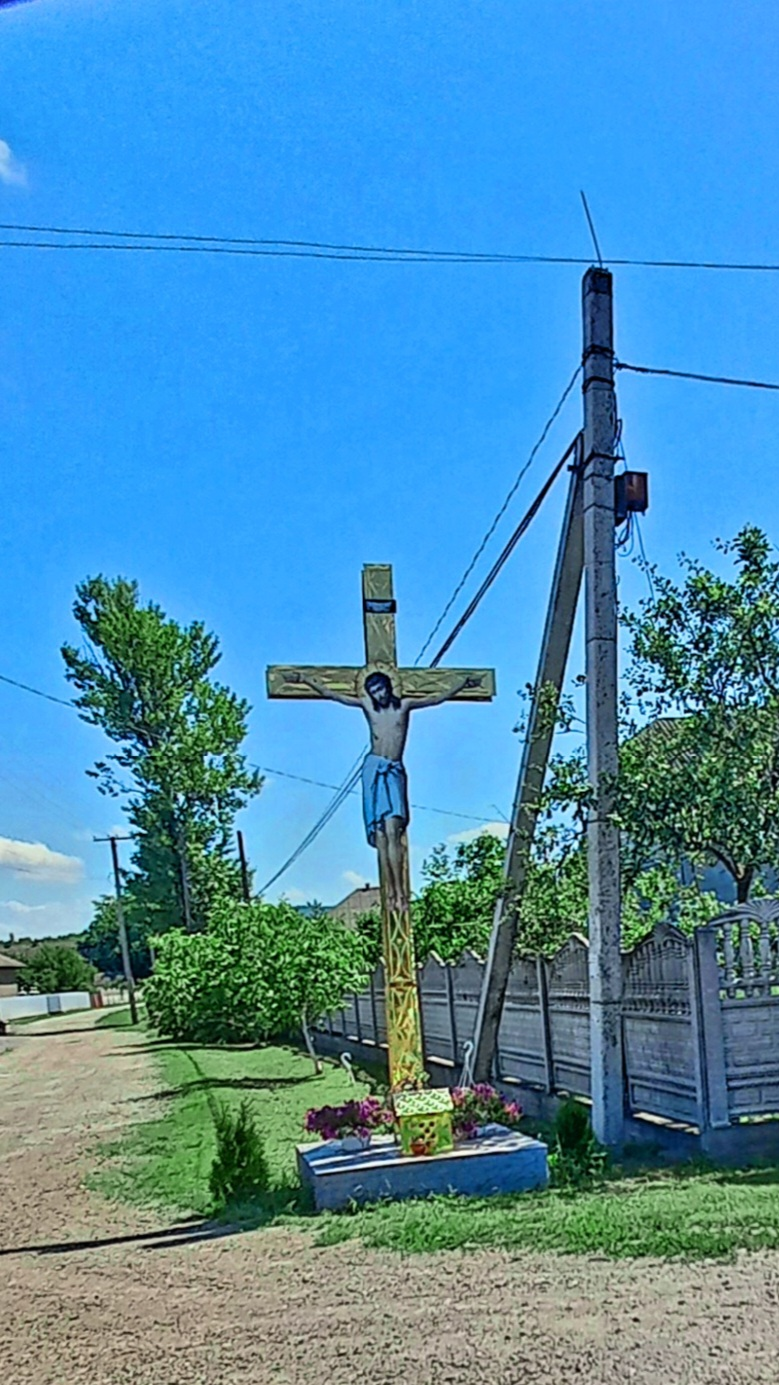
Розп'яття напроти магазину "Domnița"
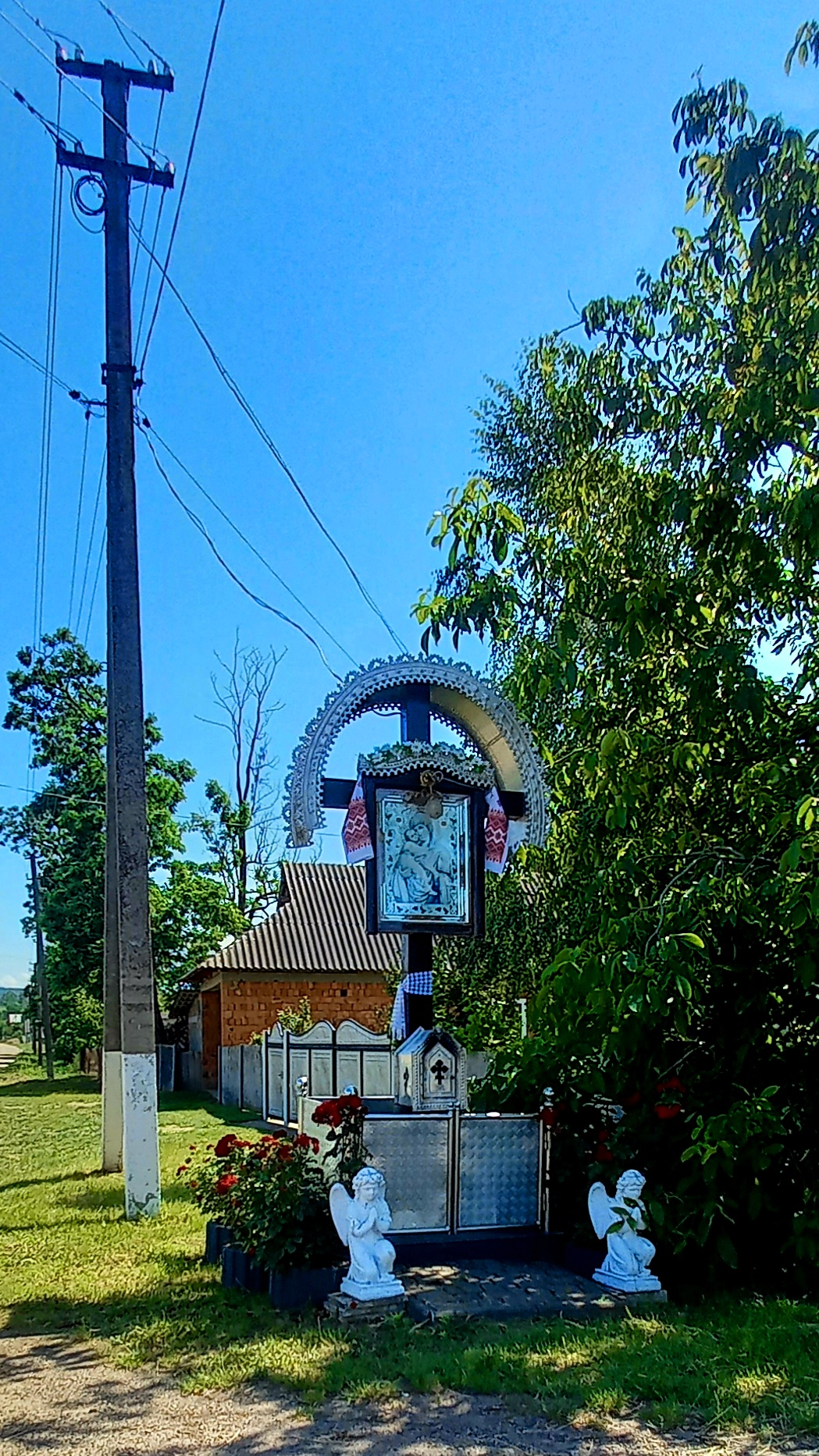
Розп'яття у вулиці біля Сирбу (напроти Диомида Івановича Савка)
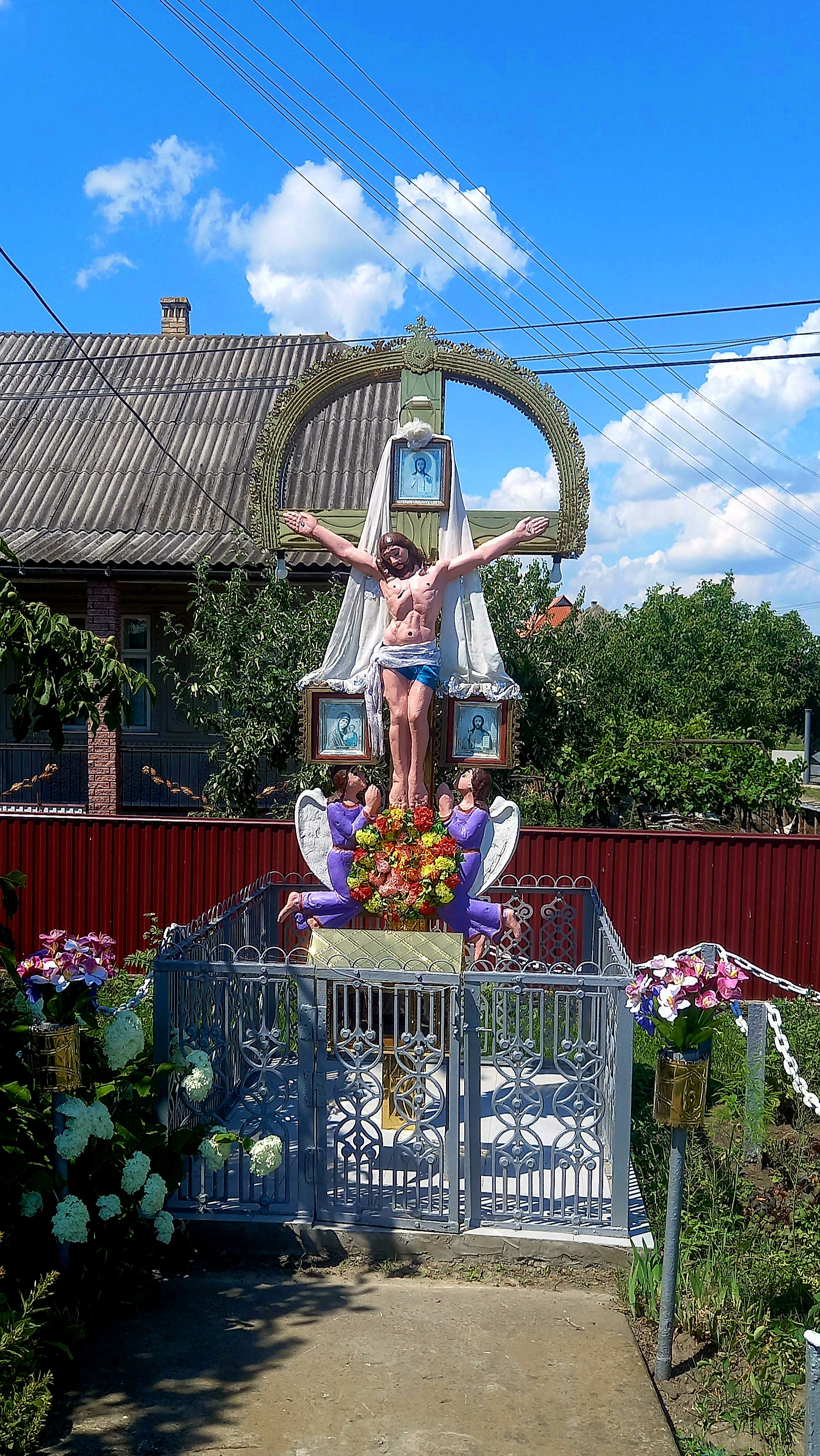
Розп'яття в Пол-Ванчикауць
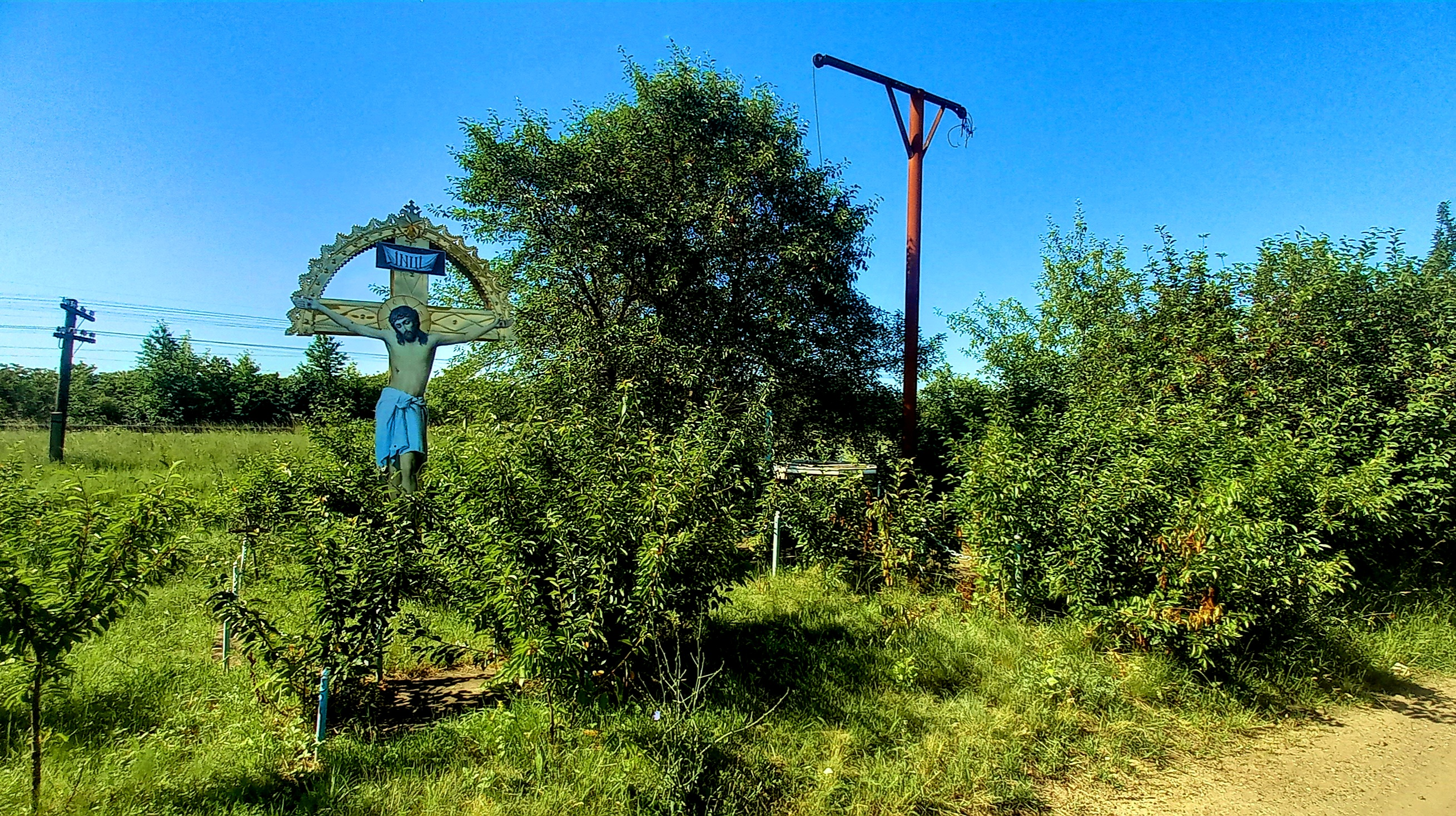
Розп'яття в поле біля залізної дороги
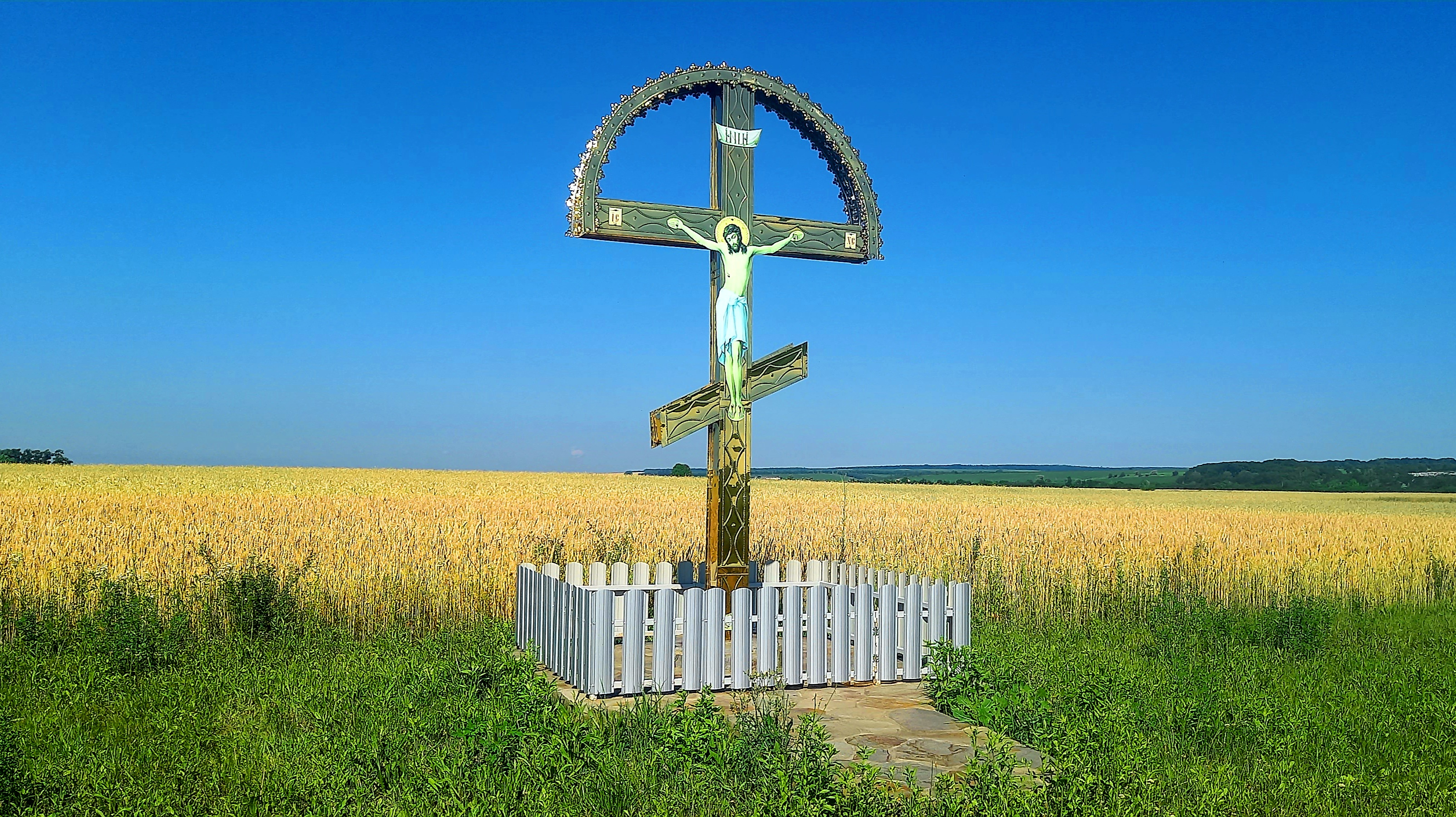
Розп'яття у дороги в Думени в поле до ставку "Чєл Марє"
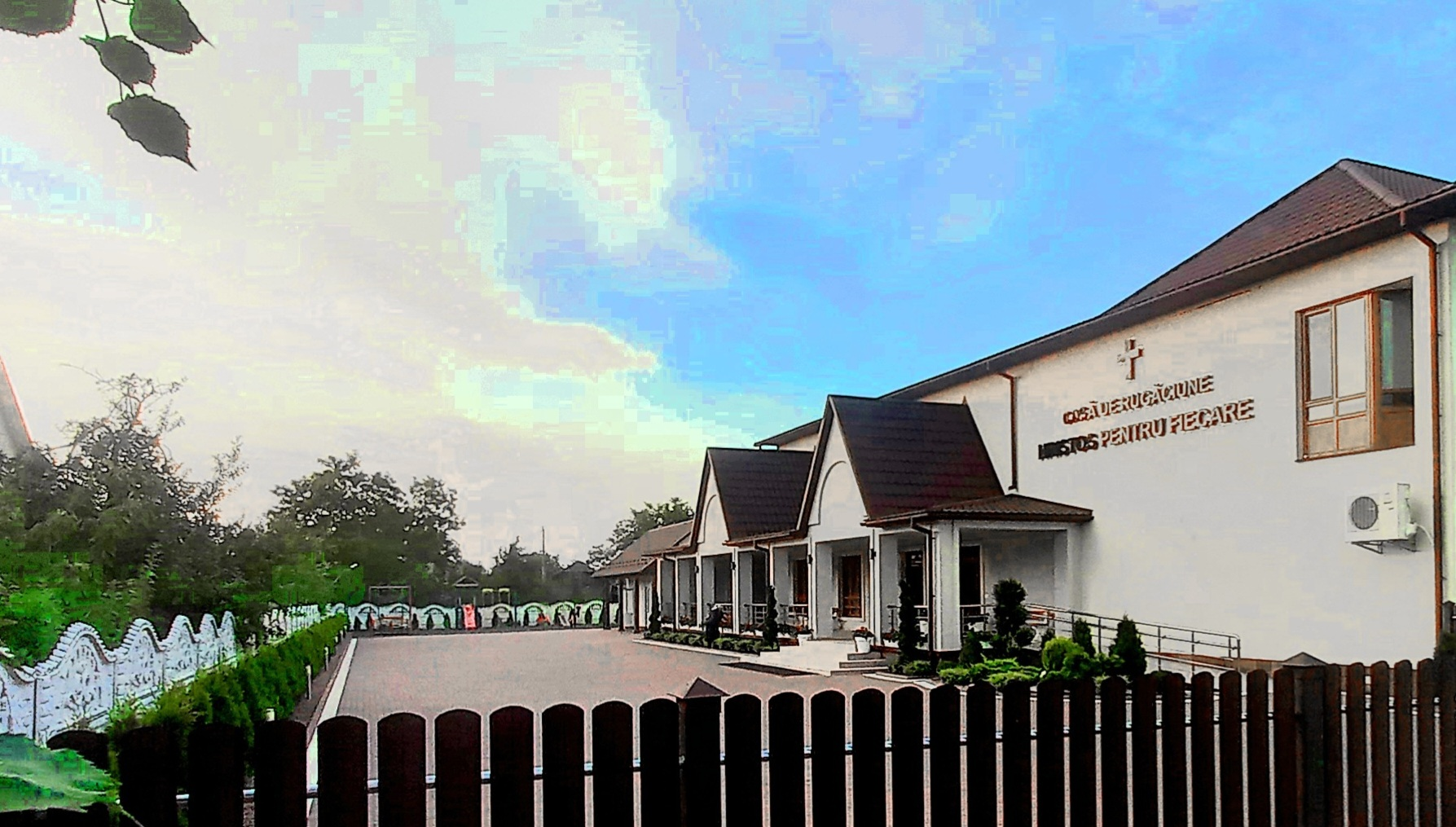
Молитвений будинок п'ятидесятників - "Hristos pentru Fiecare" (с.Костичани)
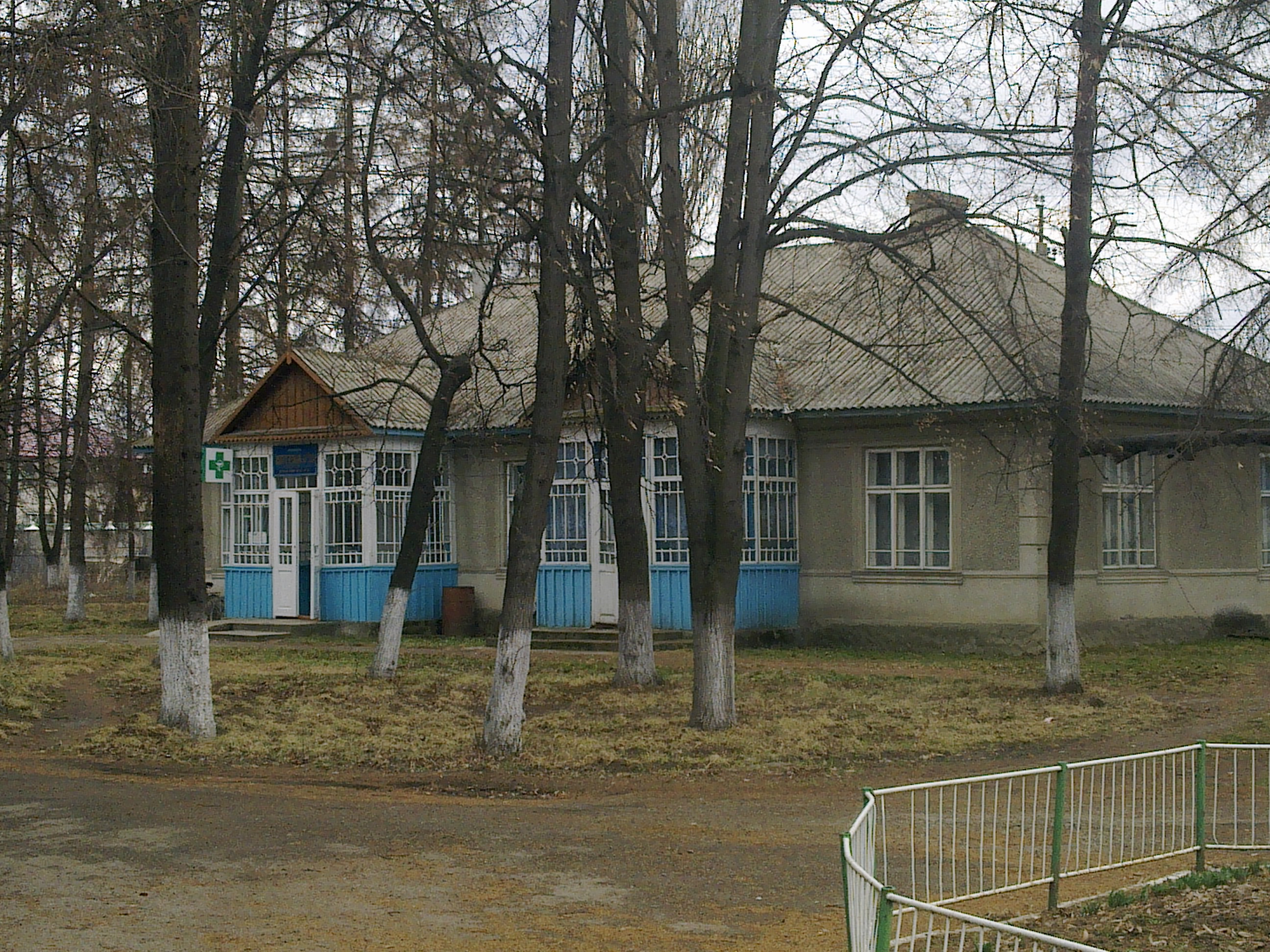
Будівля старої лікарні, старої аптеки Костичани
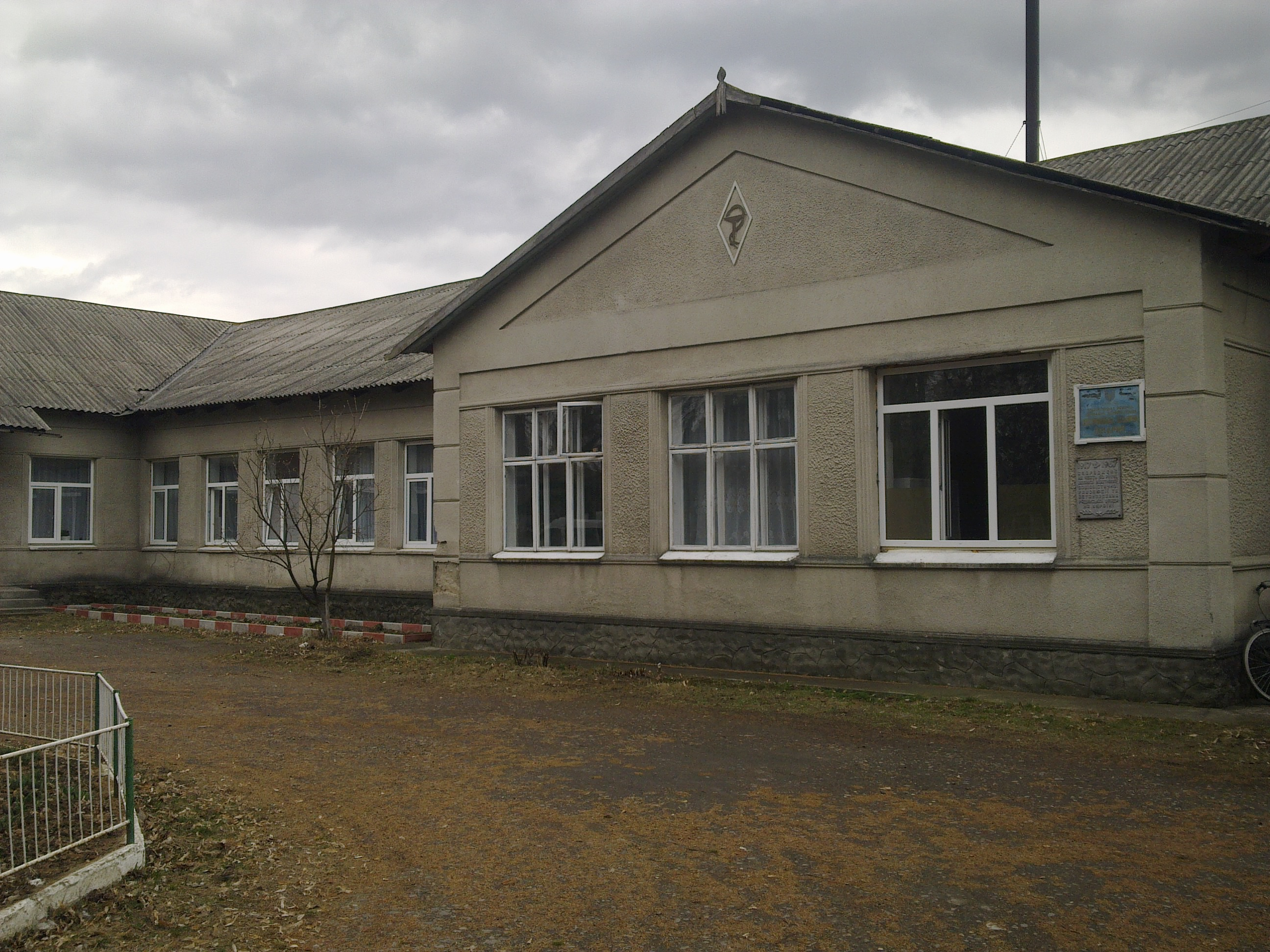
Лікарня Костичани
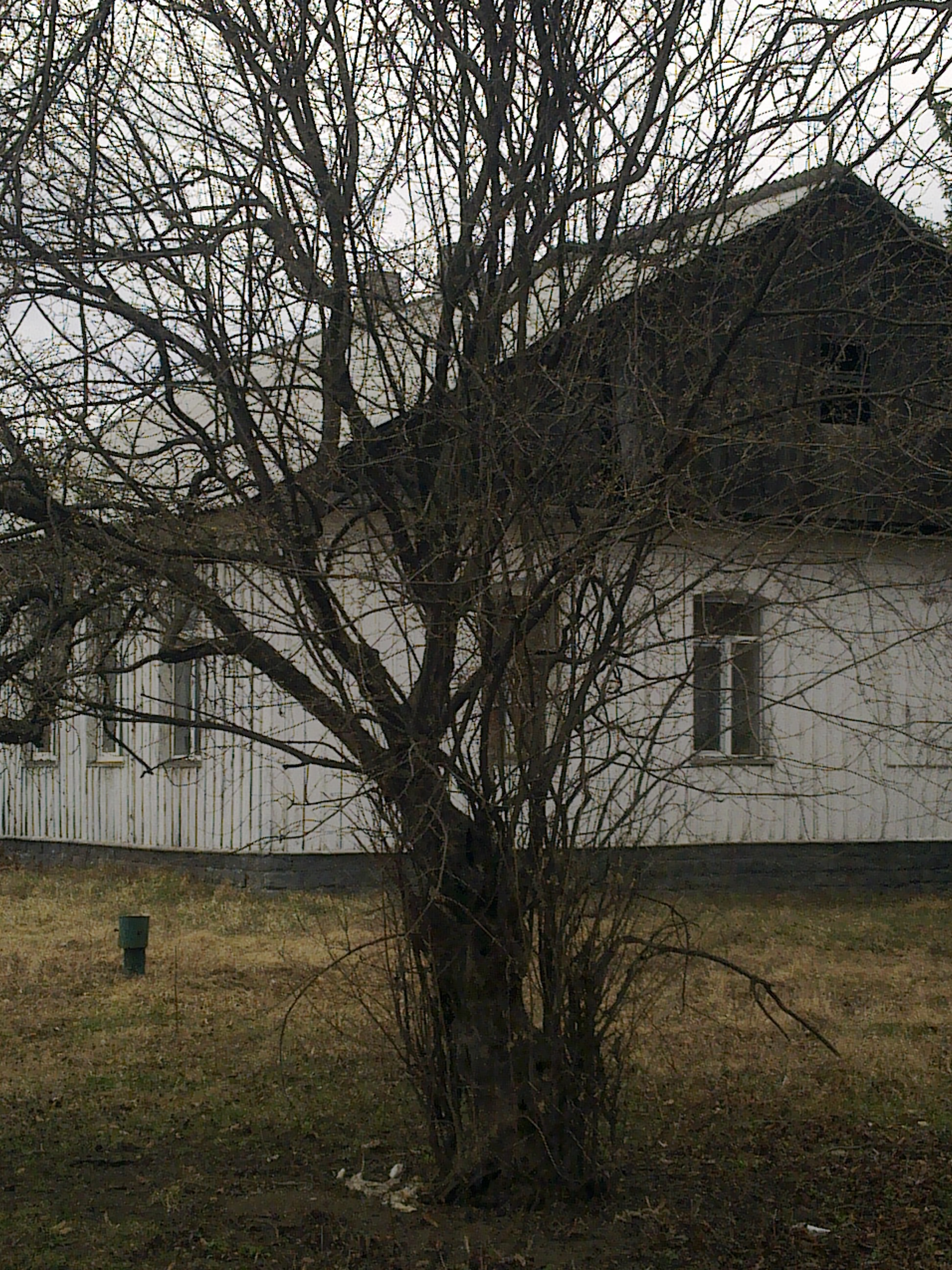
Будівля старої школи Костичани, старостат
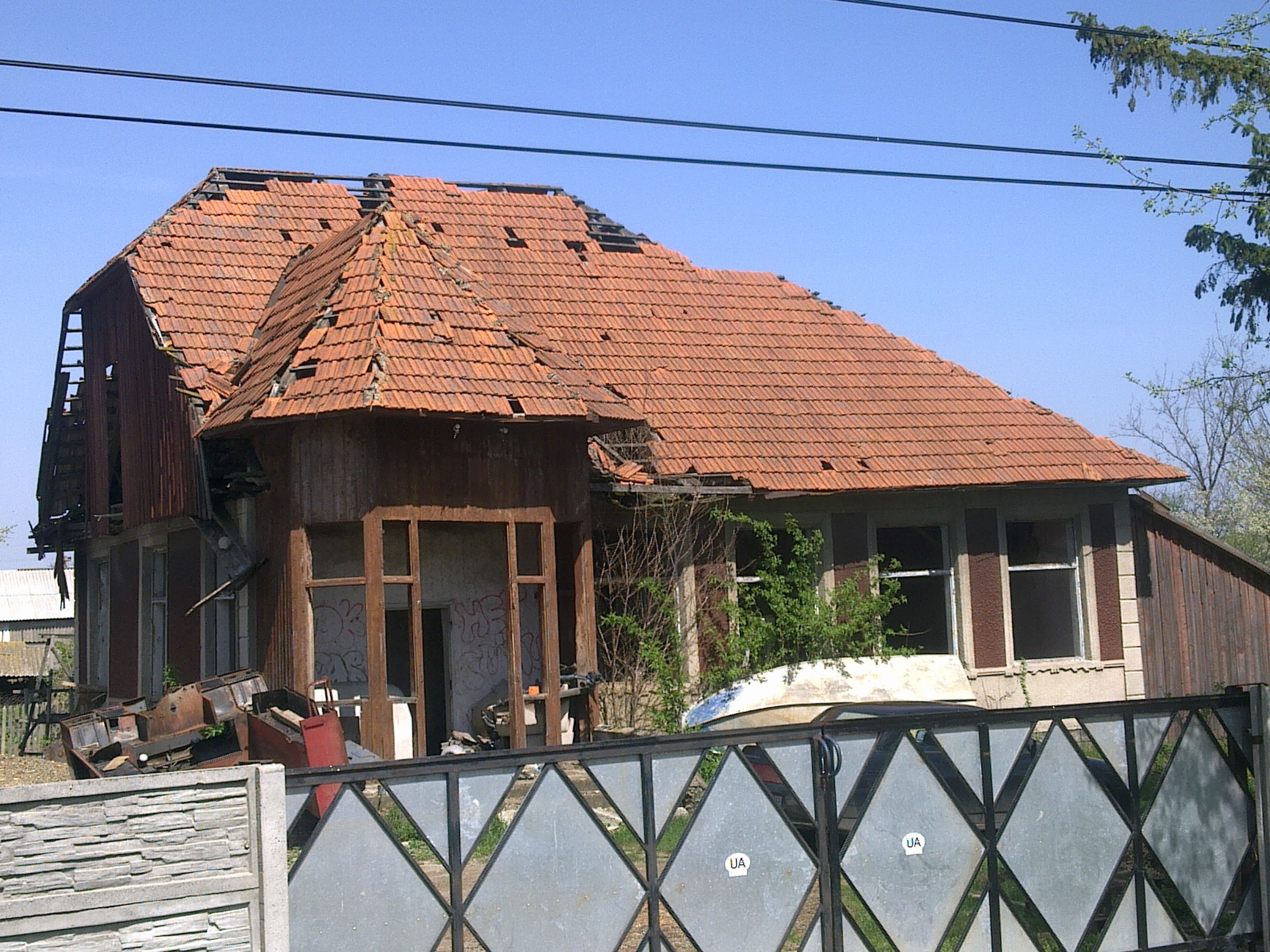
Будівля старої школи Думени, стара музична школа
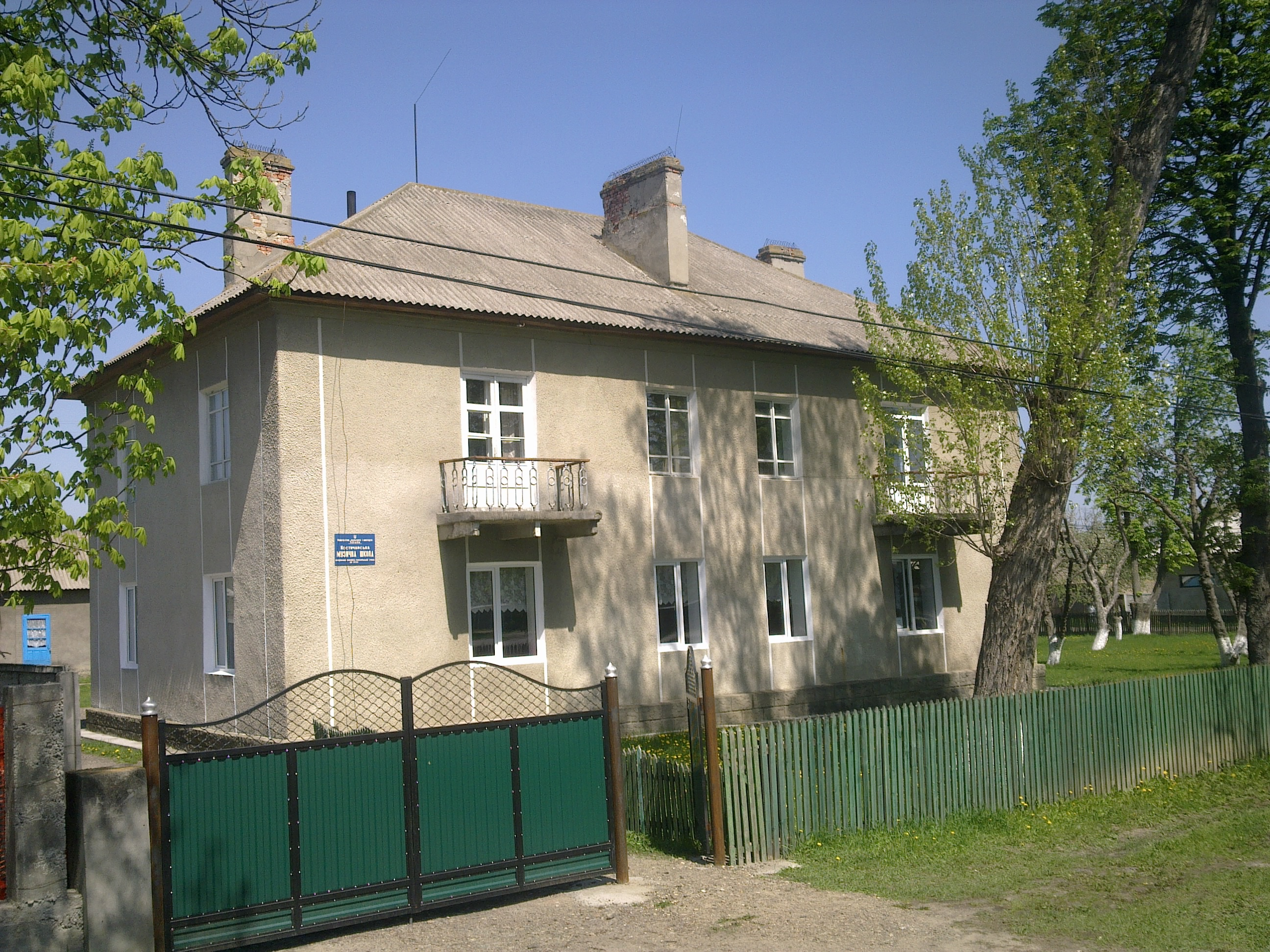
Костчанівська Музична школа
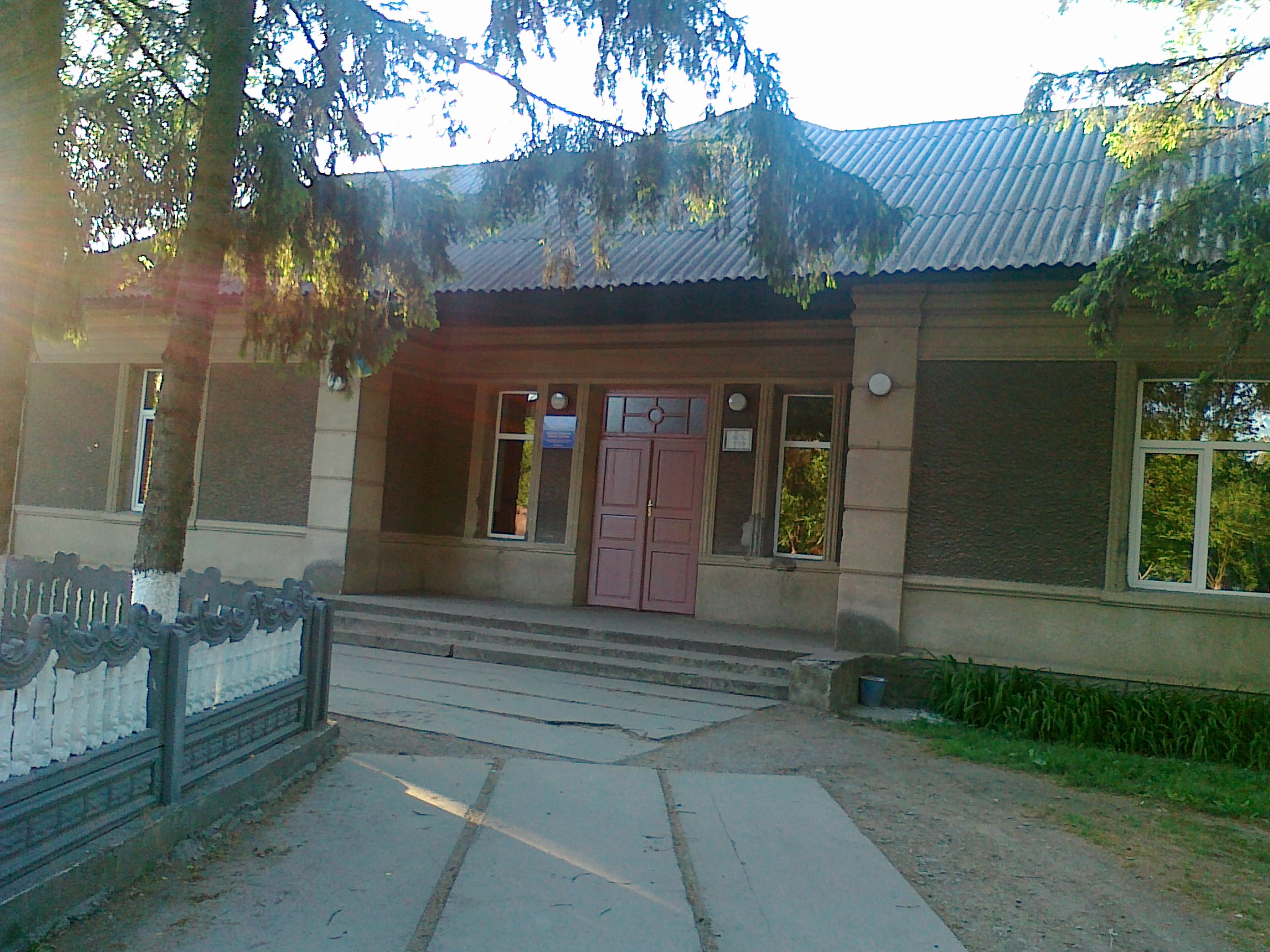
Будинок Культури - клуб
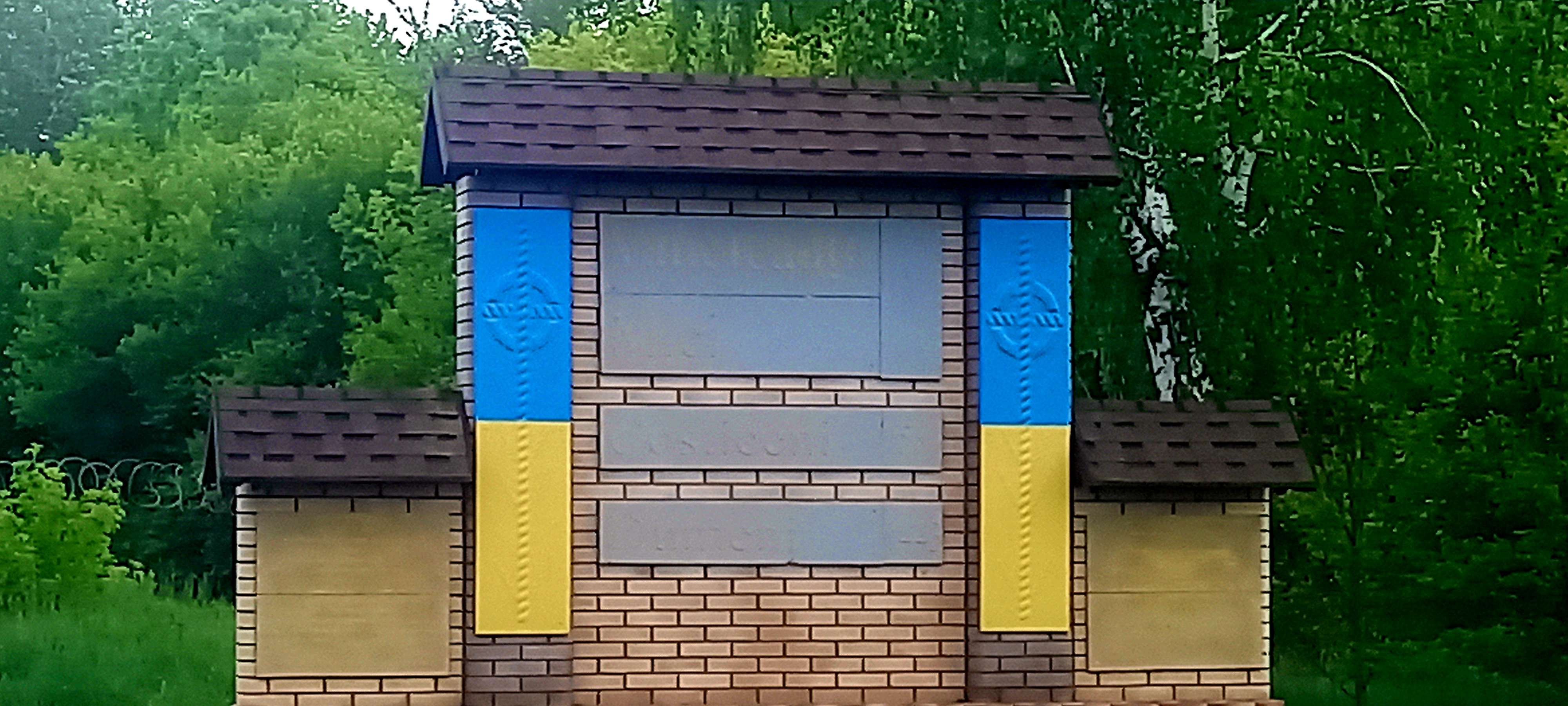
Ворота села Костичани
«Ворота раю» — Ворота цвинтаря сільської громади Костичани
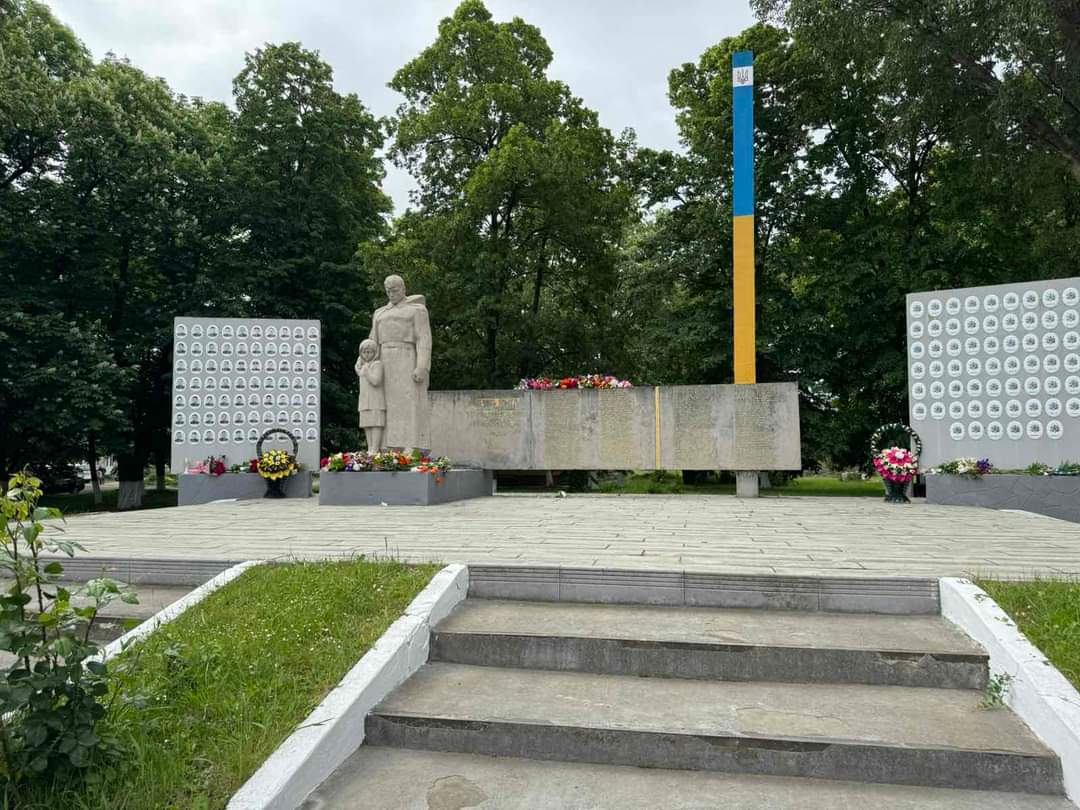
Меморіал пам'яті полеглим жителів села Костичани в другої світовий війні 1939-1945
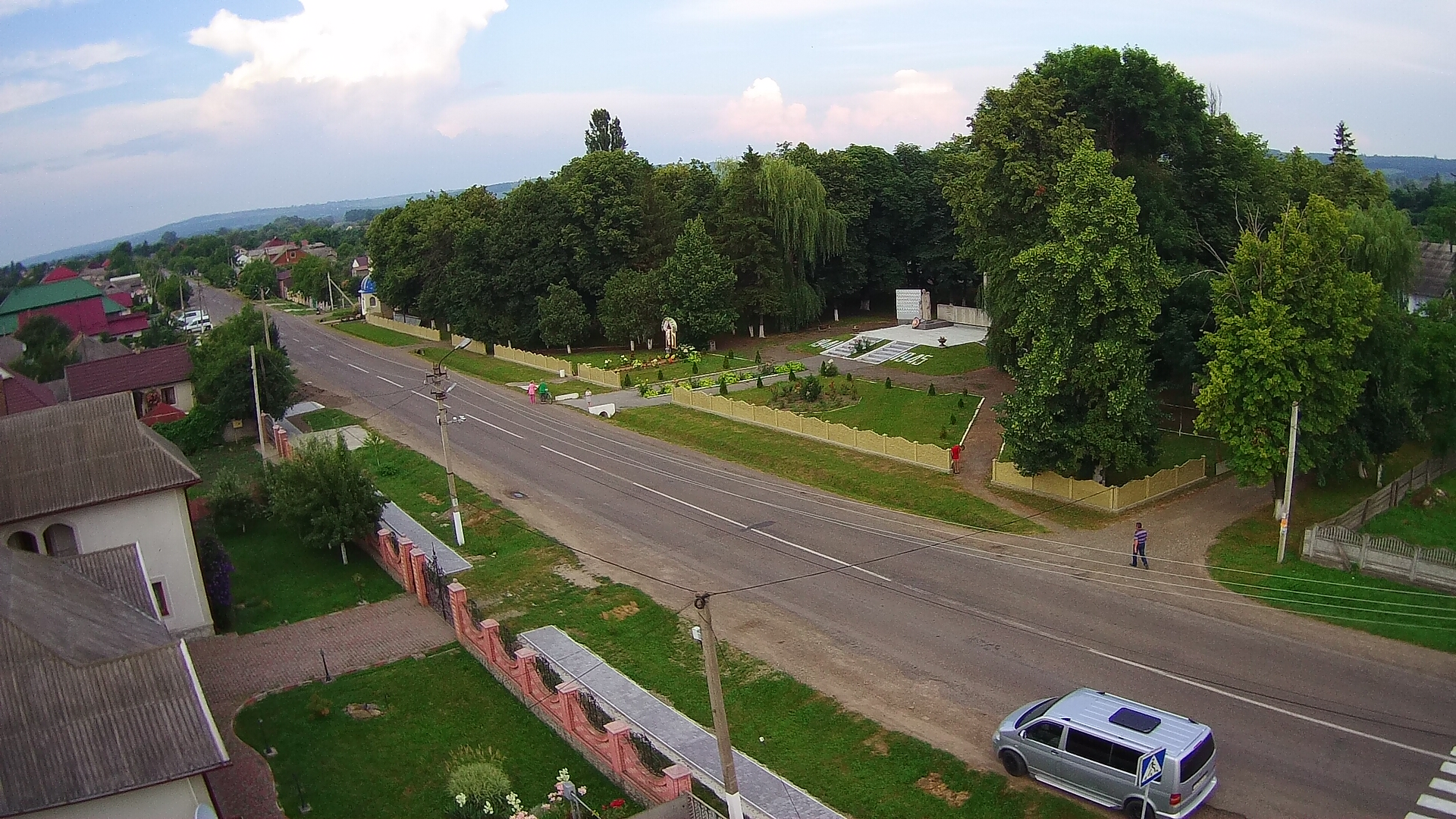
Парк с. Костичани (вид з дрону)
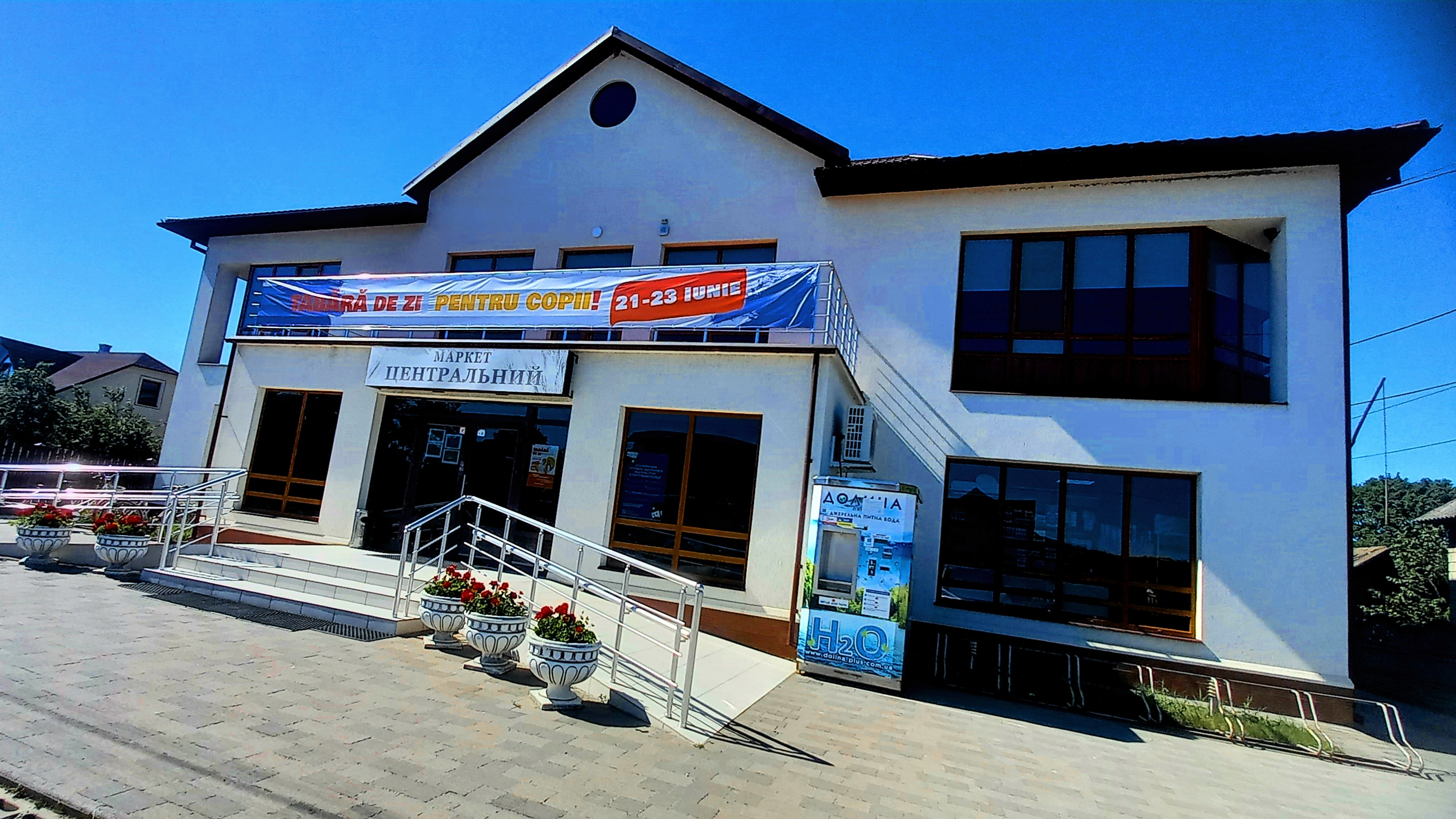
Супермаркет "Центральний"
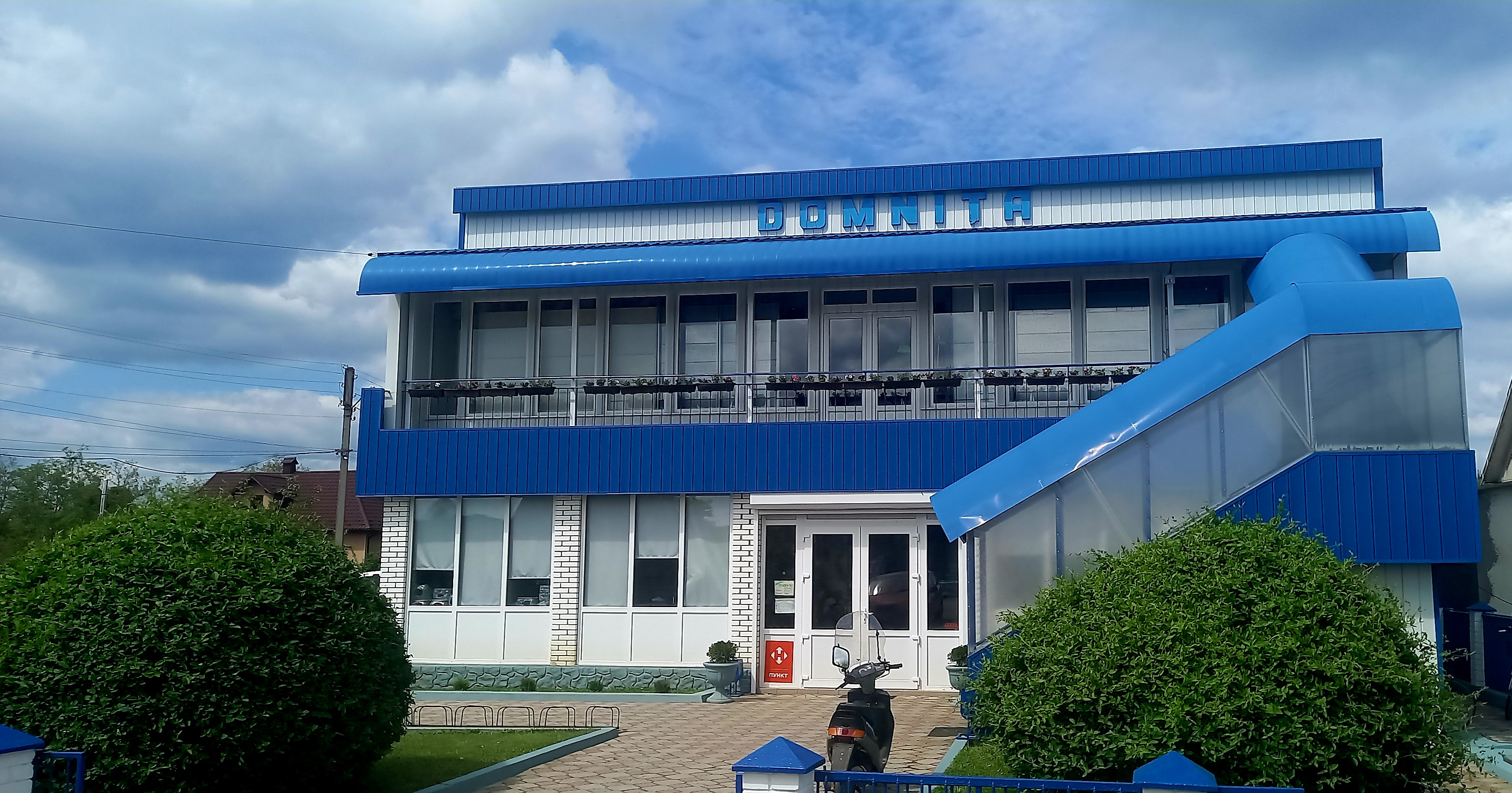
Магазин "Domnița"
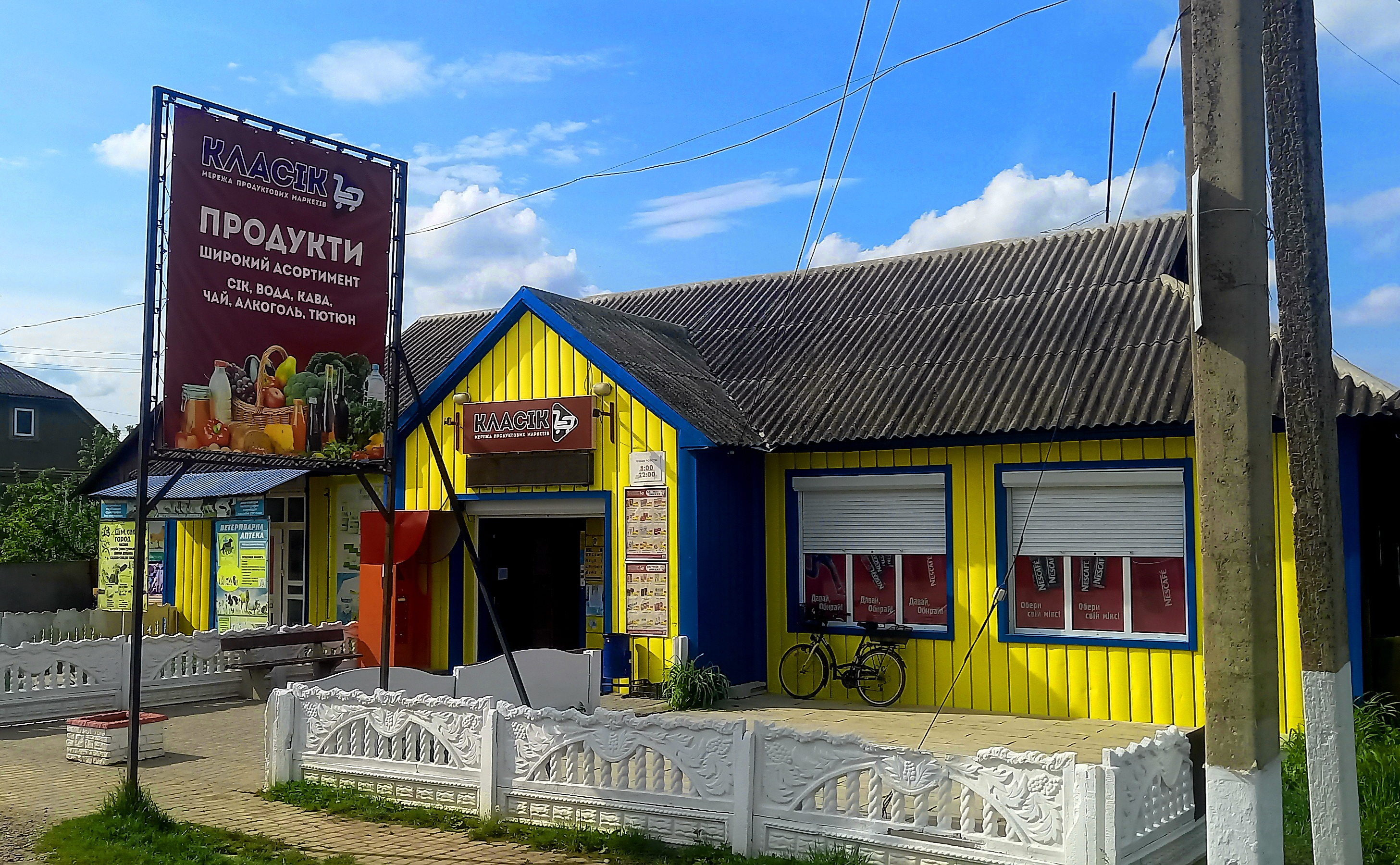
Магазин "маркет Класик"
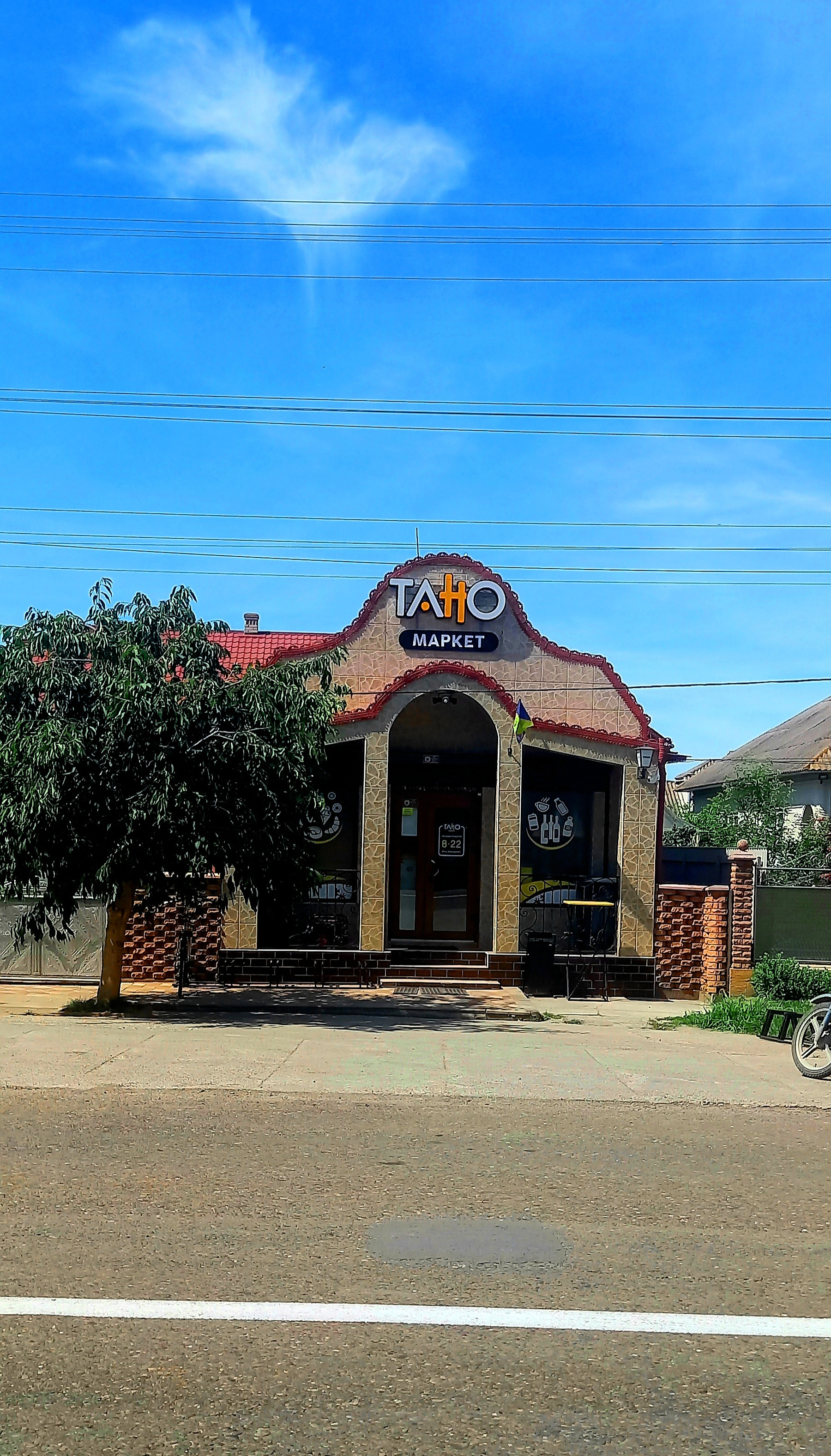
Магазин ТАНО
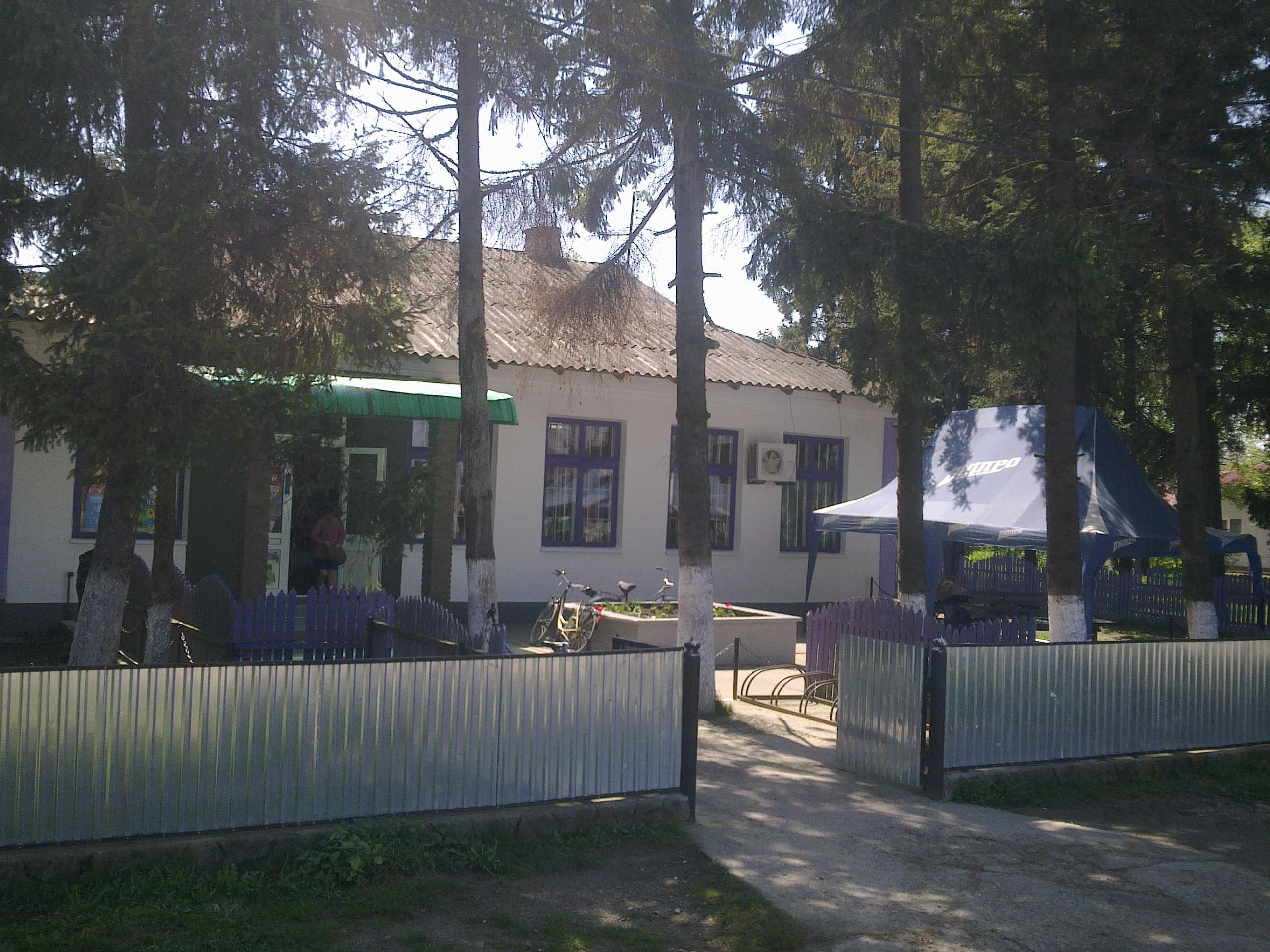
Бригада Думени, Магазин «Сотня»
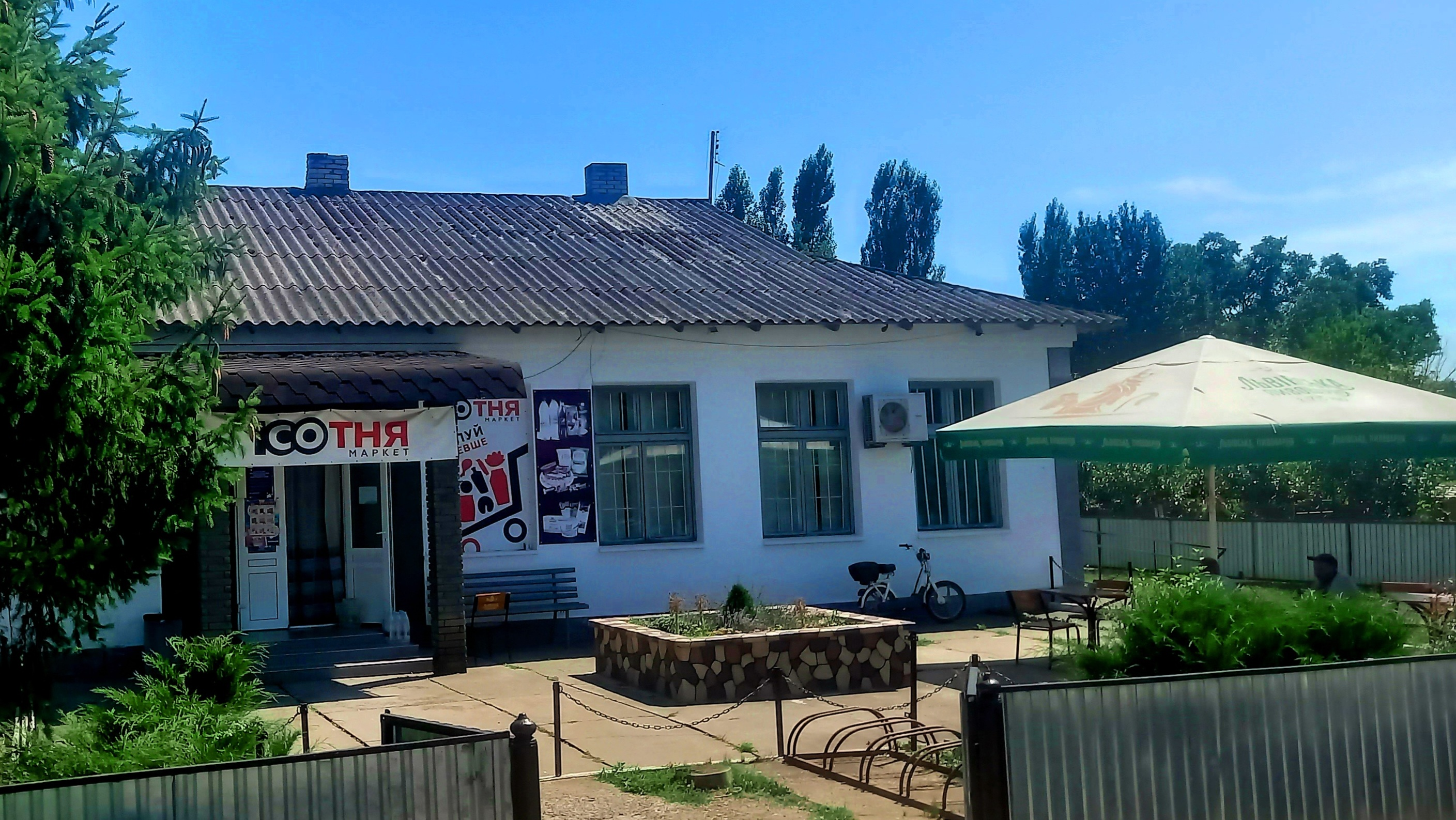
Магазин "Сотня"
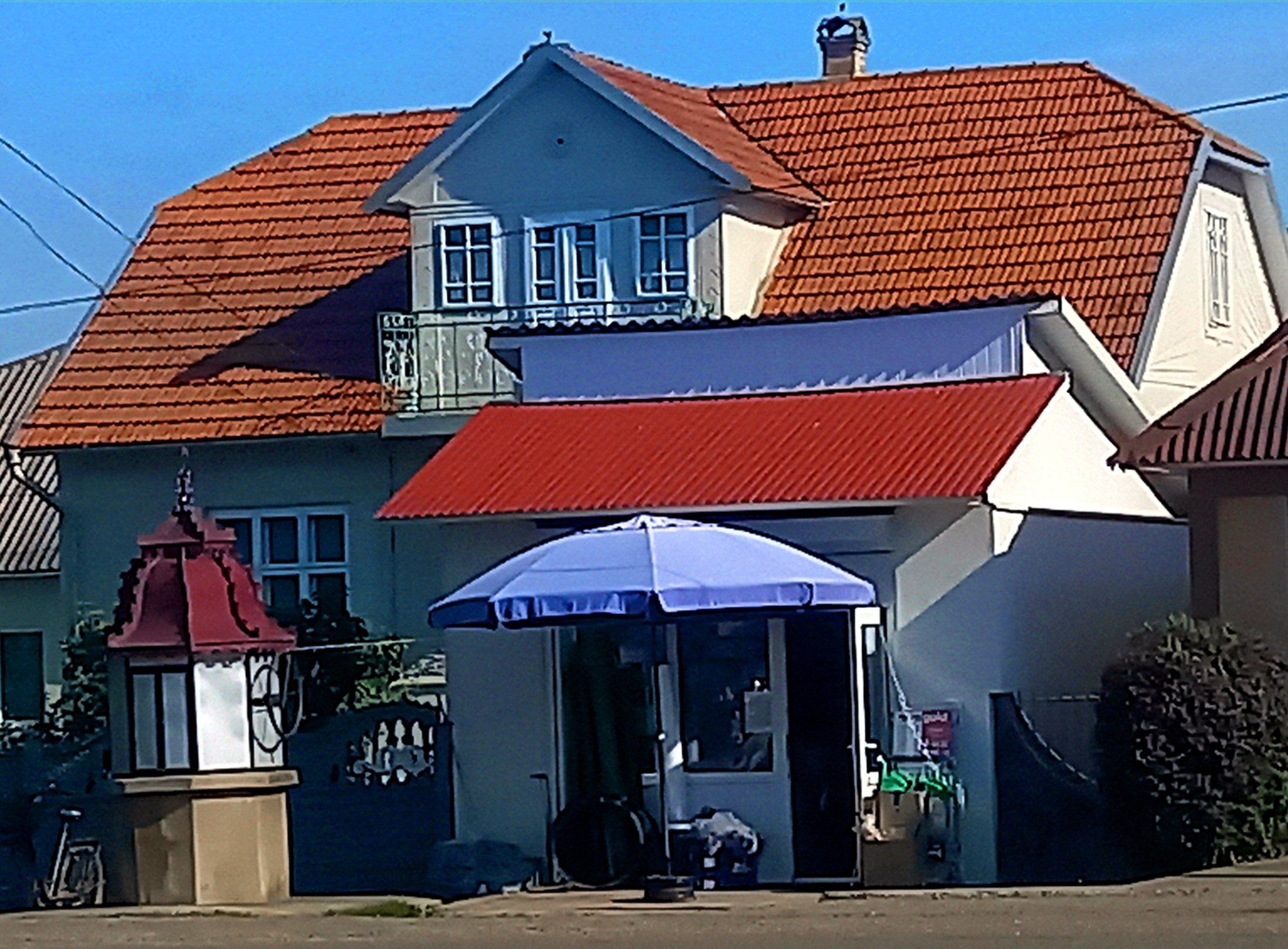
Магазин "Стела"
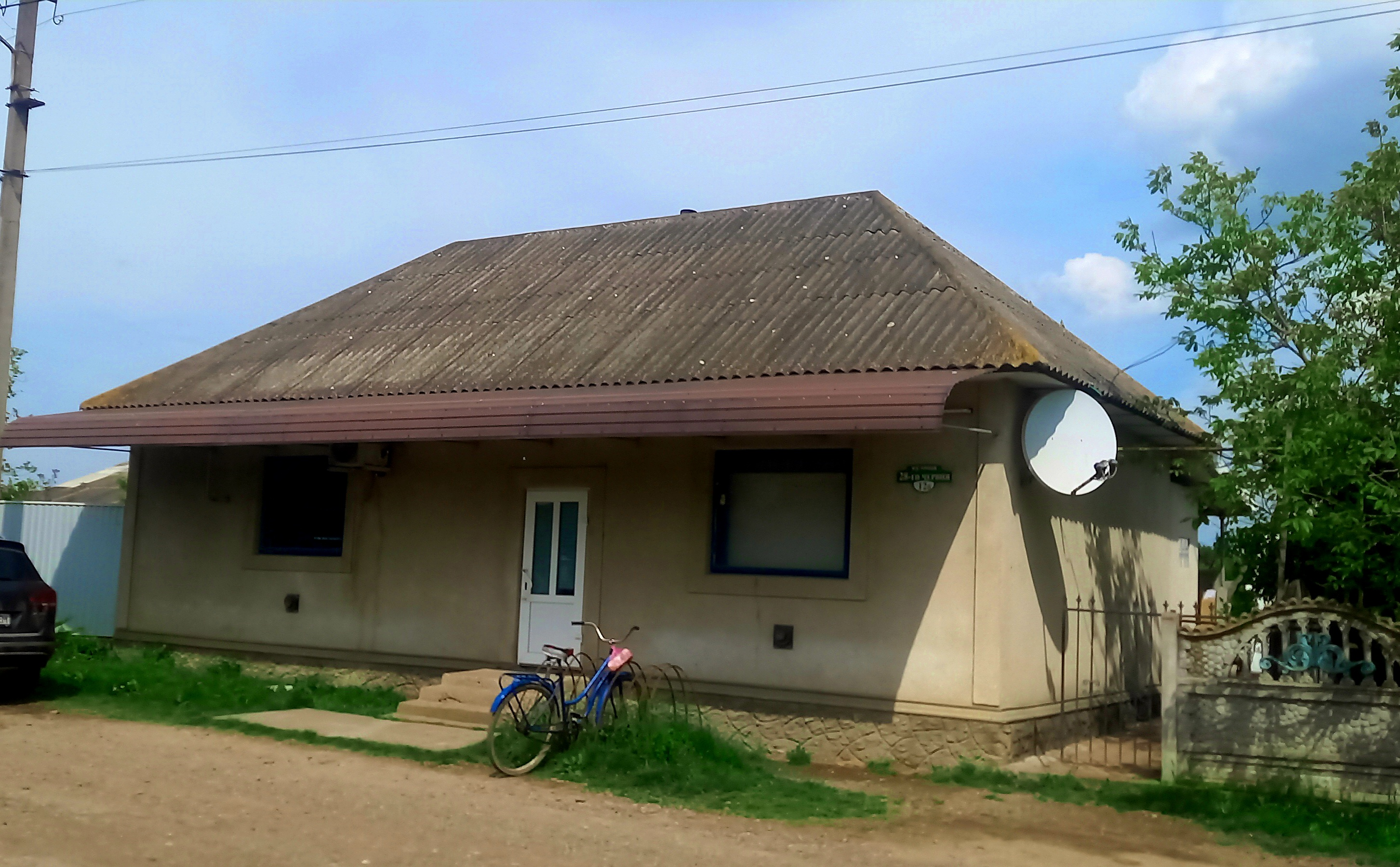
Магазин «На вулиці до цвинтаря» (Каптар Віктор)
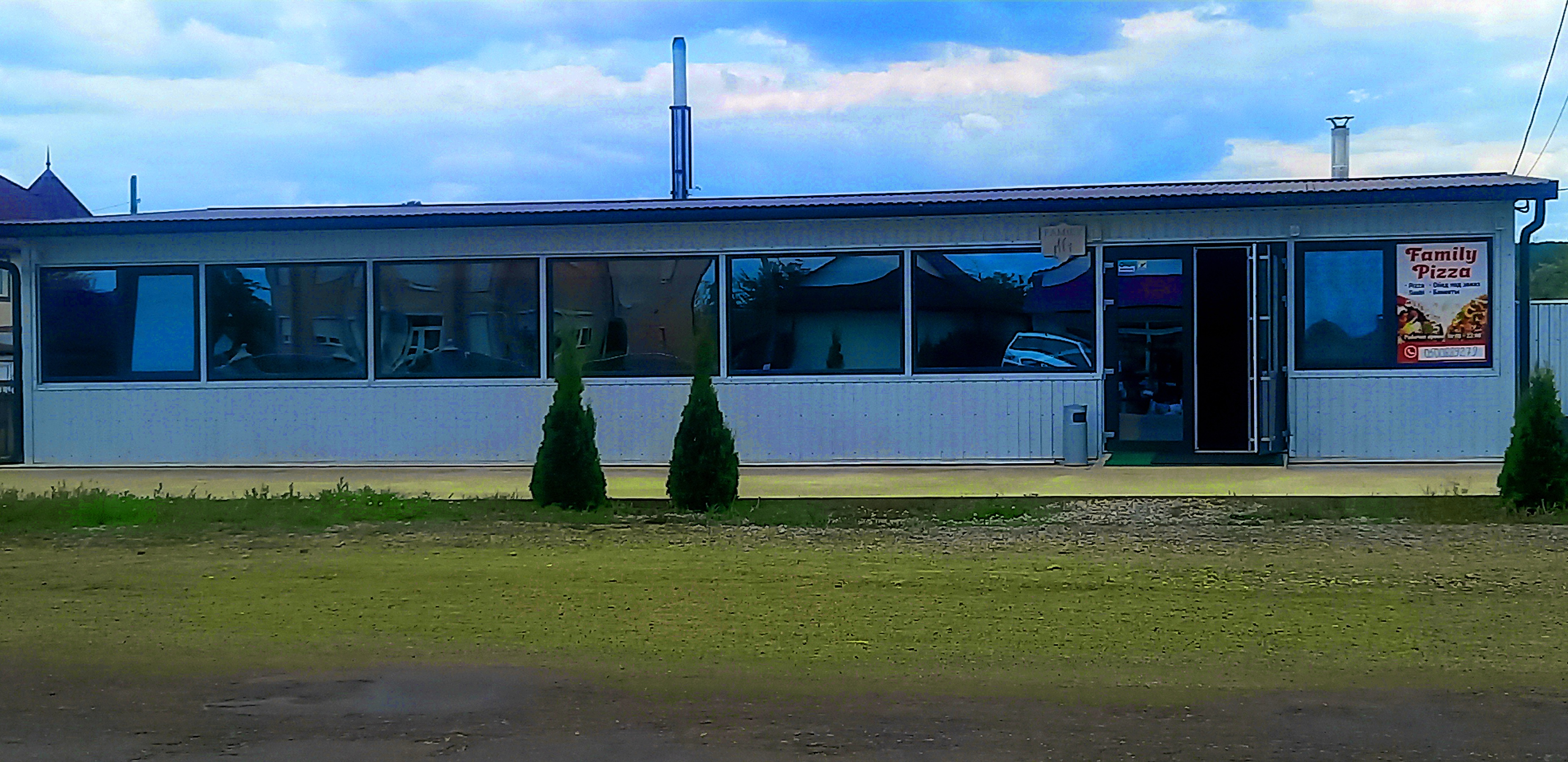
Піцерія "Family"
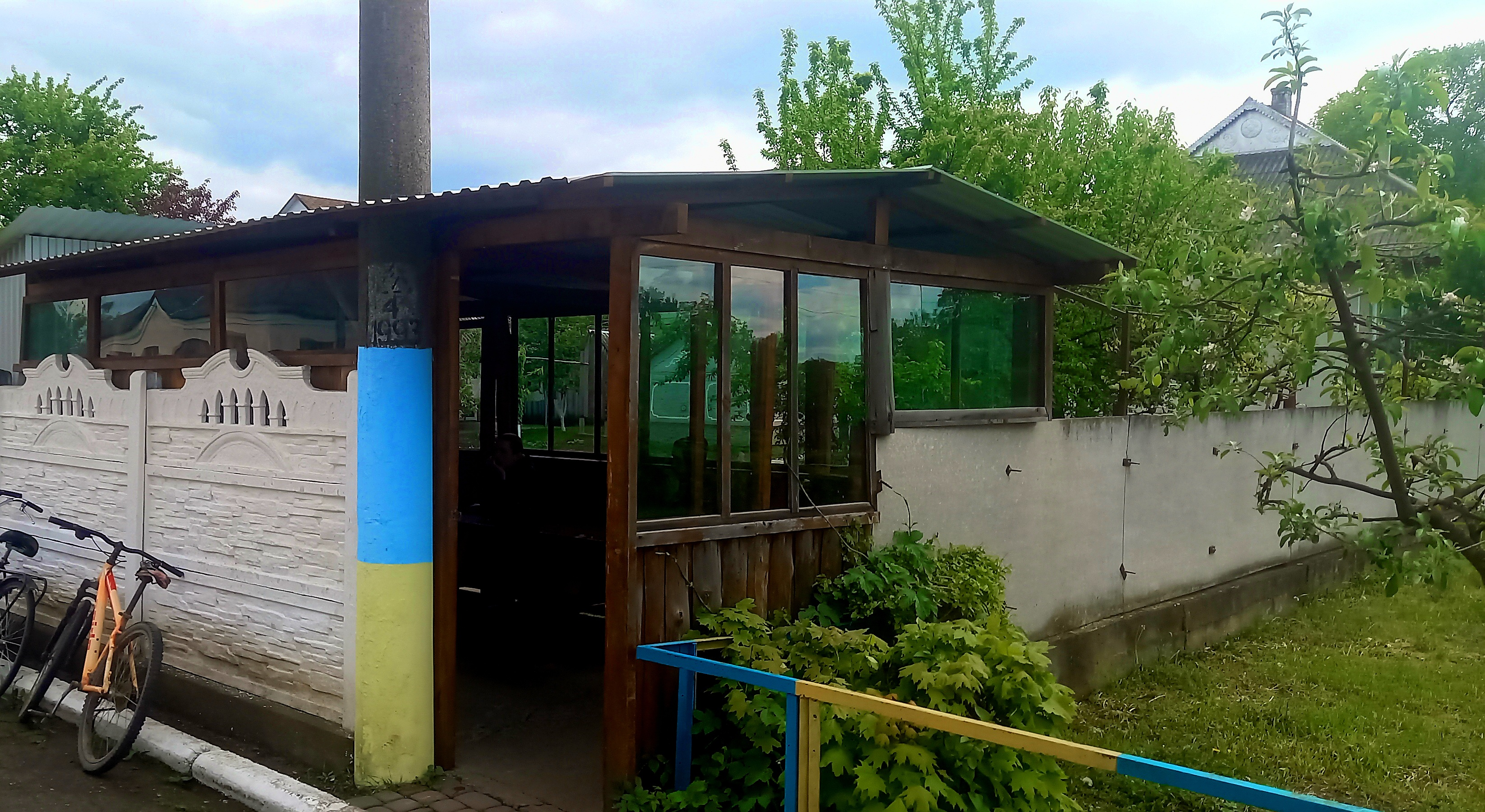
Кафе-Фастуд "Кароліна"
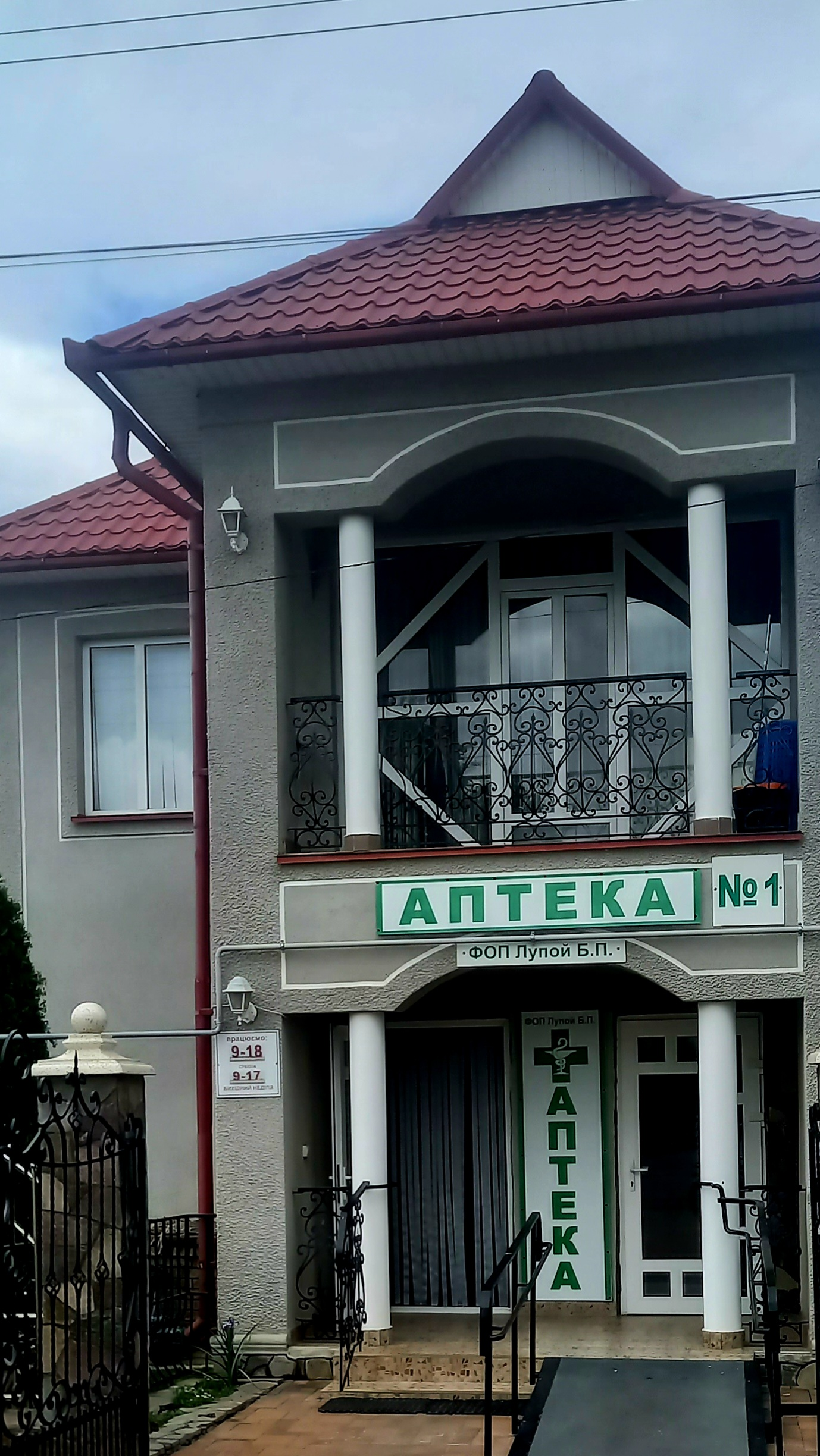
Аптека ФОП Лупой БП (Лупой Людмила)
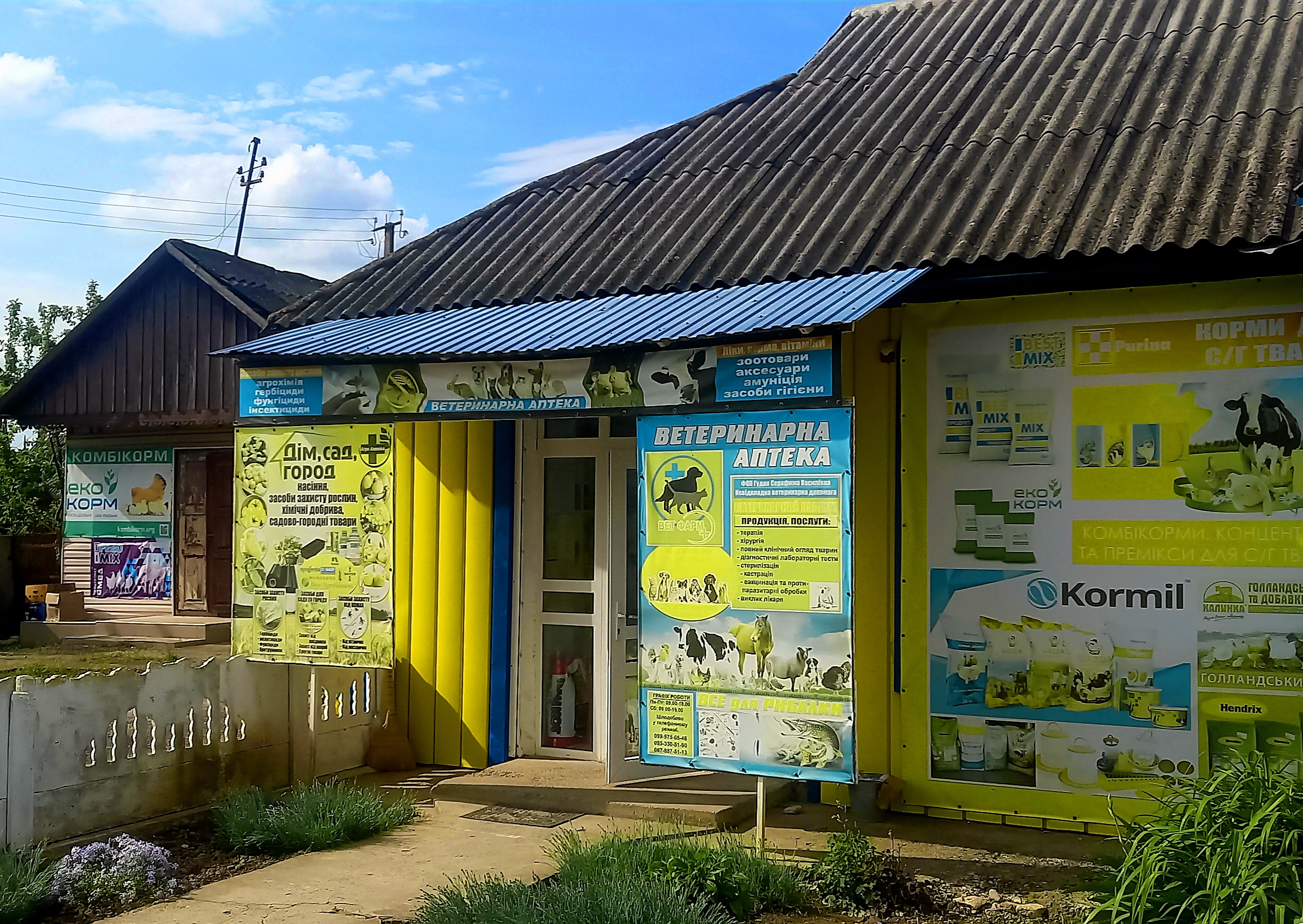
Ветеринарна аптека (Гудан Віталій)
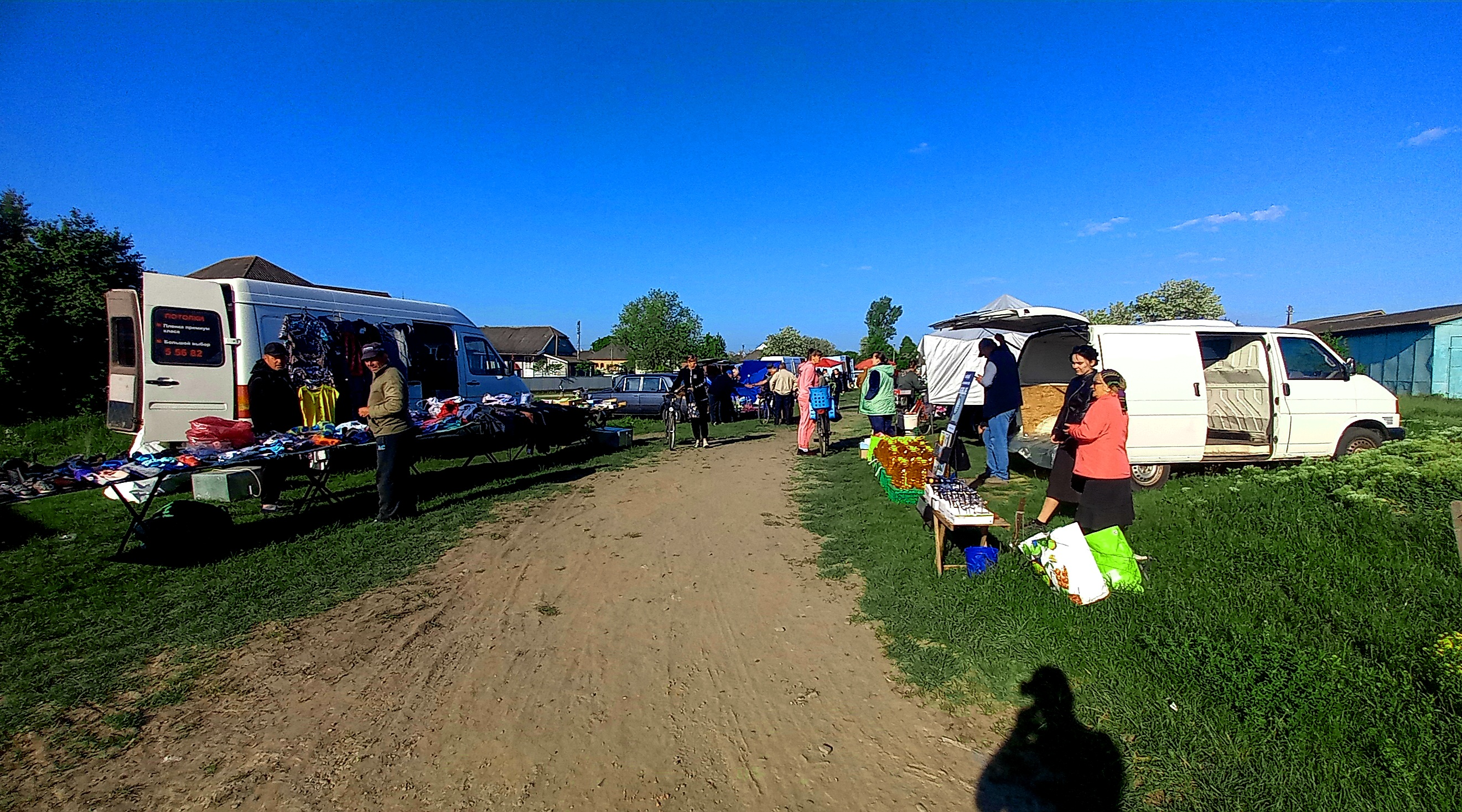
Сільський ринок "Базар"
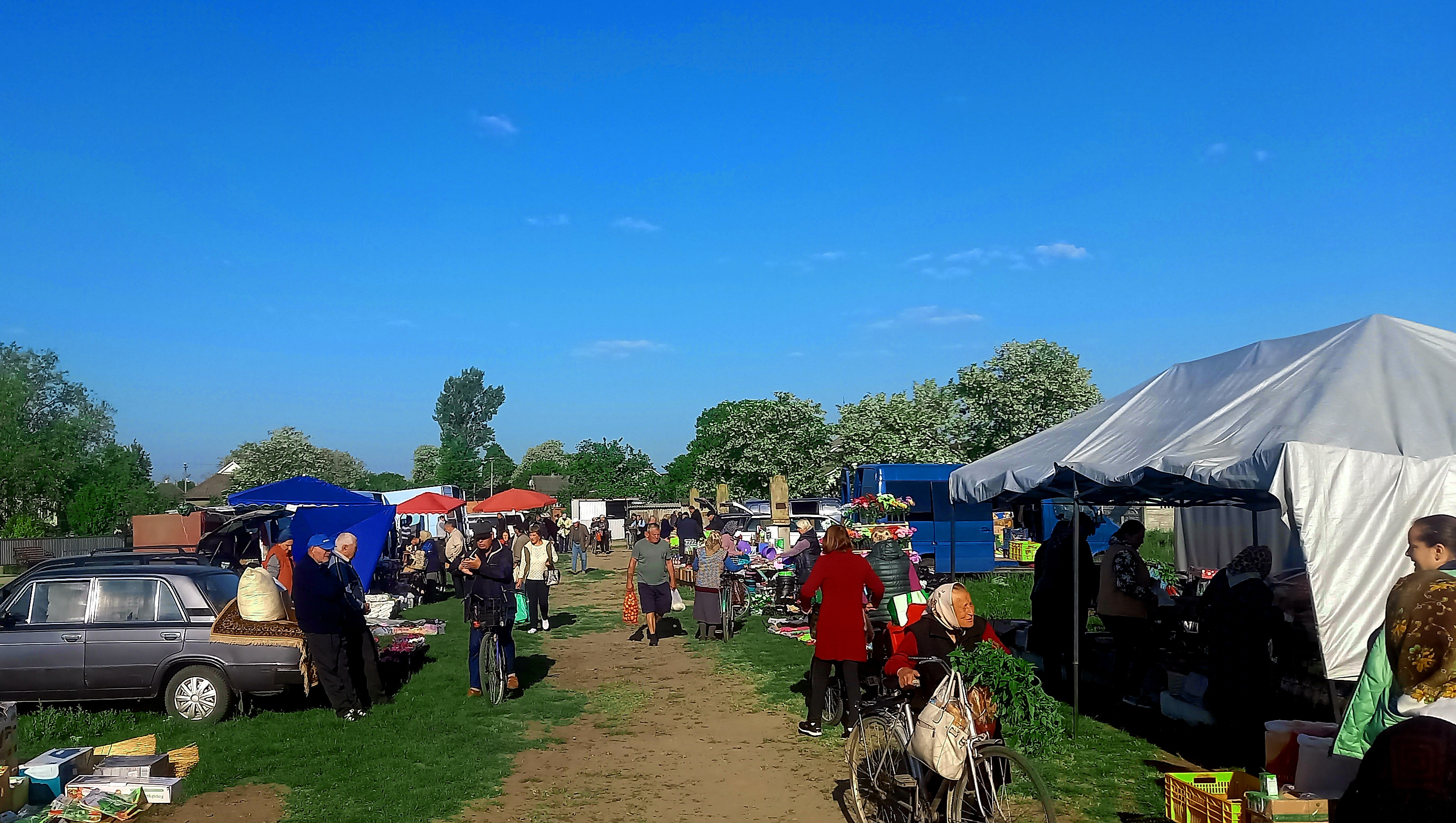
Сільський ринок "Базар"
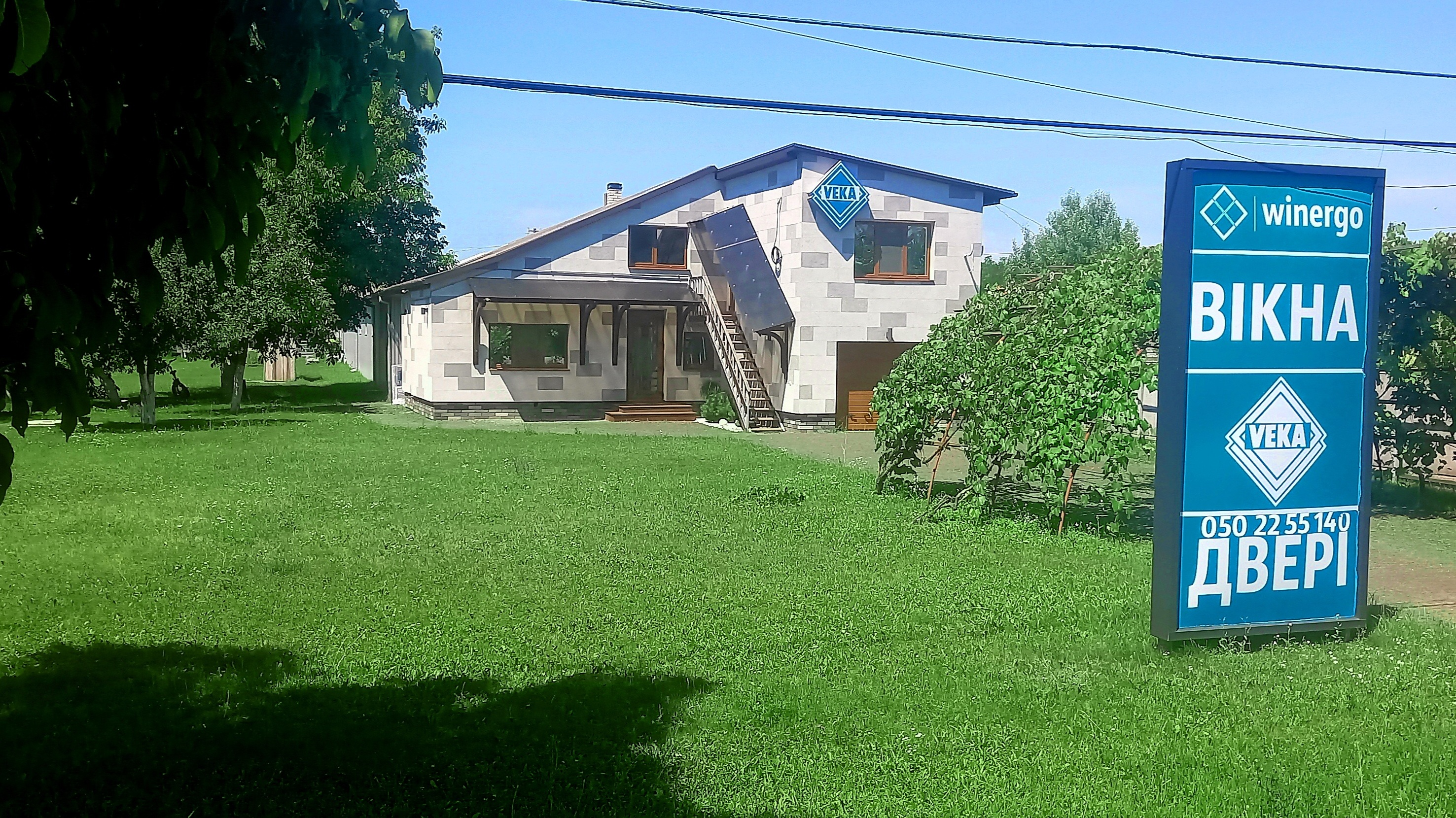
Магазин-виробник Вікна-двері "Veko" (Александроає Валентин)
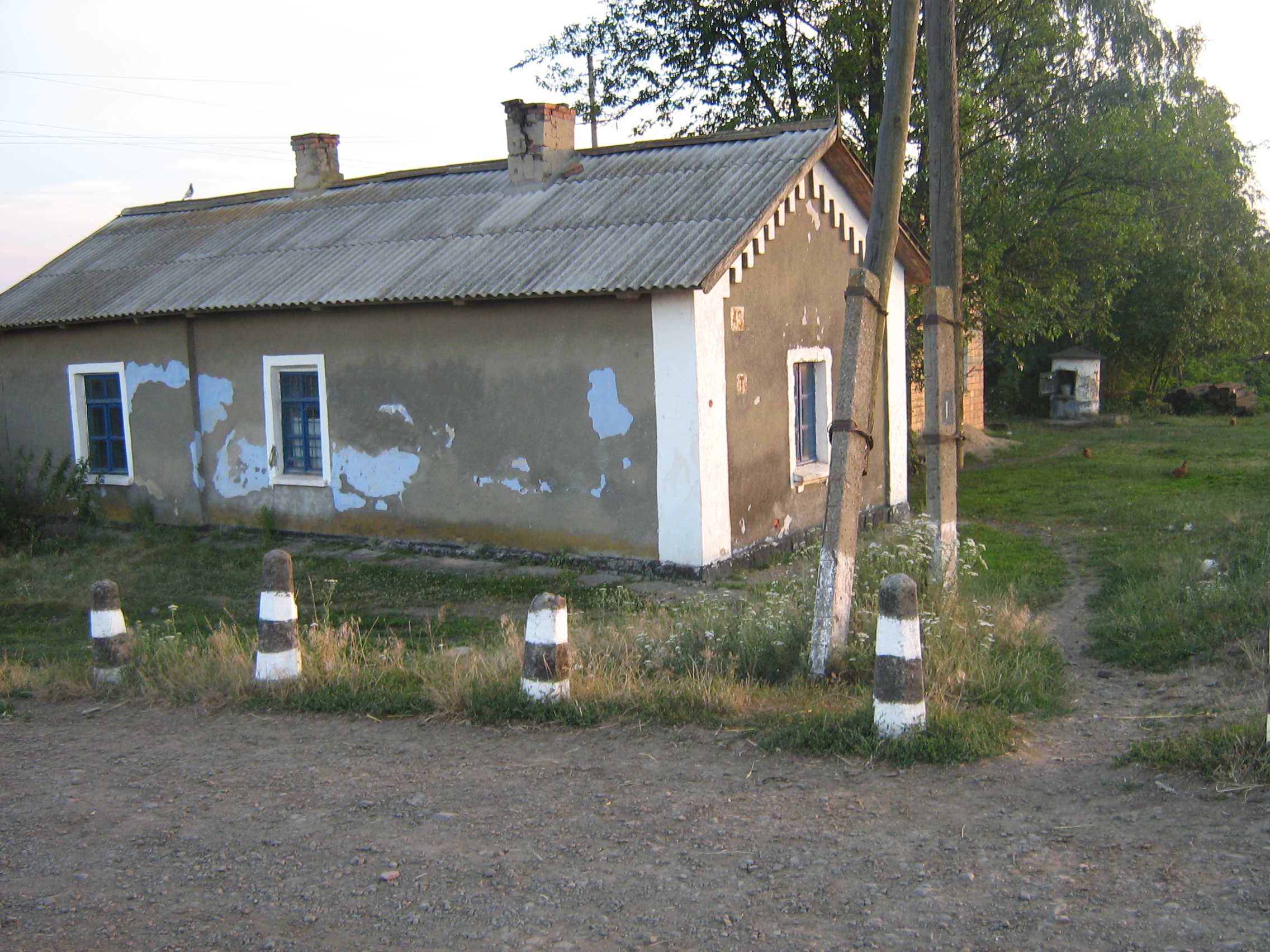
Кантон Укрзалізниця платформа 49 км
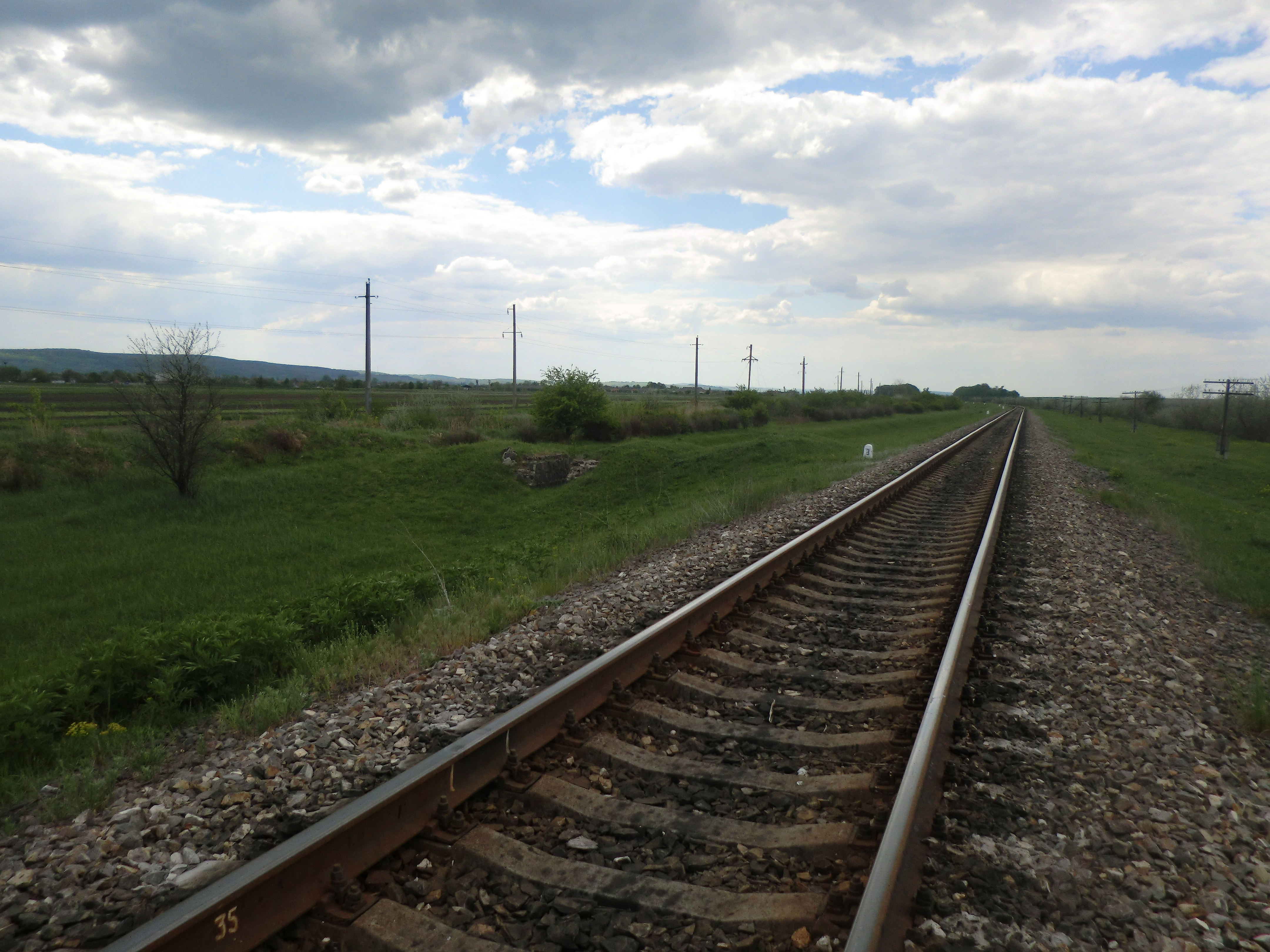
Залізна дорога в Костичани
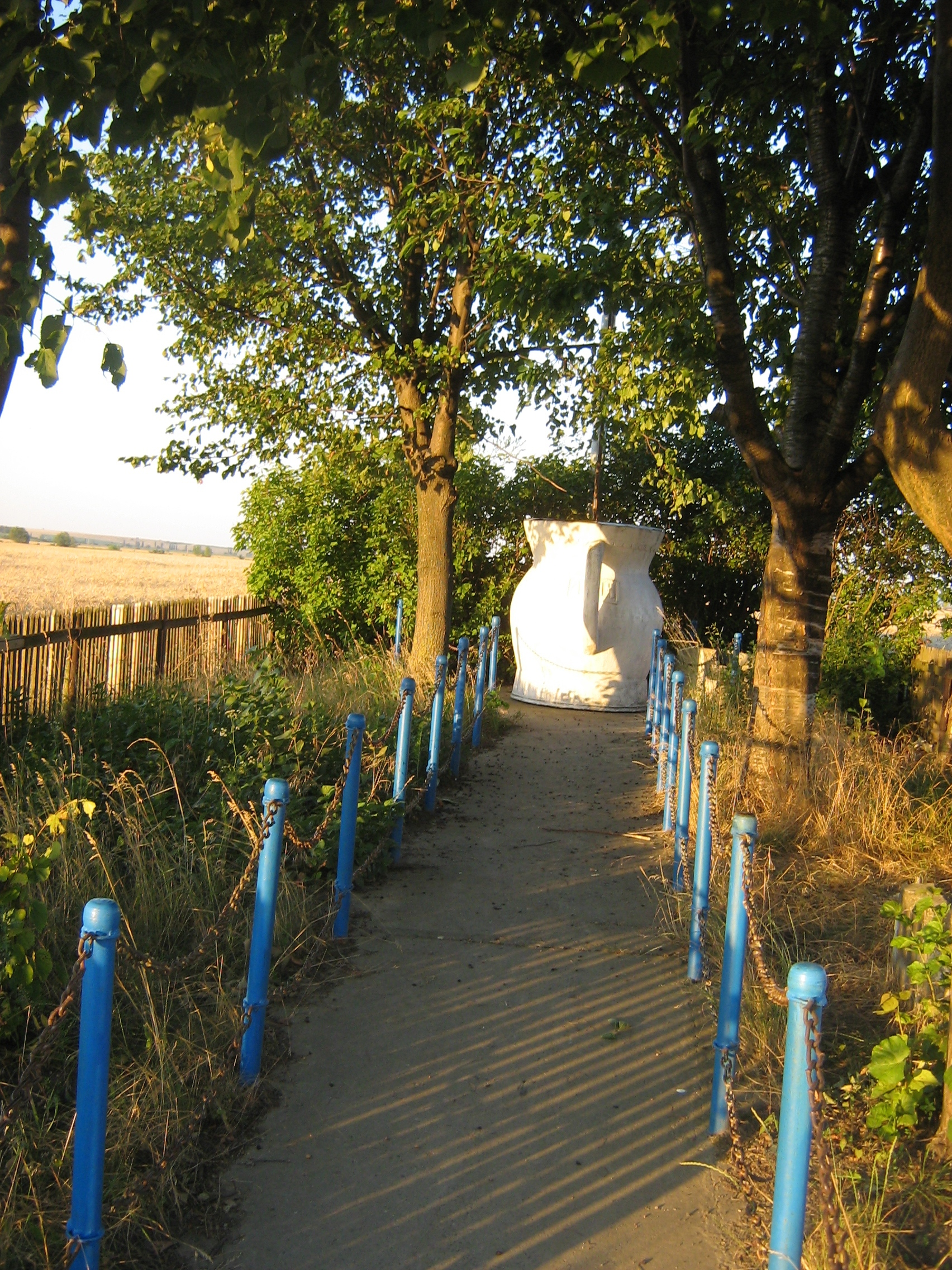
Колодязь «майстрів Каптарь» — Финтина Болханєнілор
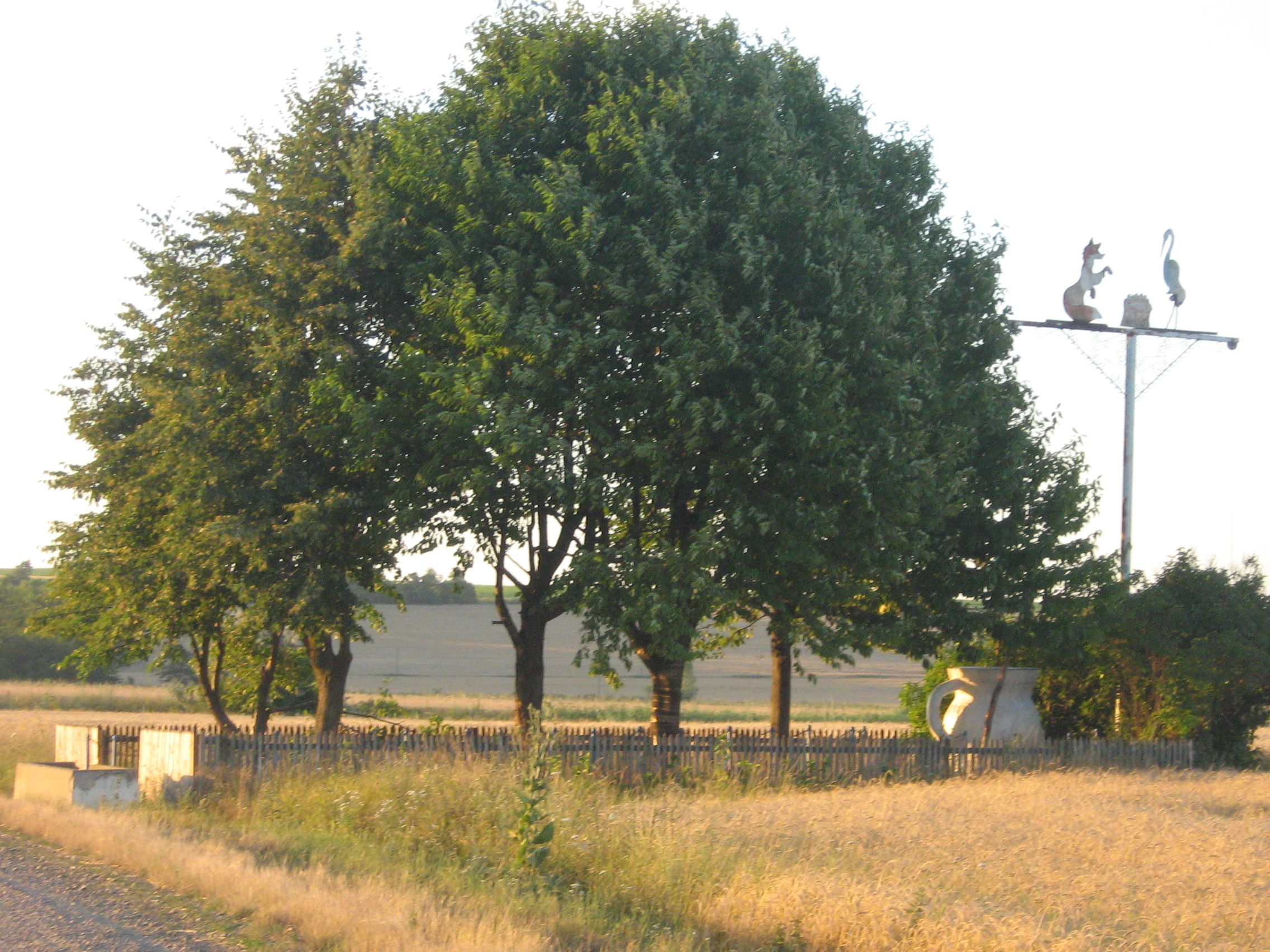
Колодязь «майстрів Каптарь» — Финтина Болханєнілор
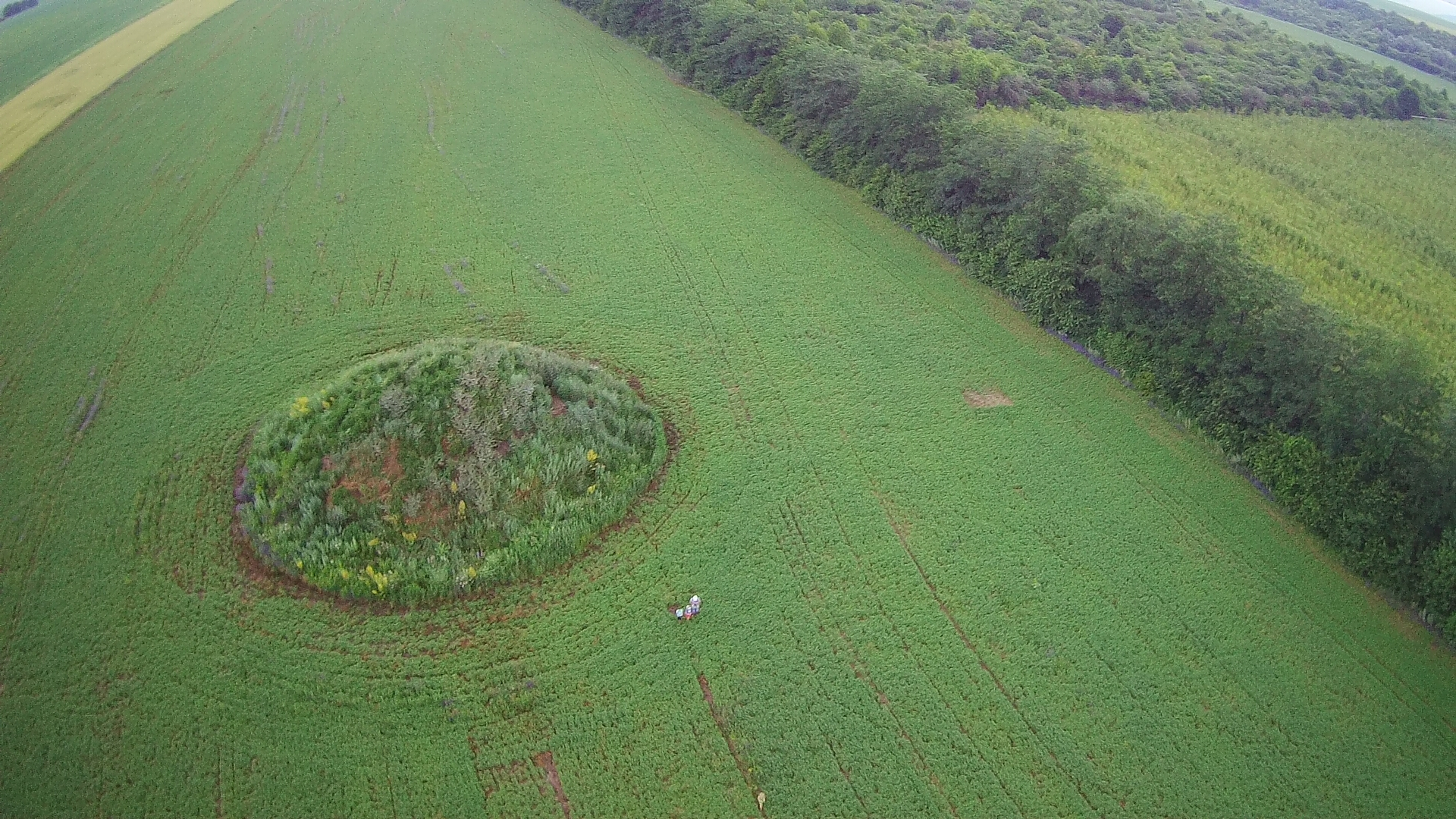
Мовіла туркулуй
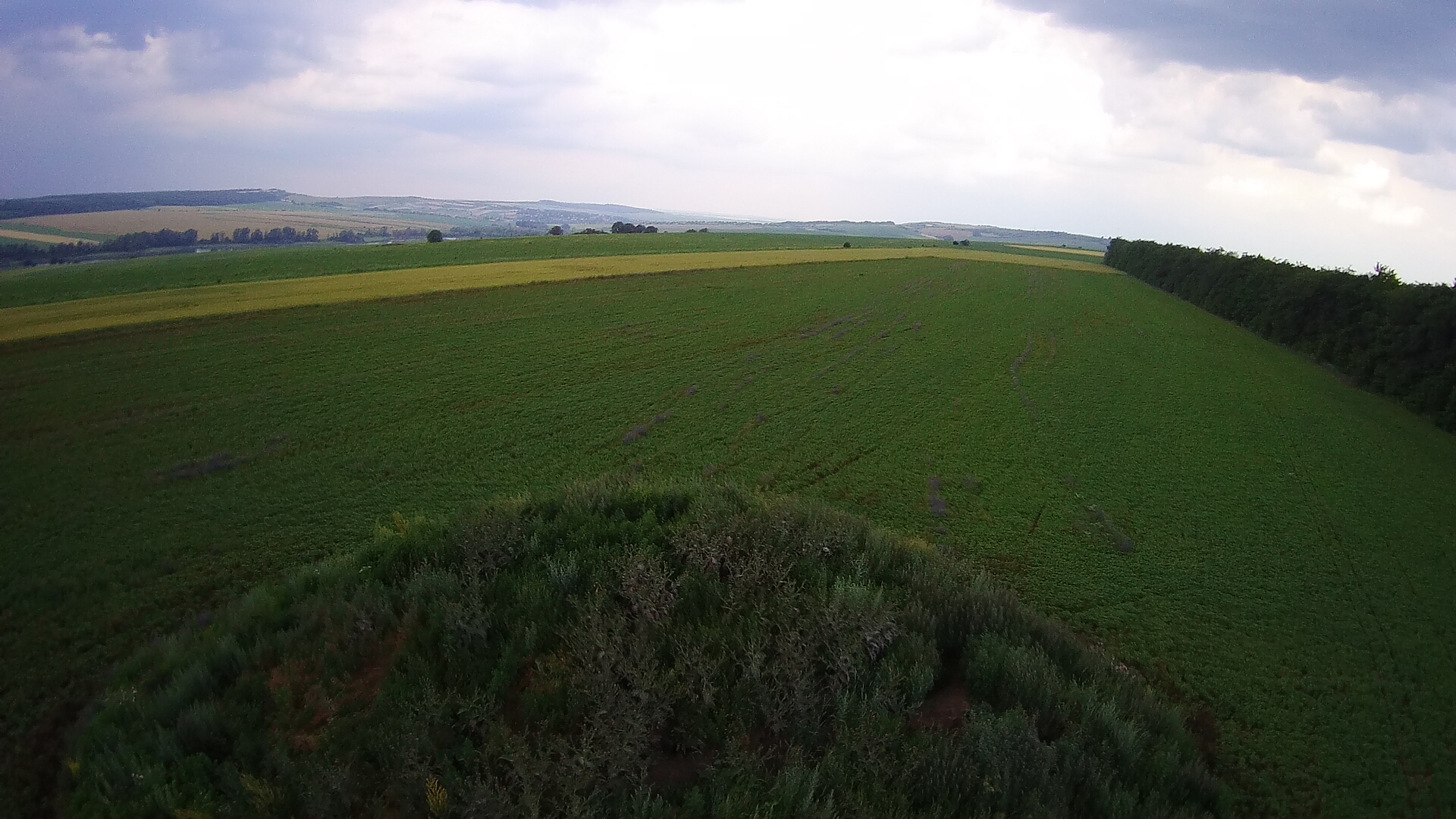
Мовіла туркулуй
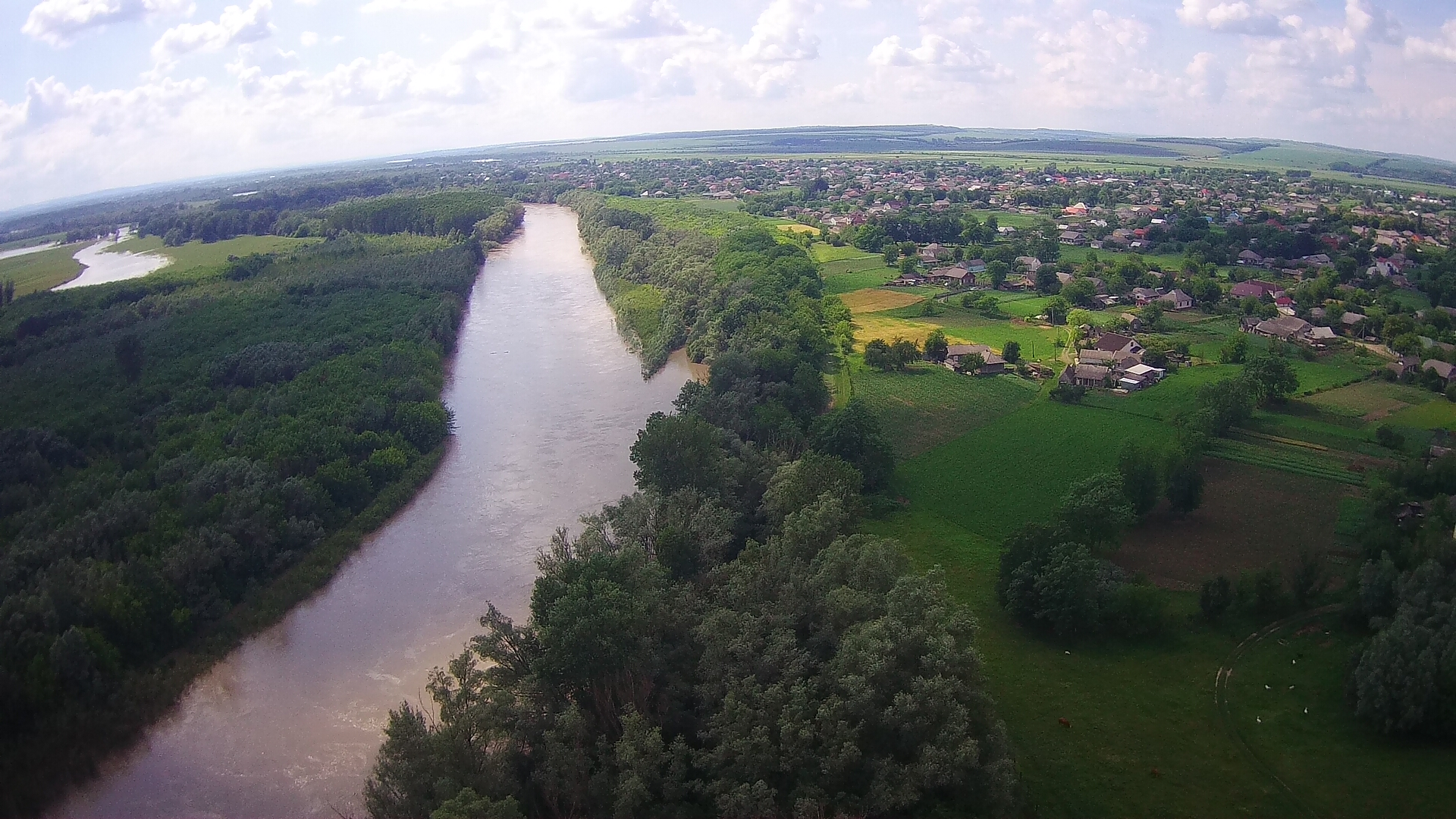
Прут в Костичани
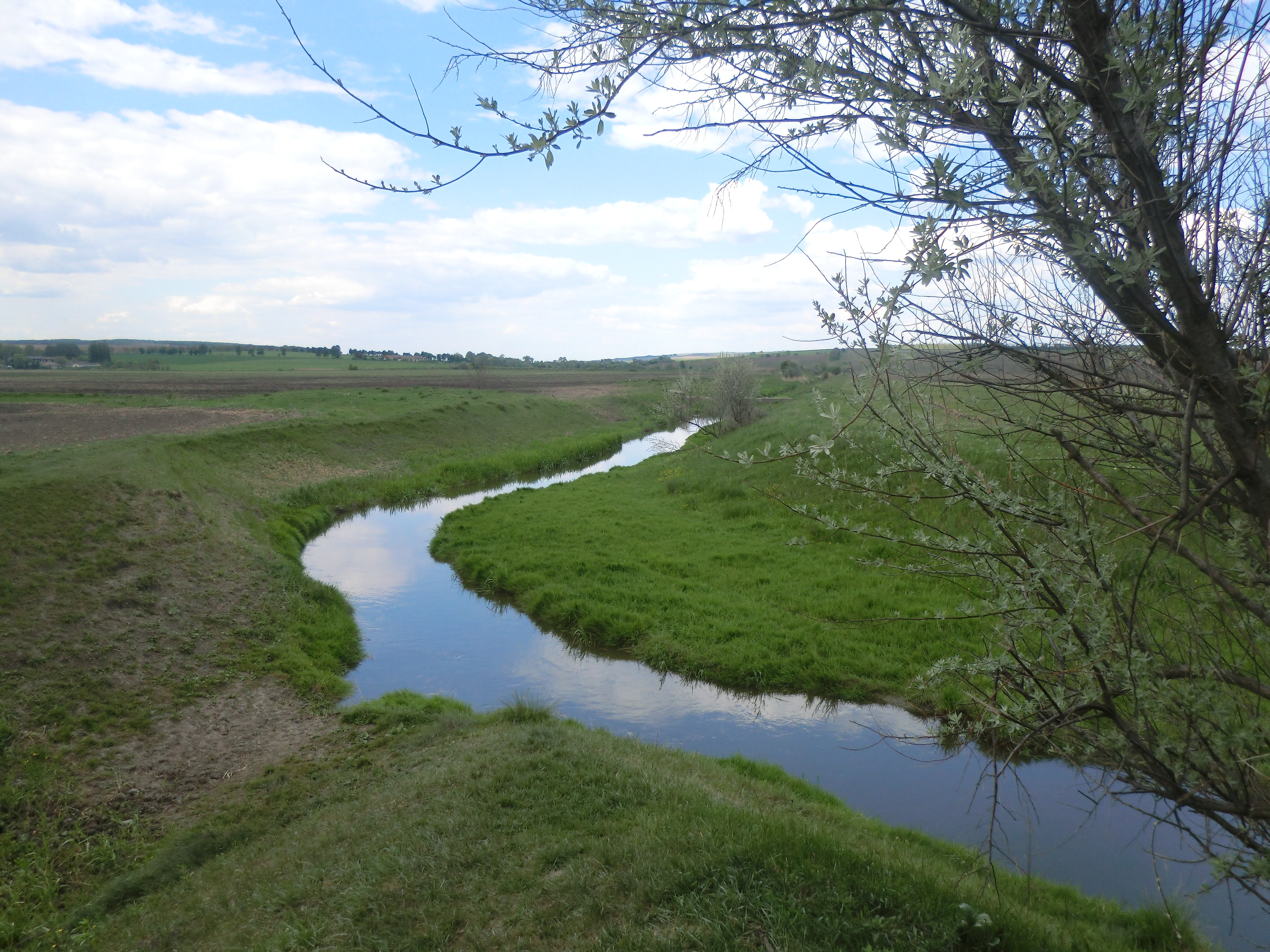
Річка Черлена
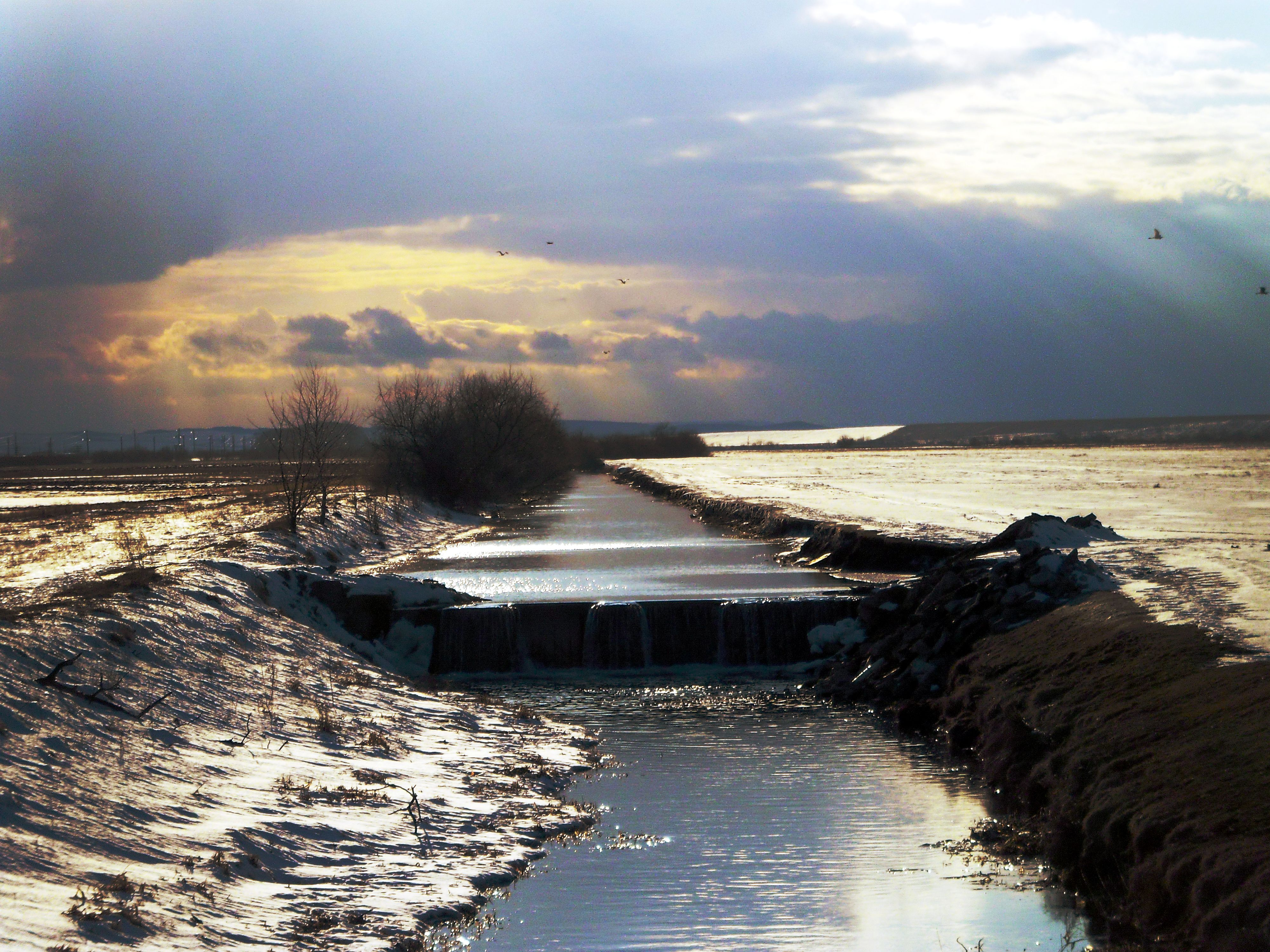
Річка Черлена взимку
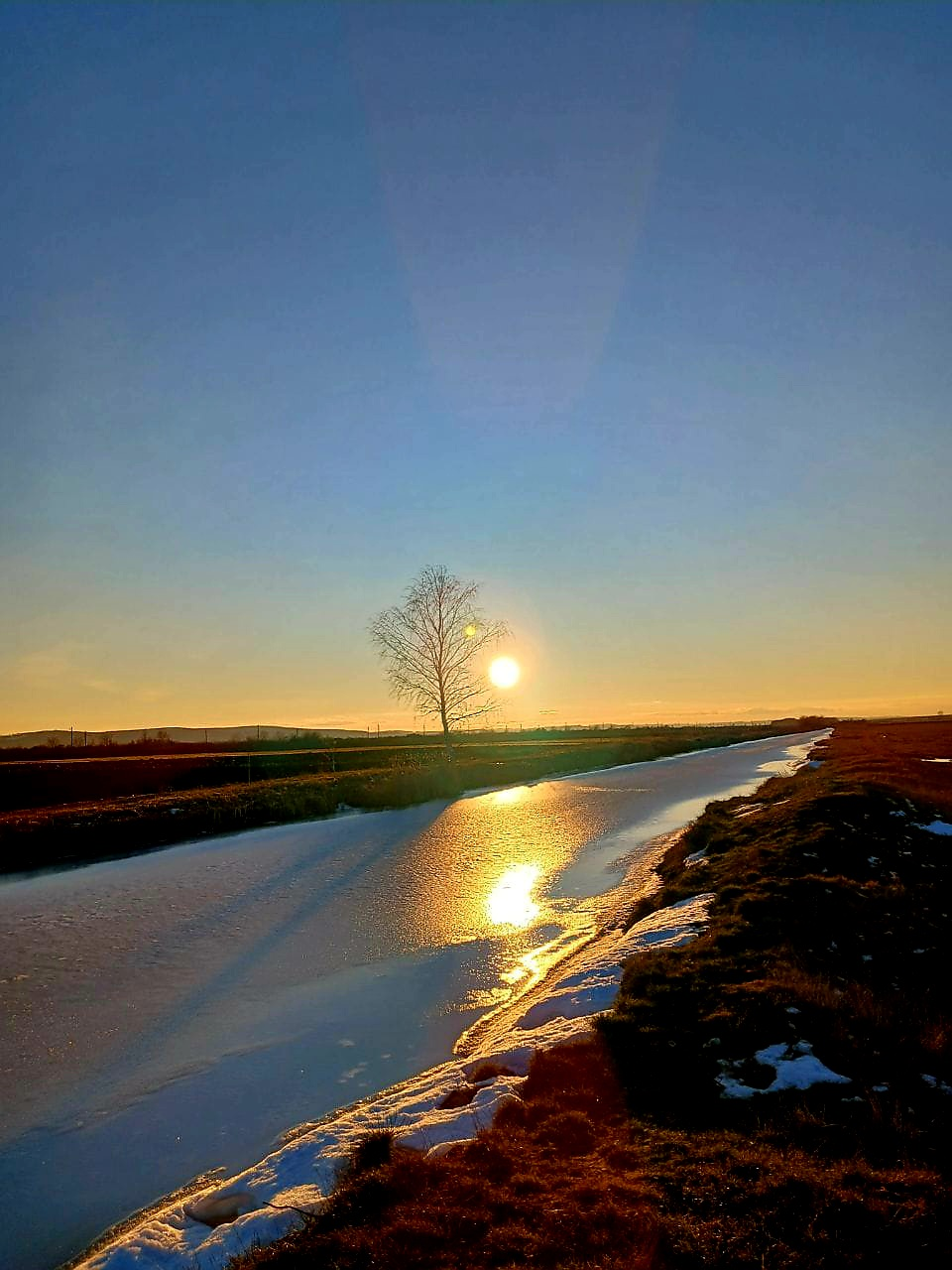
Річка Черлена взимку
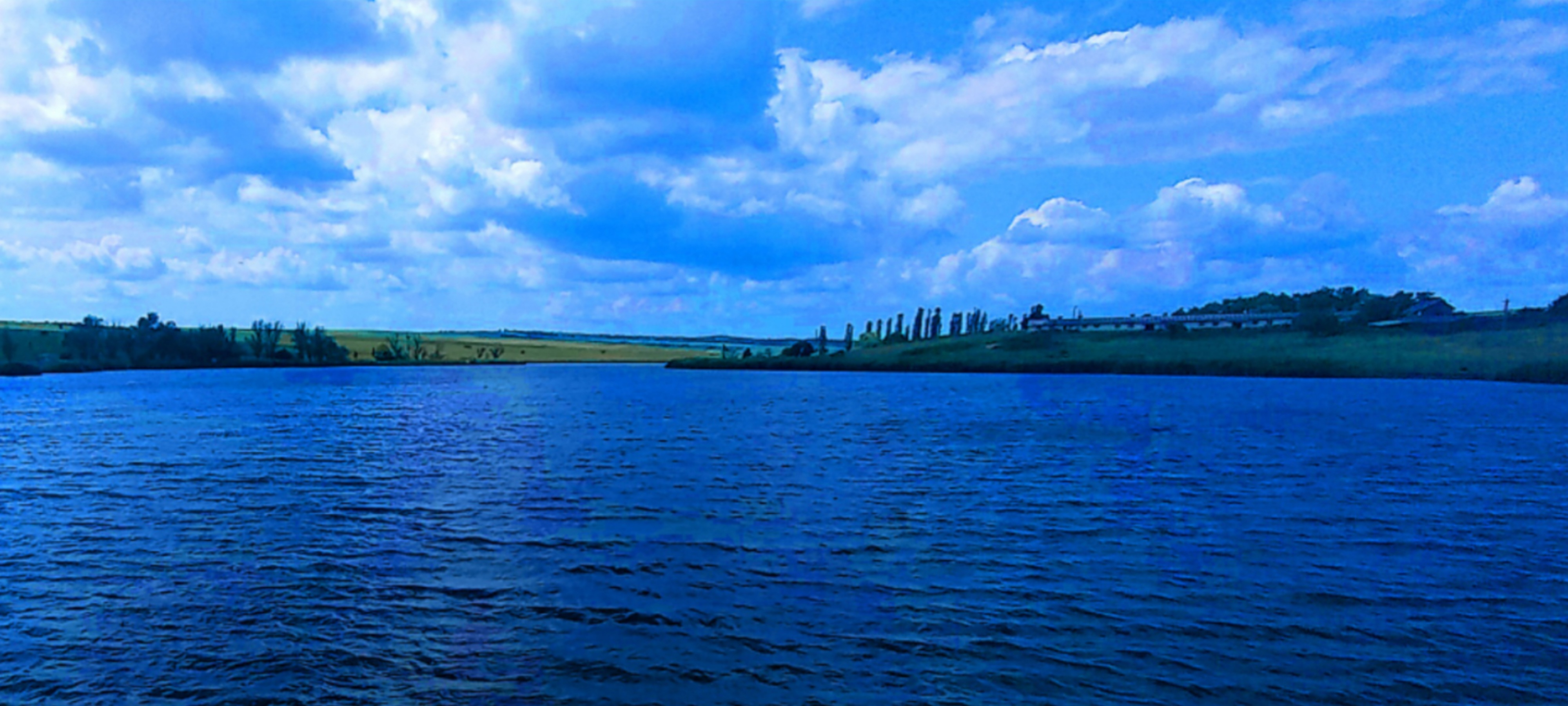
ставок «Чєл Марє» (iazul cel mare din Costiceni)
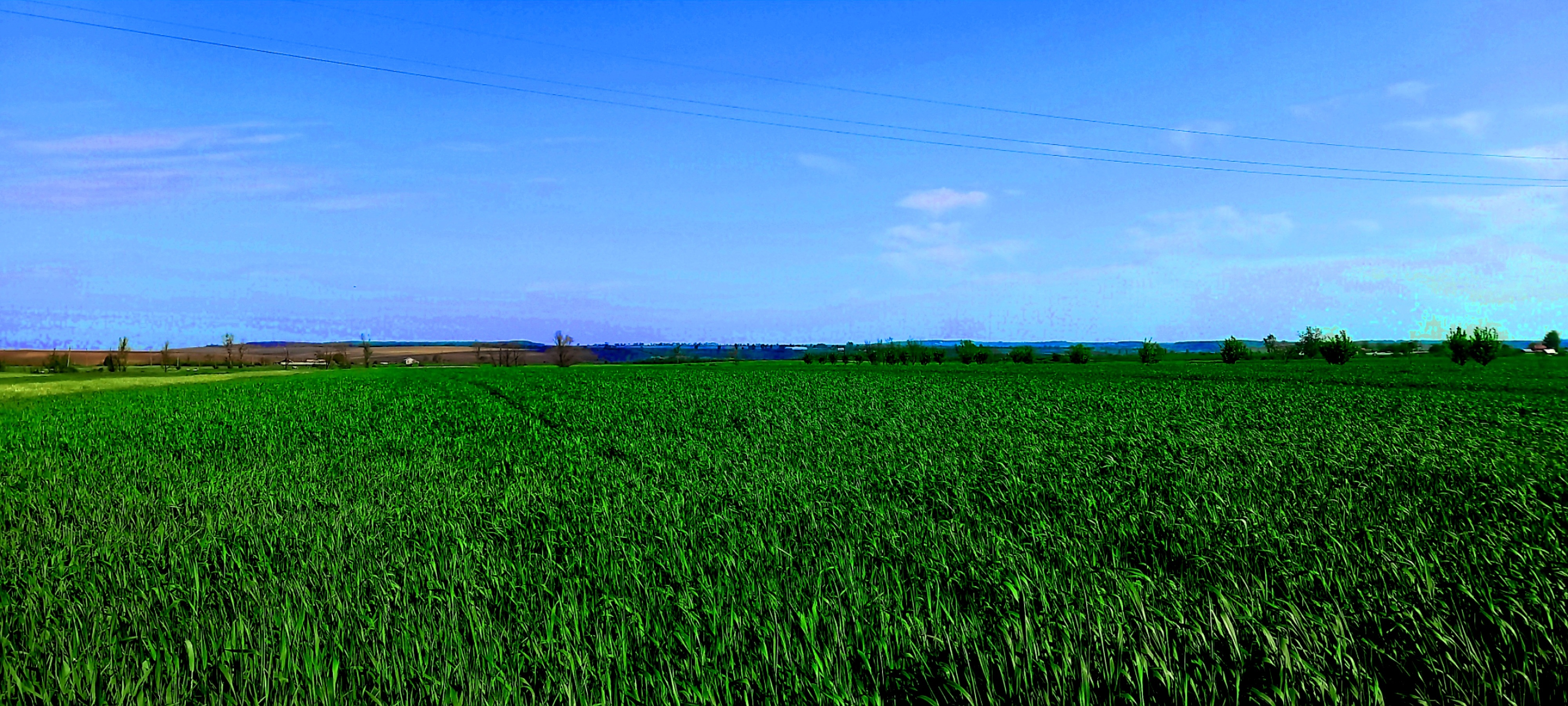
Поле в Костичани - Пол-Ванчикауць
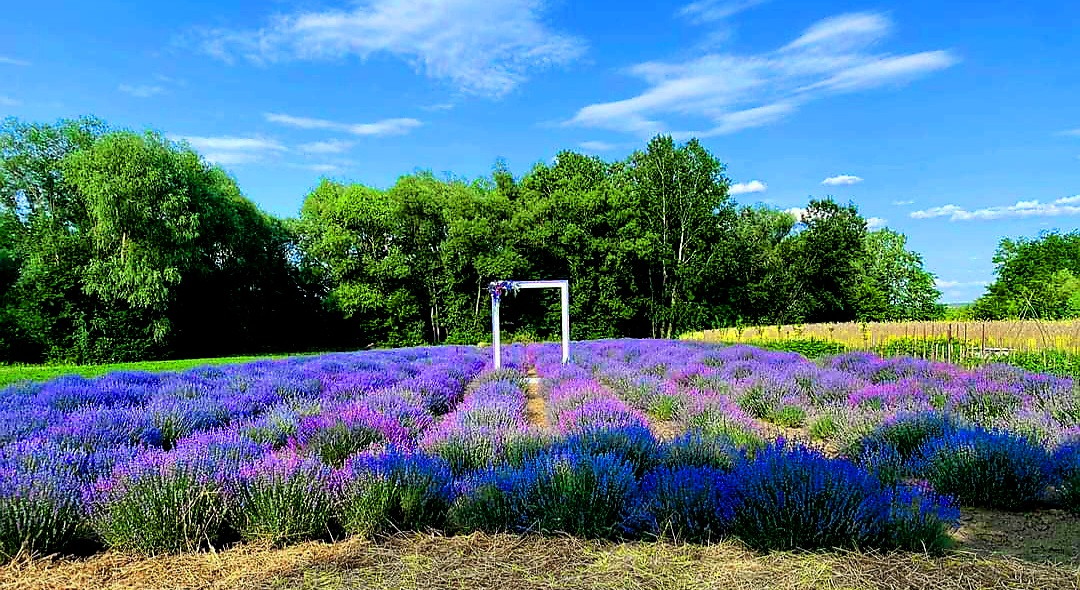
Лавандове поле
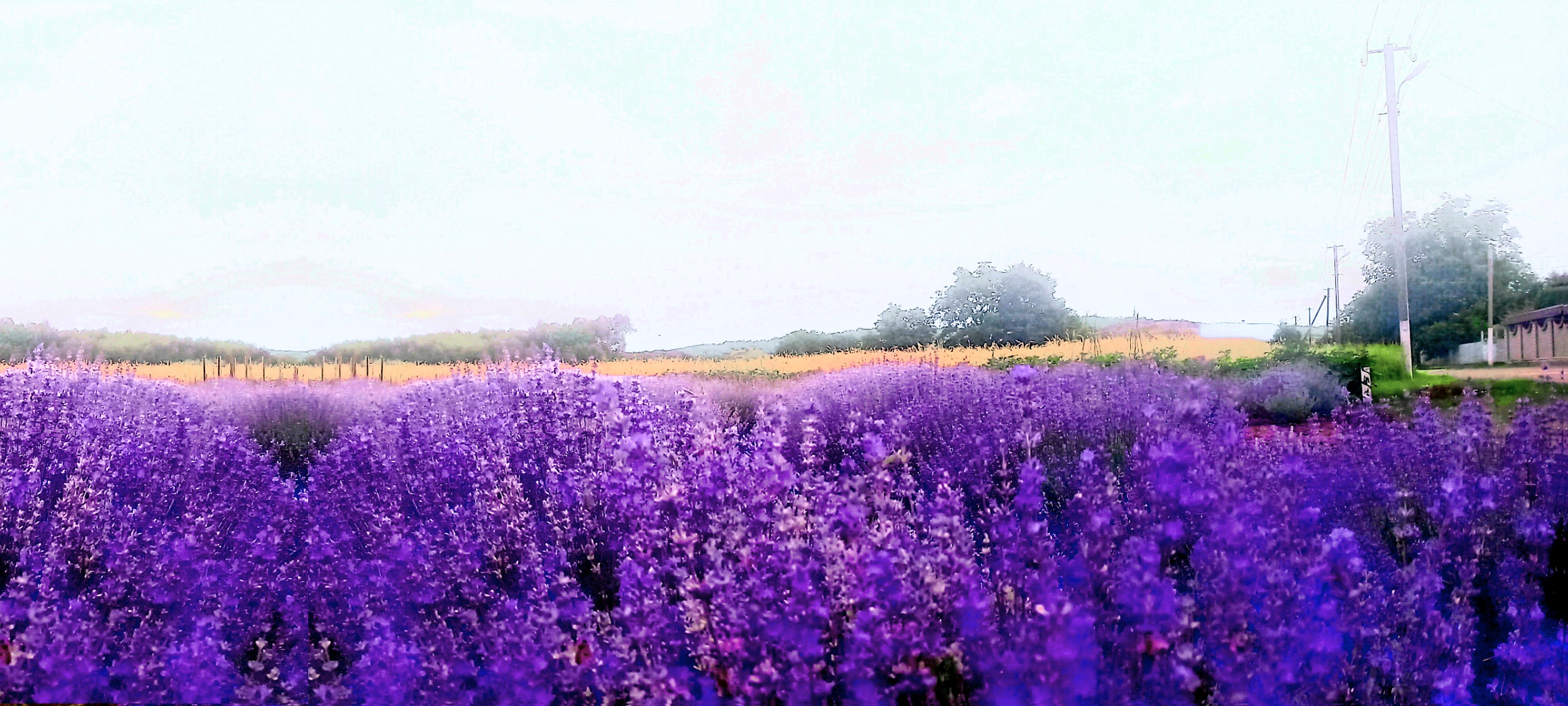
Лавандове поле в Костичани
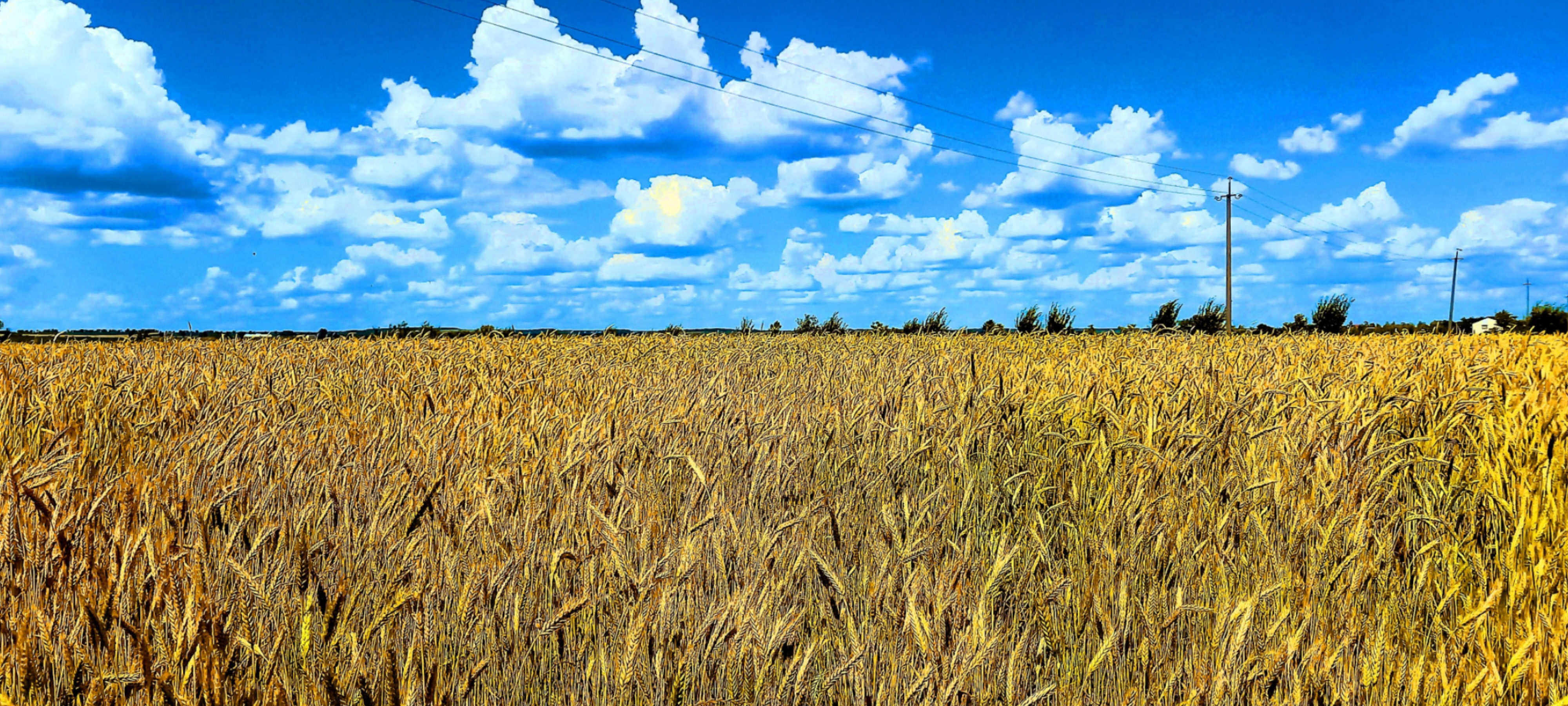
Поле в Костичани - прапор України
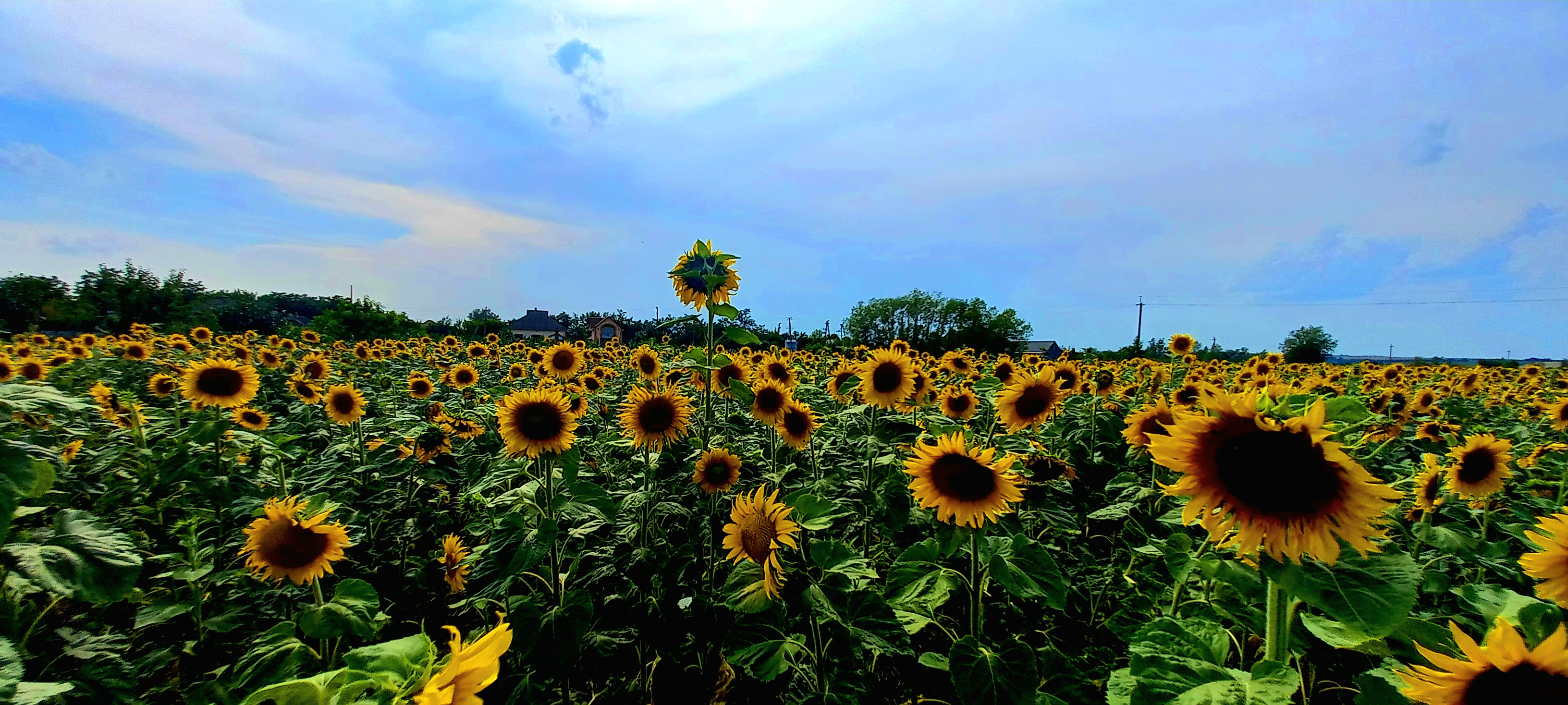
Поле в Костичани - соняшник
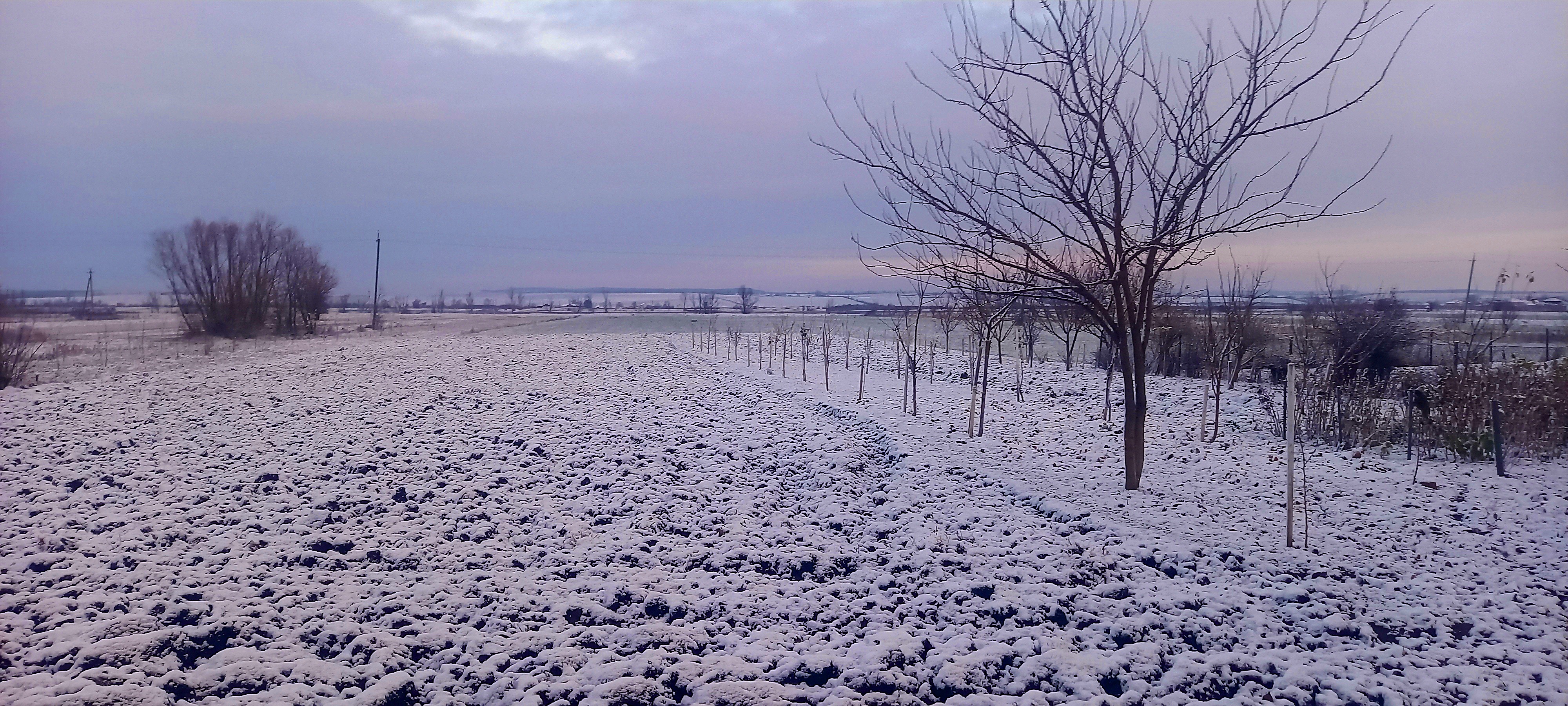
Зимове поле в Костичани
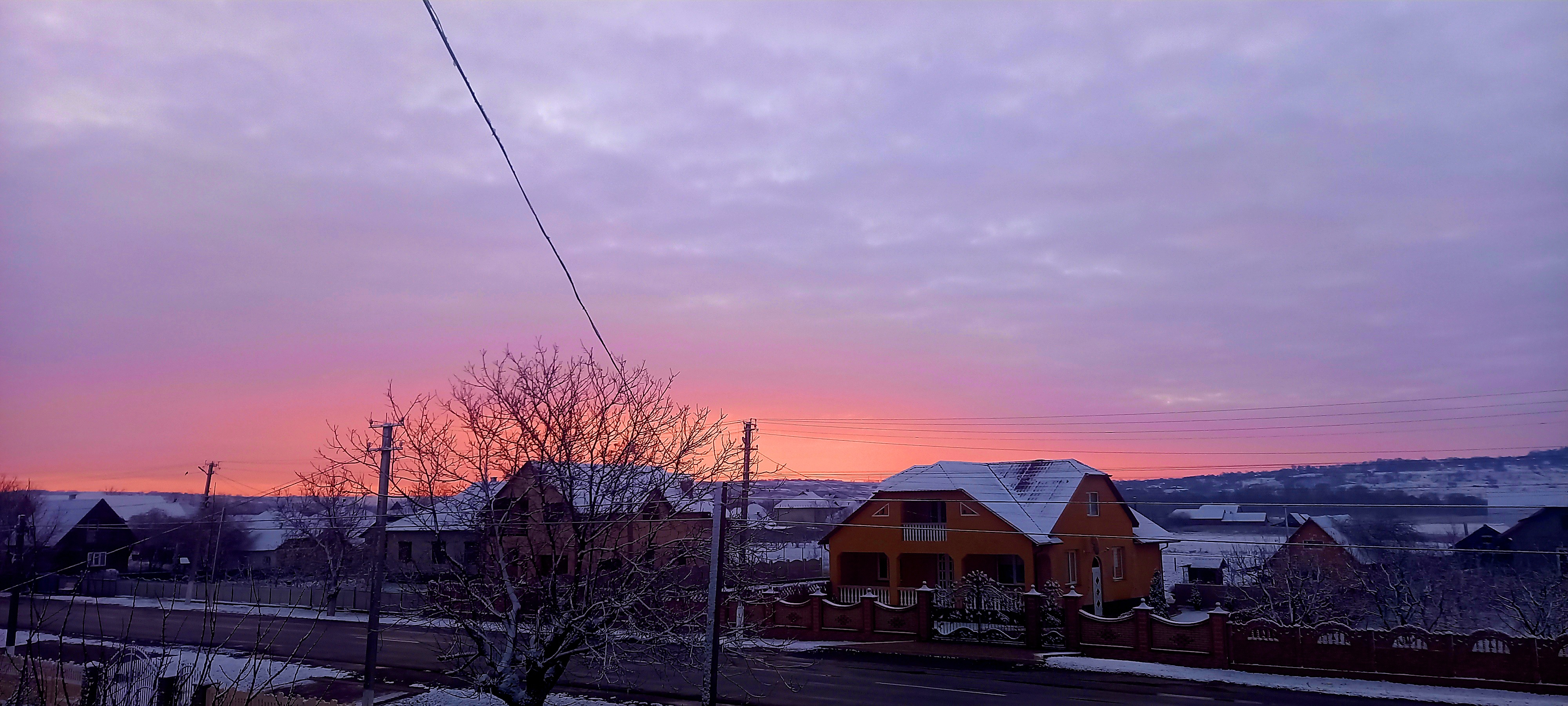
Сход сонця в грудні
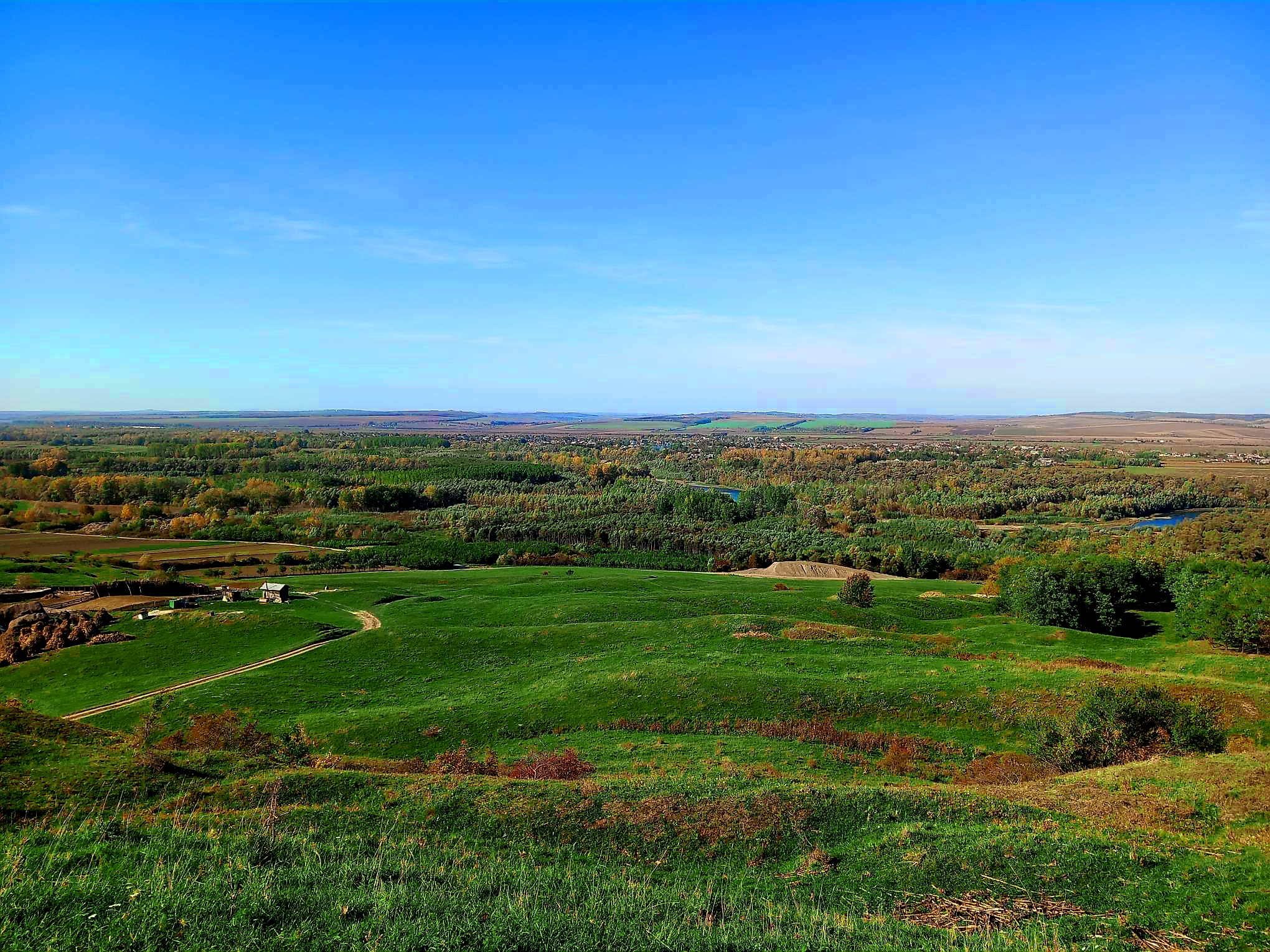
Костичани вид з румунського боку

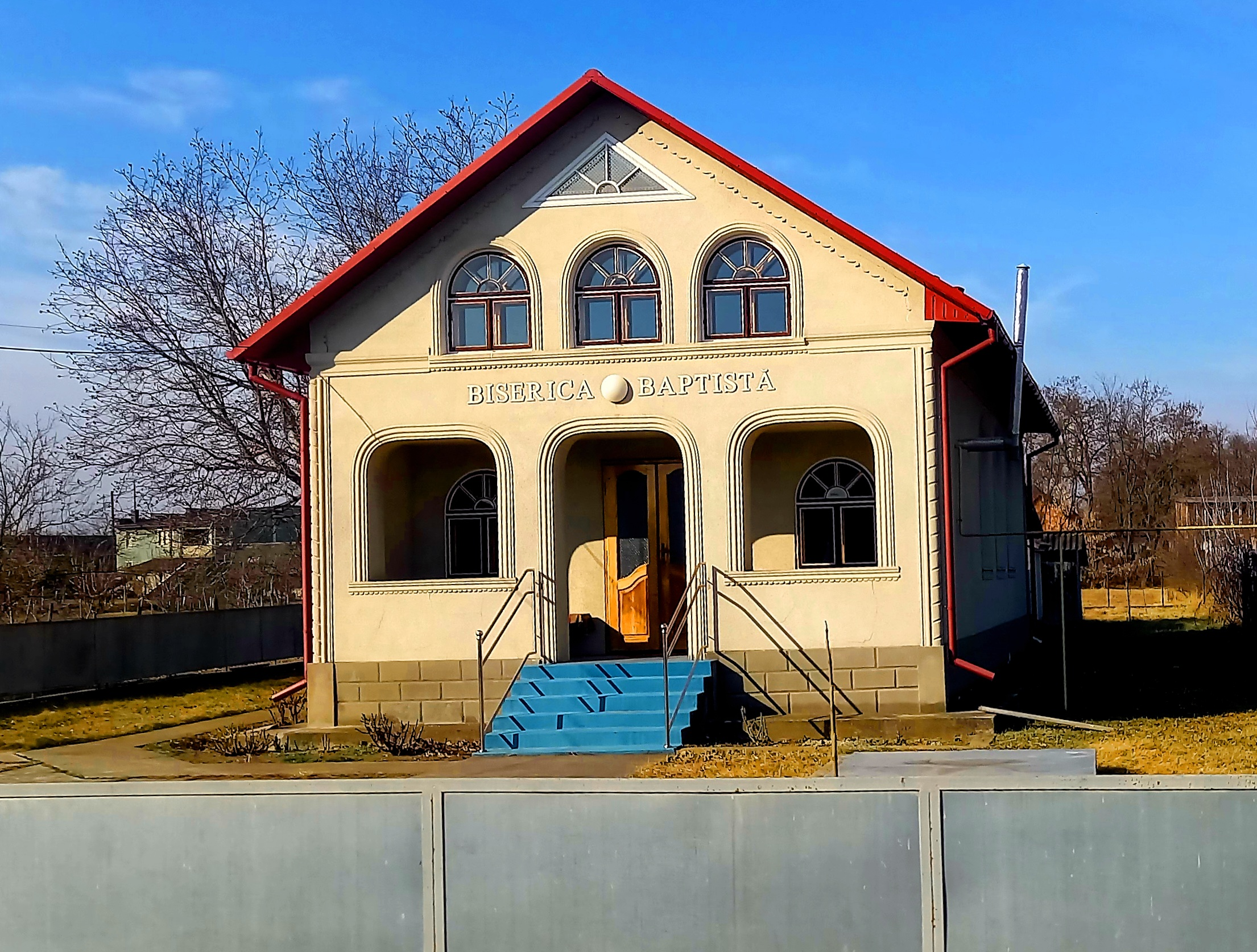
Баптистська церква - Костичани (с. Думени)
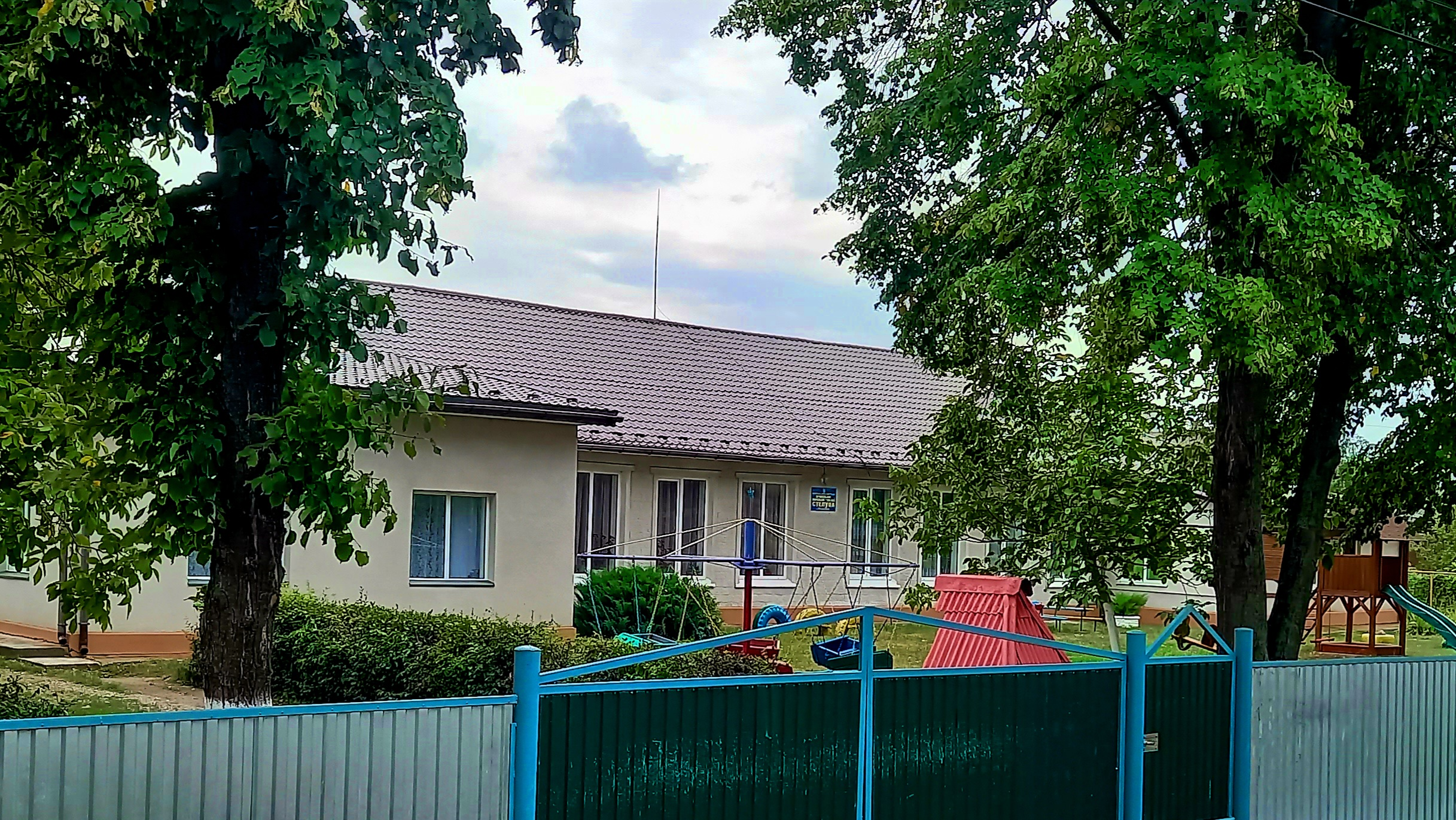
Дитячий садочок "Стєлуца" (с.Думени)
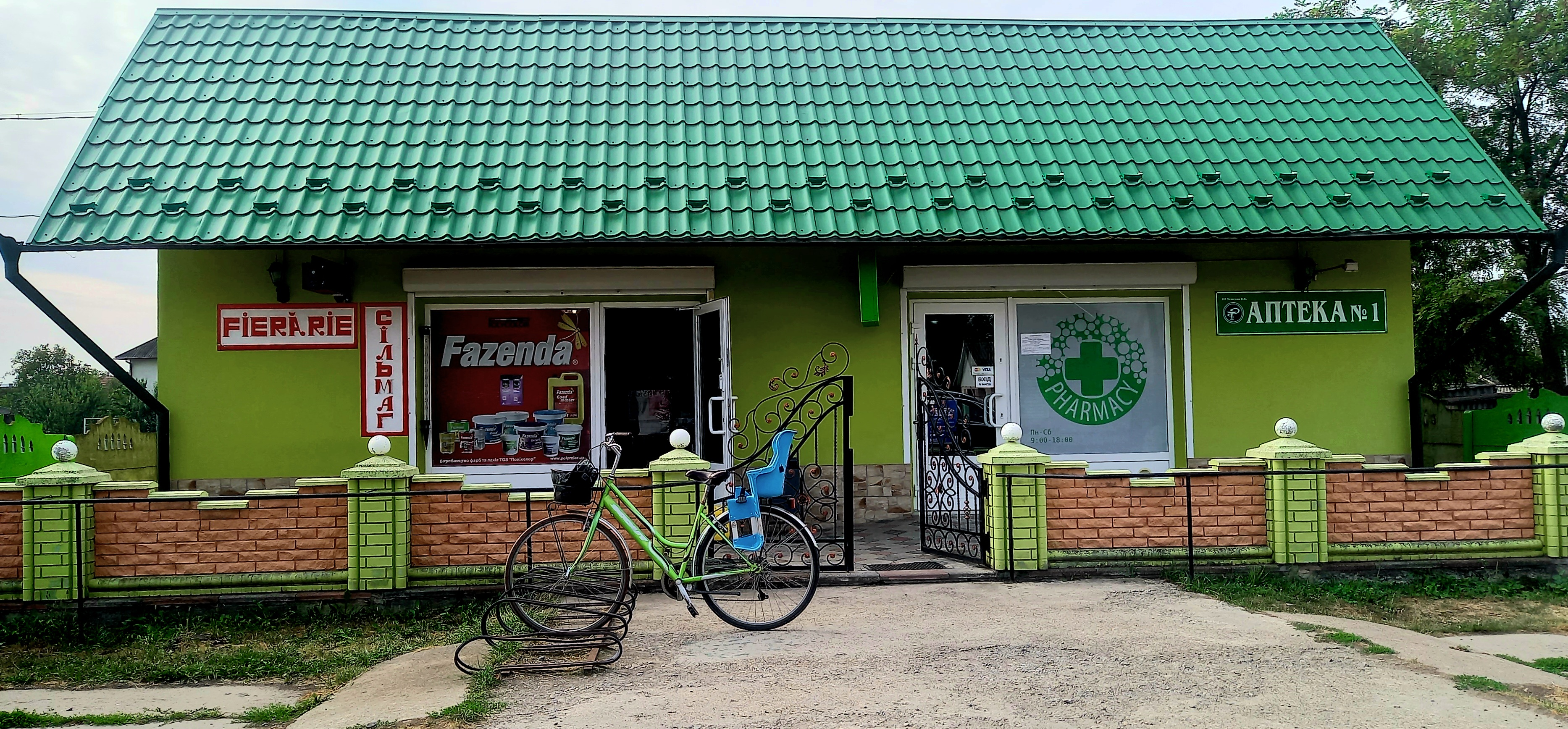
Аптека №1 (Каптар Віолета) та Магазин Сільмаг "Fierărie" (Каптар Семен)
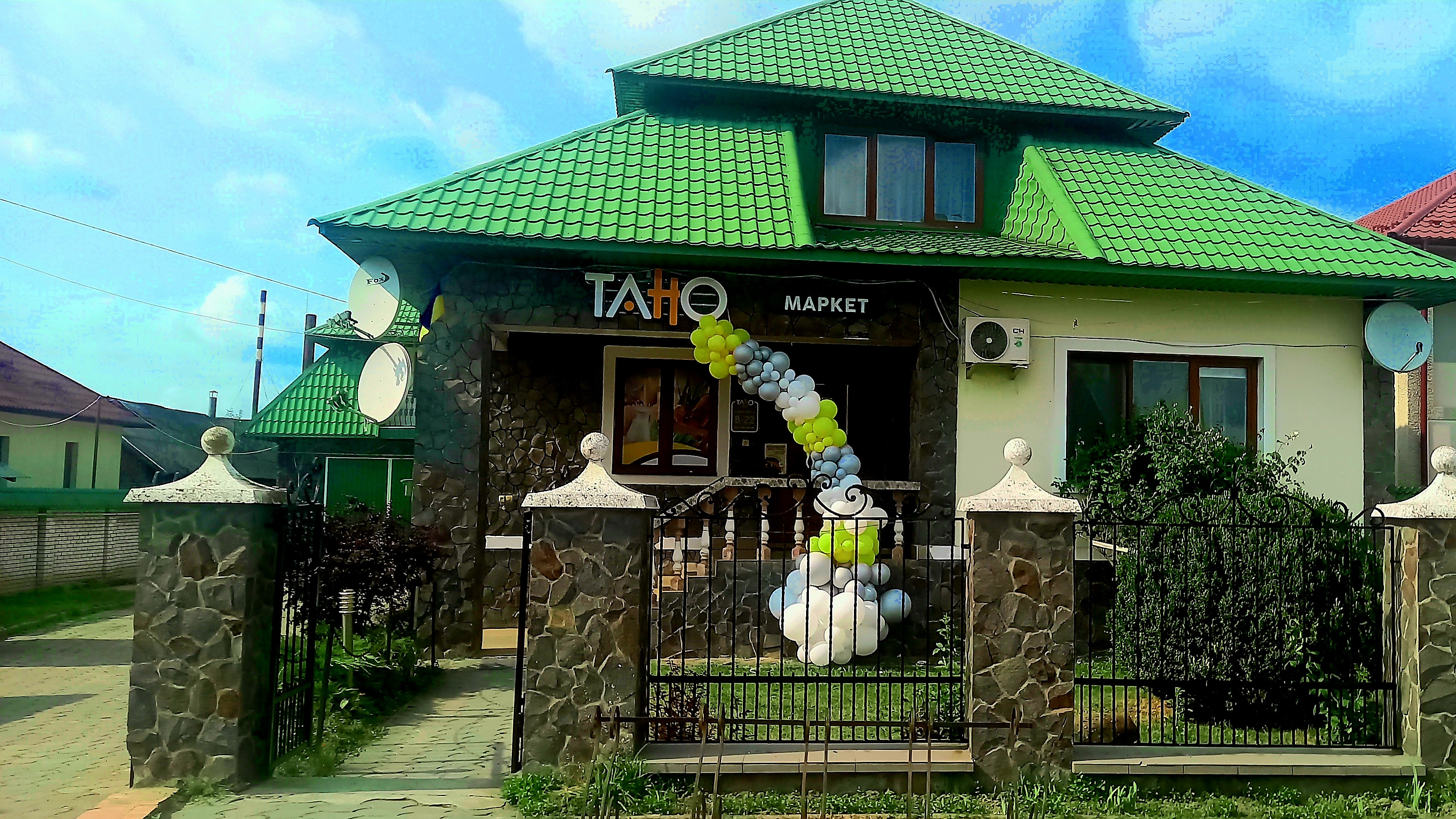
Магазин "Тано" — Магазин "Людмила" (Поп Юрій)
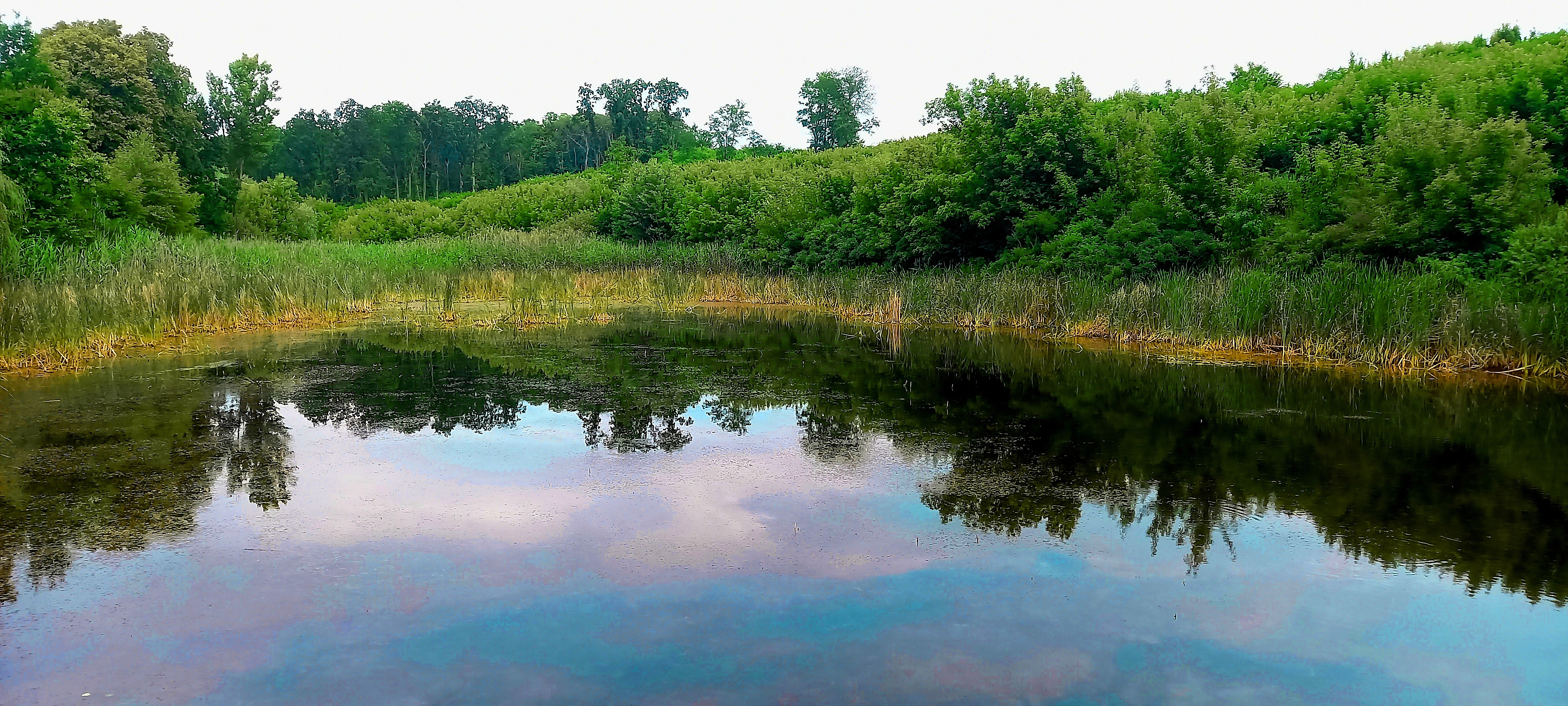
Ставок «Ла ліваде»
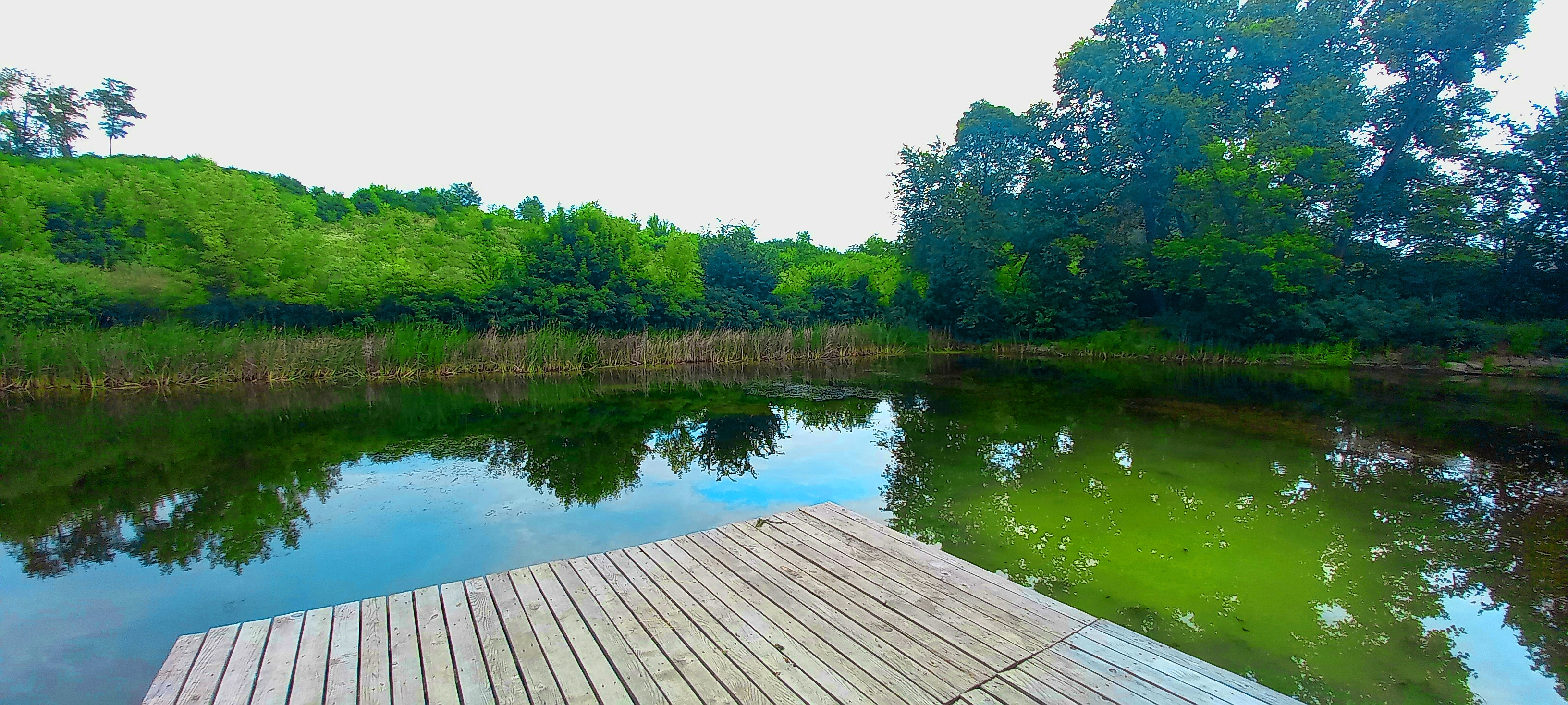
Ставок «Ла ліваде»
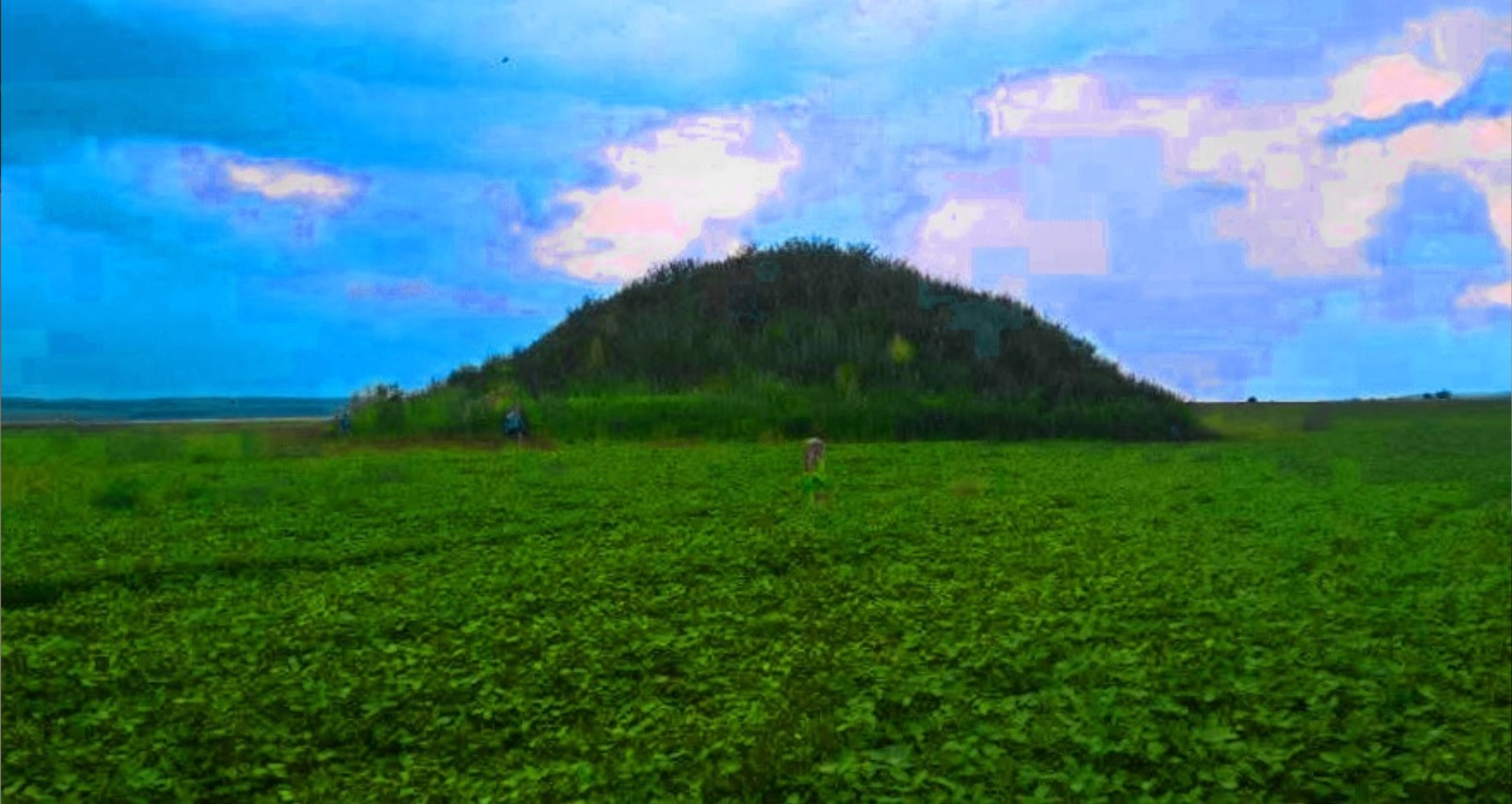
Курган «Мовіла туркулуй»

## Проект символіки Костичанівського старостинського округу

### Проєкт прапора

#### Проєкт прапора Костичанівського старостинського округу

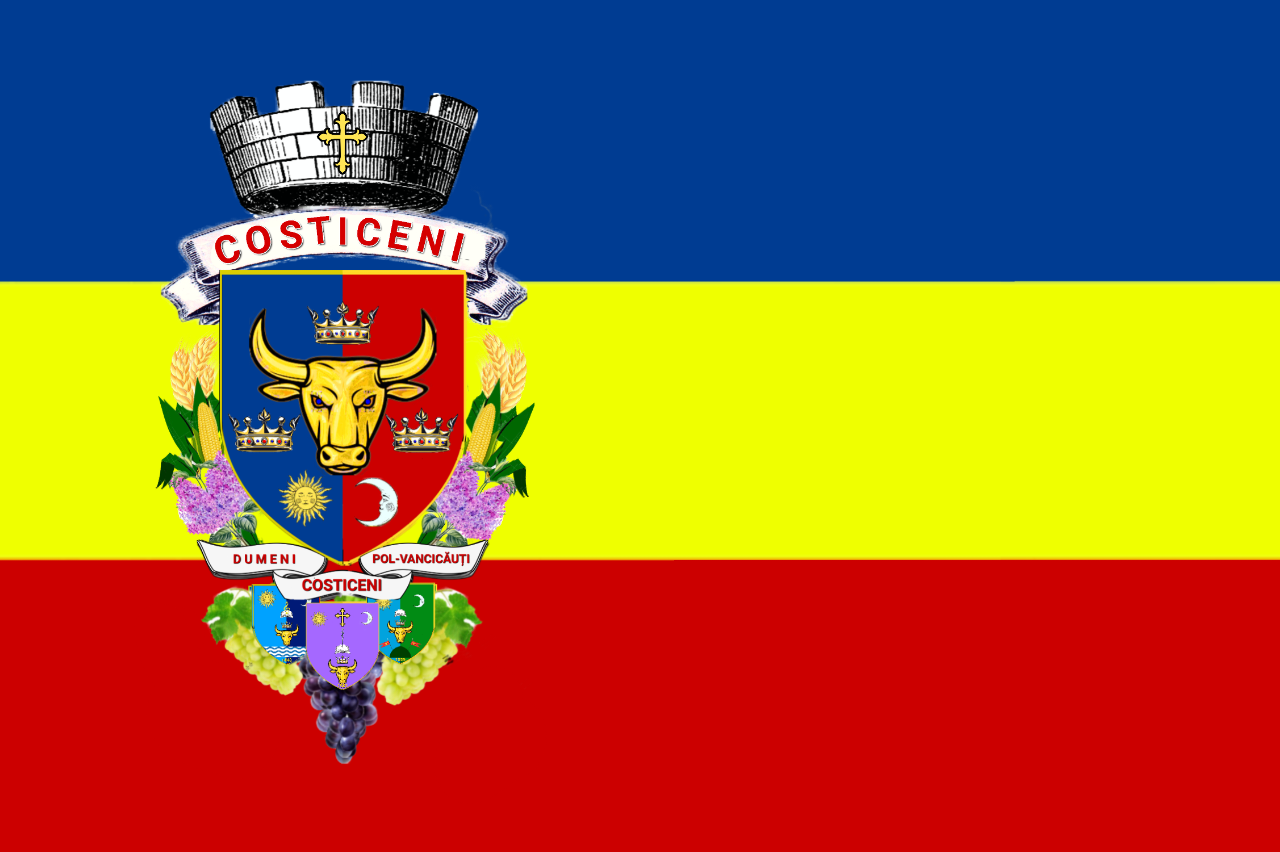
Прапор старостату Костичани

Цивільний прапор — це полотно прямокутної форми з співвідношенням ширини до довжини a: b = 2: 3. На полотні зображено три горизонтальні рівновеликі смуги c = 1/3 a. Верхня смуга — синього кольору, що символізує мирне небо, вірність, чесність. Середня смуга — жовтого кольору, що символізує добробут та достаток мешканців старостинського округу Костичани. Нижня смуга, червоного кольору — великодушність, мужність, відвагу, сміливість.
Державний прапор — це цивільний прапор з великим гербом в центі зміщений на 1/3 ближче до списа (древко). Цивільний прапор та Державний прапор рівнозначні. Прапор із гербом зазвичай використовують державні органи влади.
Для особливих випадків прийняти особистий штандарт старости.
| колір    | RGB         | CMYK                   |
| -------- | ----------- | ---------------------- |
| синій    | 0, 60, 146  | 100 %, 59 %, 0 %, 43 % |
| жовтий   | 239, 255, 0 | 6 %, 0 %, 100 %, 0 %   |
| червоний | 204, 0, 0   | 0 %, 100 %, 20 %       |

Церемоніальний штандарт старости — Для особливих випадків прийняти особистий штандарт старости громади. Це цивільний прапор доповнений декоративними елементами, прапор у кольорах прапора старостату доповнений декоративними елементами, полотно прямокутної форми з співвідношенням ширини до довжини a: b = 3: 4 В центрі прапора малий герб старостату. По кутам геральдичні елементи з герба: верхній кут у древка та нижній у древка краю сонце, нижній кут у вільного та верхній у вільного краю півмісяць направлений рогами до центру. По краям прапора золотий візерунок на срібному (сірому) та фіолетовому (пурпуровому). На візерунку 7 сердець. Серця різного кольору у порядок веселки починаючи із червоним з верхнього кута у древка прапора проти годинникової стрілки закінчуючи із фіолетовим у верхньому куті у вільного краю. По краям прапора золота (жовта) бахрома, а на вільних кутах 2 кісті.
| колір               | RGB           | CMYK                   |
| ------------------- | ------------- | ---------------------- |
| чорний              | 0, 0, 0       | 100 %, 100 %           |
| білий               | 255, 255, 255 | 0 %, 0 %               |
| пурпуровий (фіолет) | 166, 108, 255 | 35 %, 58 %, 0 %        |
| синій               | 0, 60, 146;   | 100 %, 59 %, 0 %, 43 % |
| блакитний           | 49, 167, 255  | 81 %, 35 %, 0 %        |
| зелений             | 5, 135, 0     | 96 %, 0 %, 100 %, 47 % |
| жовтий              | 239, 255, 0   | 6 %, 0 %, 100 %, 0 %   |
| помаранчевий        | 255, 158, 21  | 0 %, 38 %, 92 %, 0 %   |
| червоний            | 204, 0, 0     | 0 %, 100 %, 20 %       |
| сірий               | 128, 128, 128 | 0 %, 0 %, 50 %         |

Полотно кріпіться до древко з допомогою окремих стрічок. Щоб прапор не сповзав вниз, верхня стрічка прикріплена до древко з допомогою шурупа або цвяха з бронзовою пів-кулястою голівкою. На верхньому кінці — верхівка (наконечник) виконана з бронзи у вигляді списа. Древко з натуральної дерева покритою лаком або фарбою (яка не змінює колір дерева). Довжина древко не менш як 2,5 ширини прапора.

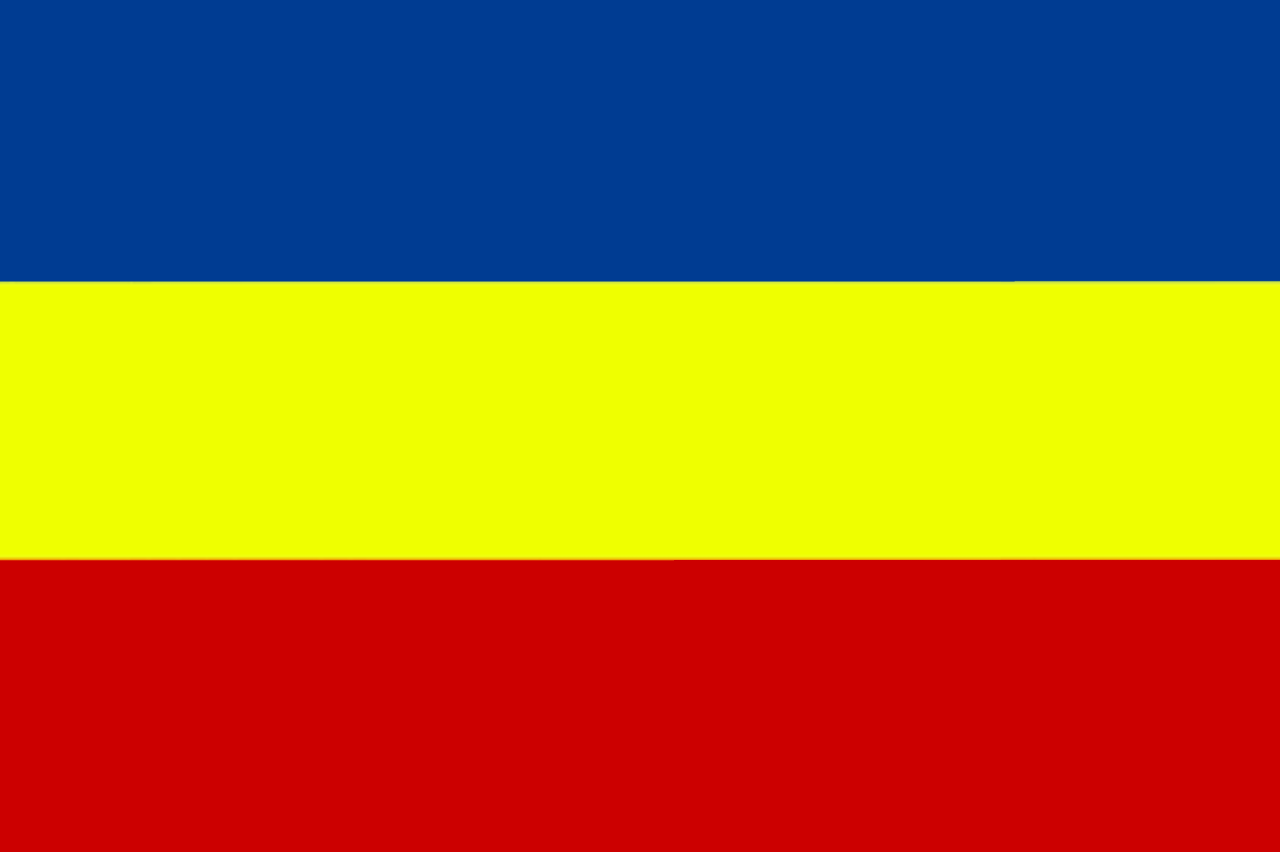
Прапор старостату Костичани (цивільний)
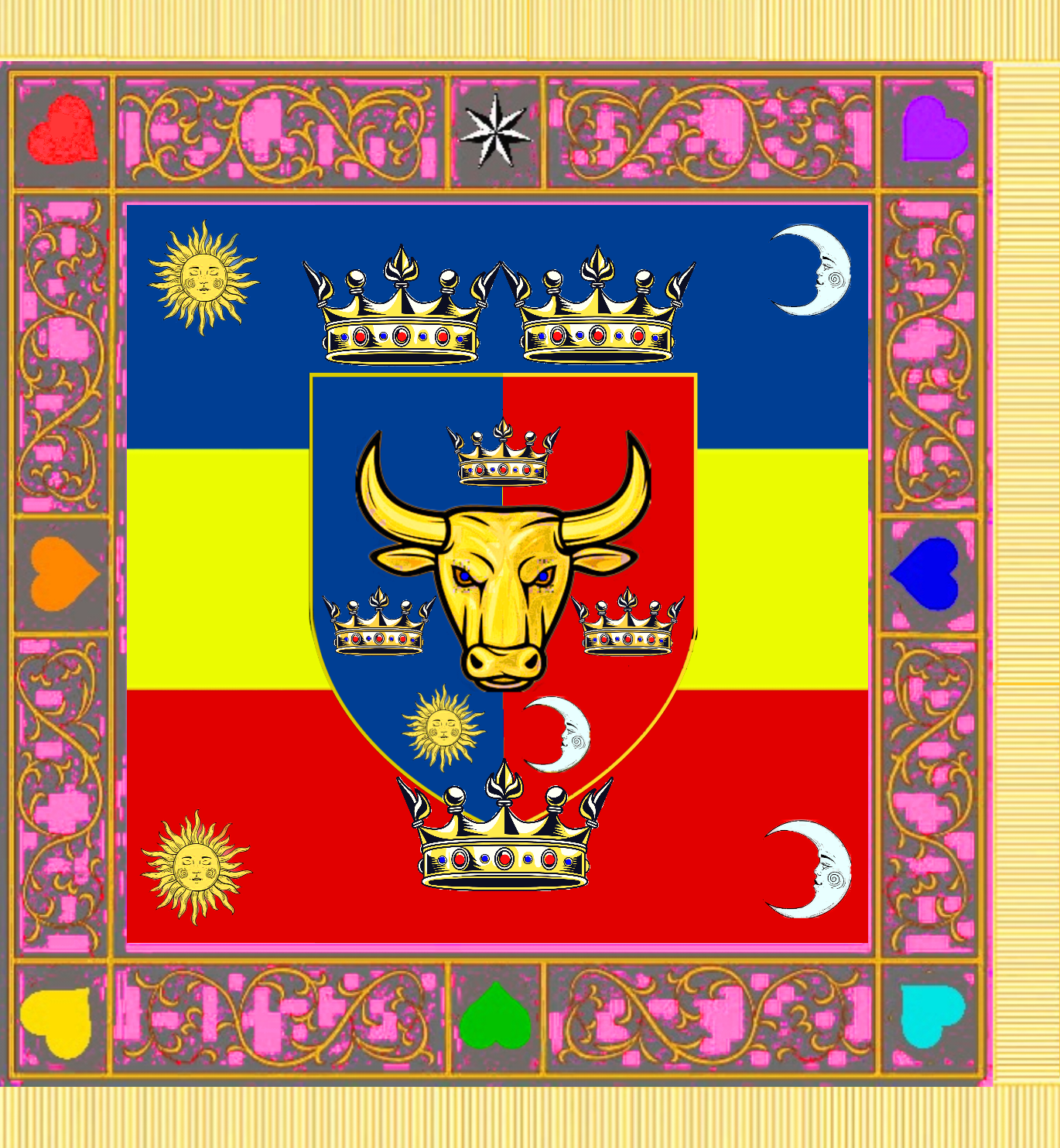
Штандарт старости Костичани

#### Проєкти прапорів сілКостичанівського старостинського округу

##### Прапор села Костичани
Цивільний прапор — це полотно прямокутної форми з співвідношенням ширини до довжини a: b = 2: 3. На полотні зображено дві горизонтальні рівновеликі смуги c = ½ a. Верхня смуга білого кольору, що символізує мир та свобода. Нижня смуга, пурпурного (фіолетового) кольору — духовність та віра. По співвідношення повторює співвідношення державного прапора України.
Державний прапор- це цивільний прапор з малим гербом в центі зміщений на 1/3 ближче до списа (древко). Цивільний прапор та Державний прапор рівнозначні. Прапор із гербом зазвичай використовують державні органи влади.

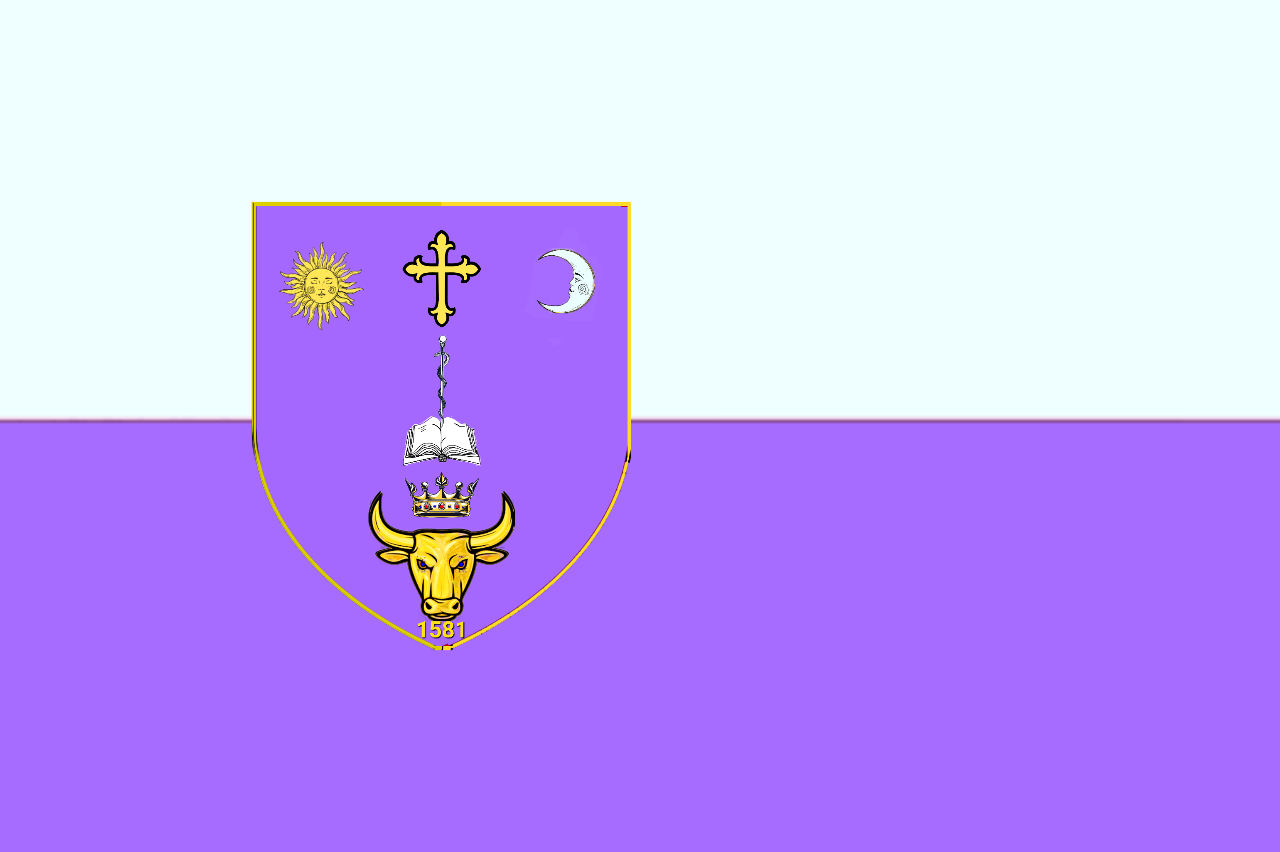
Прапор села Костичани
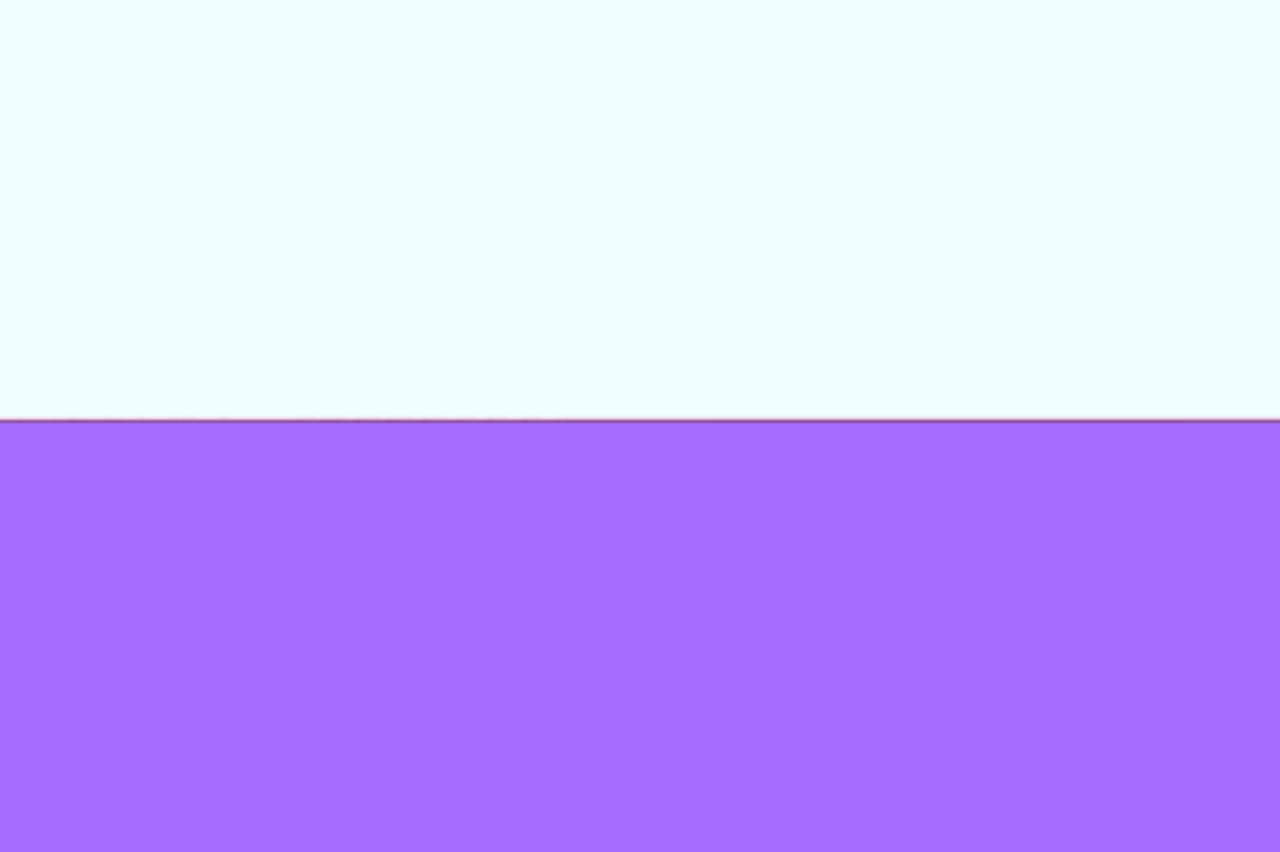
Прапор села Костичани (цивільний)
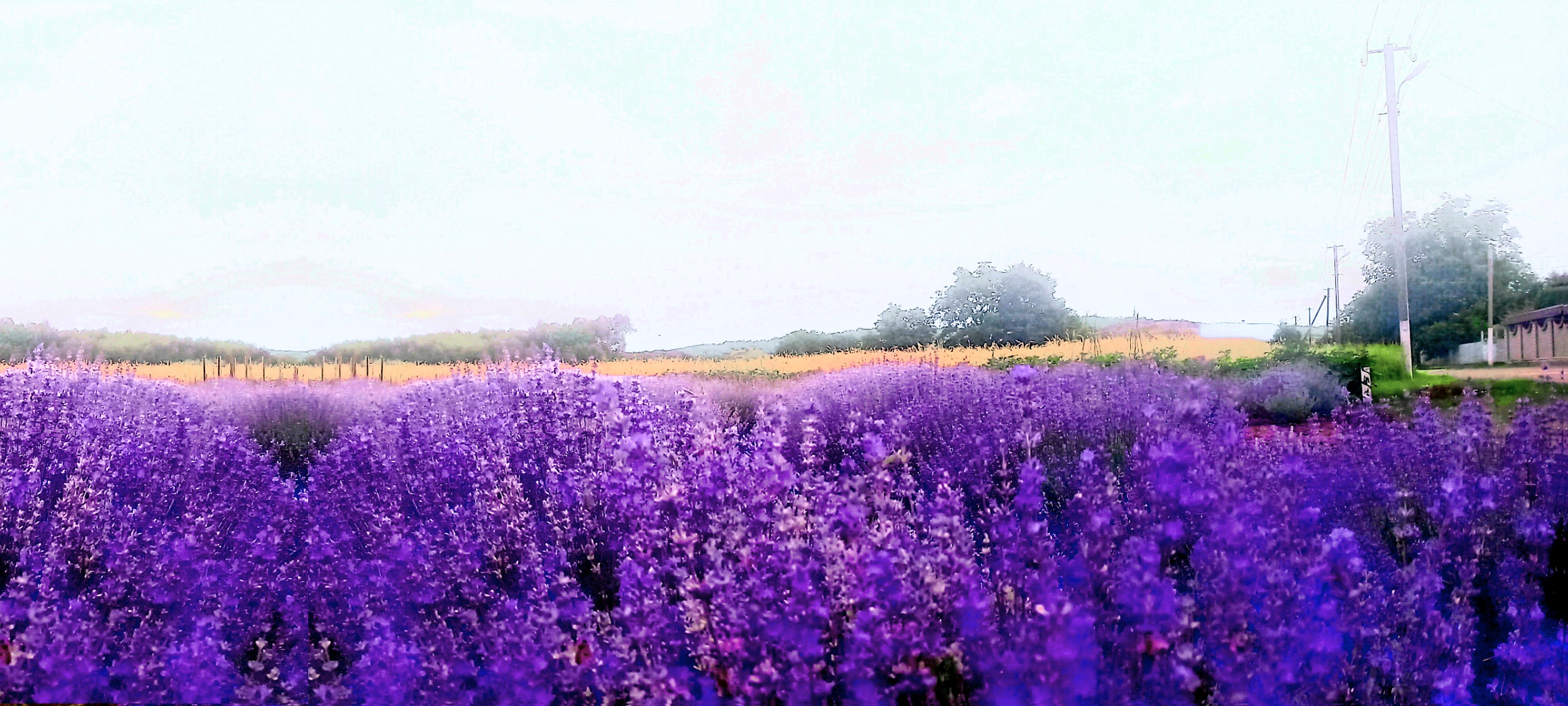
Лавандове поле в Костичани

##### Прапор селаДумени
Цивільний прапор — це полотно прямокутної форми з співвідношенням ширини до довжини a: b = 2: 3. На полотні зображено дві горизонтальні рівновеликі смуги c = ½ a. Верхня смуга блакитного кольору, що символізує мирне небо. Нижня смуга, темно-синього кольору — сила духу та води ріки Прут та річок Черлена (Черніла) та Глодос, від яких залежало життя селян у минулому. По співвідношення повторює співвідношення державного прапора України.
Державний прапор- це цивільний прапор з малим гербом в центі зміщений на 1/3 ближче до списа (древко). Цивільний прапор та Державний прапор рівнозначні. Прапор із гербом зазвичай використовують державні органи влади.

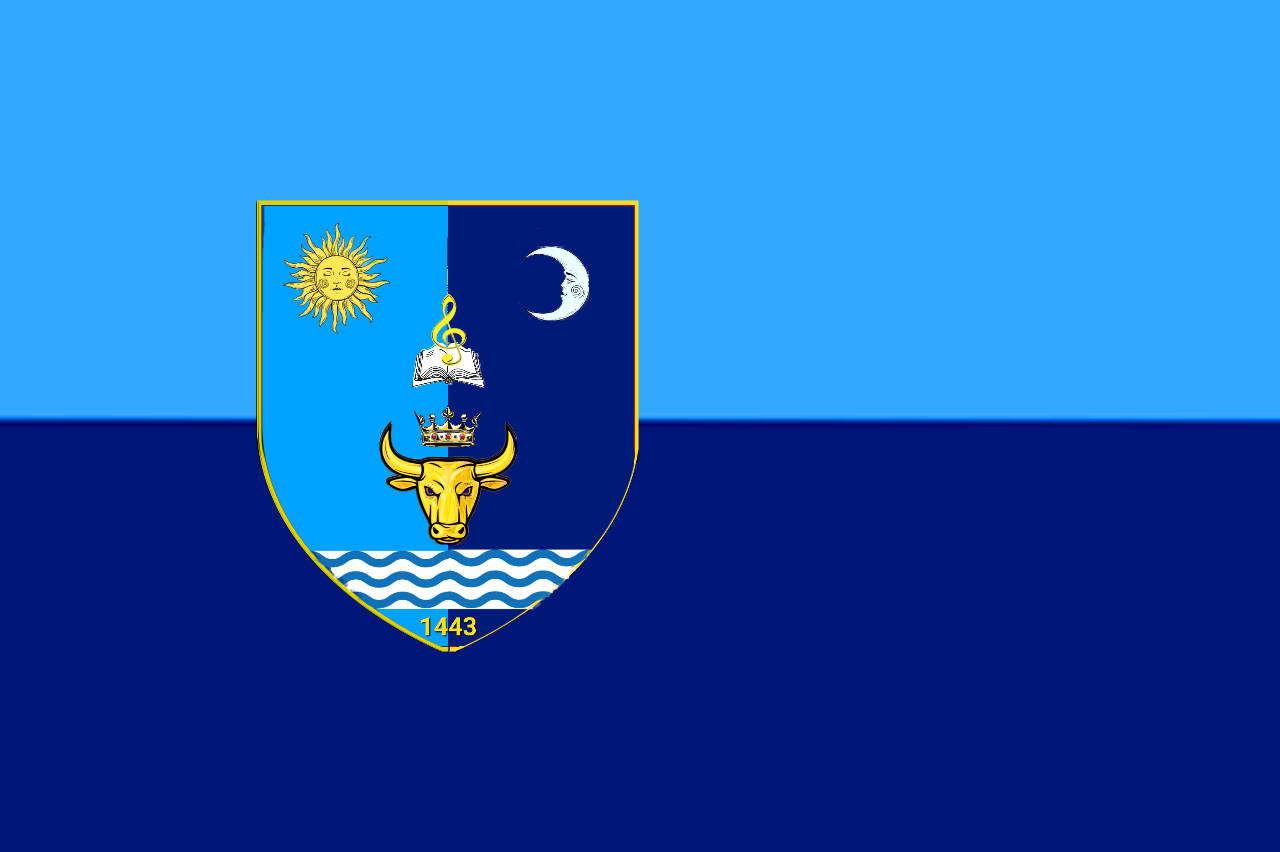
Прапор села Думени
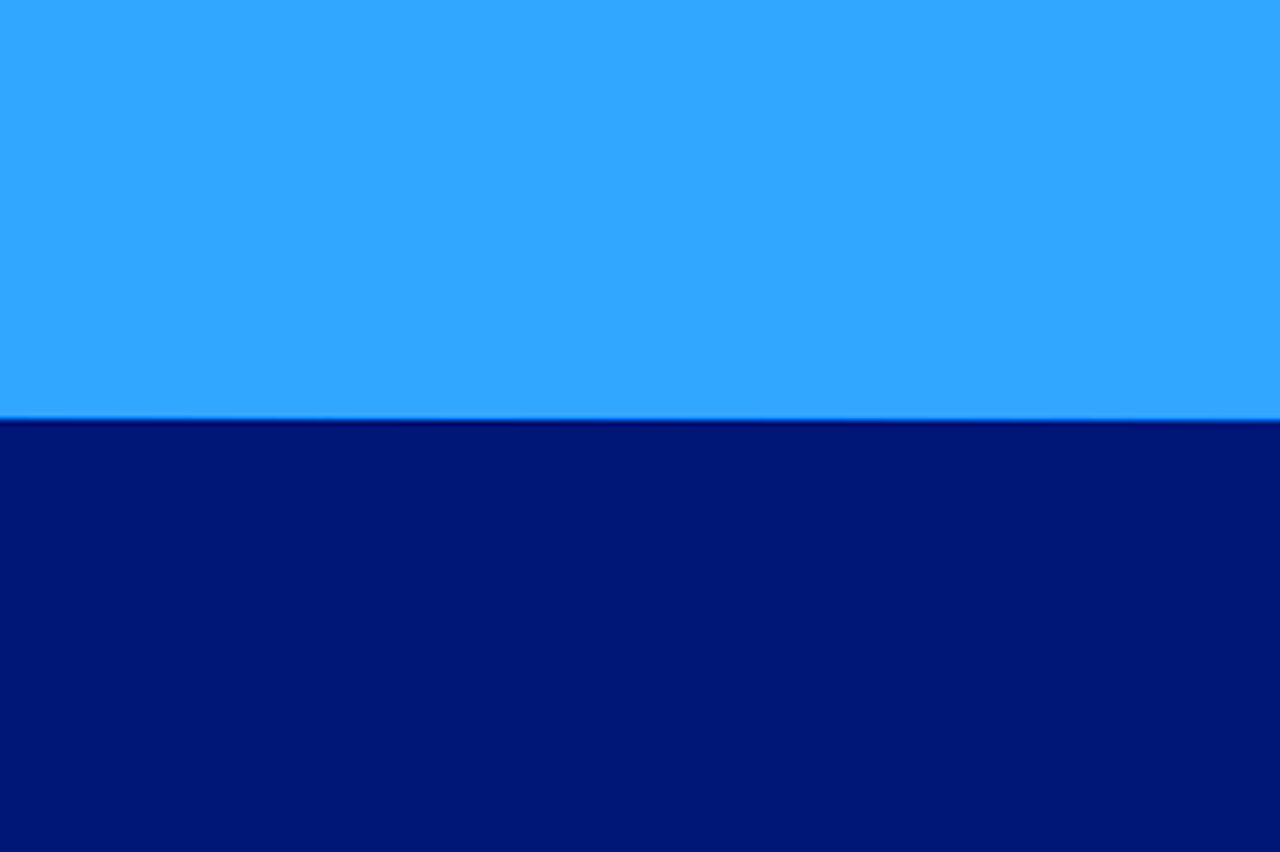
Прапор села Думени (цивільний)
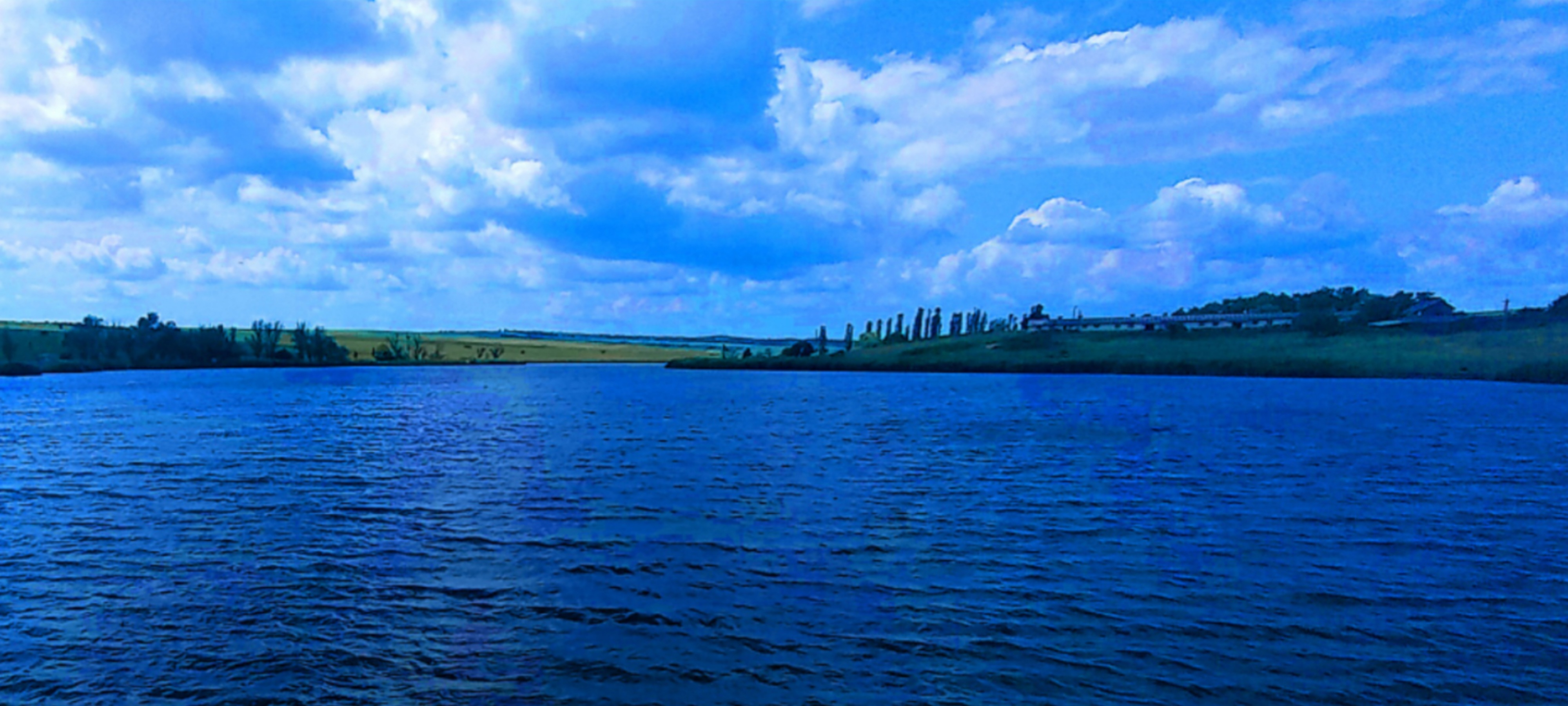
Ставок "Чєл Марє" (iazul cel mare)

##### Прапор селаНовоіванківці
Цивільний прапор — це полотно прямокутної форми з співвідношенням ширини до довжини a: b = 2: 3. На полотні зображено дві горизонтальні рівновеликі смуги c = ½ a. Верхня смуга блакитного кольору, що символізує мирне небо. Нижня смуга, зеленого кольору — багаті поля від яких залежить життя селян. По співвідношення повторює співвідношення державного прапора України.
Державний прапор- це цивільний прапор з малим гербом в центі зміщений на 1/3 ближче до списа (древко). Цивільний прапор та Державний прапор рівнозначні. Прапор із гербом зазвичай використовують державні органи влади.

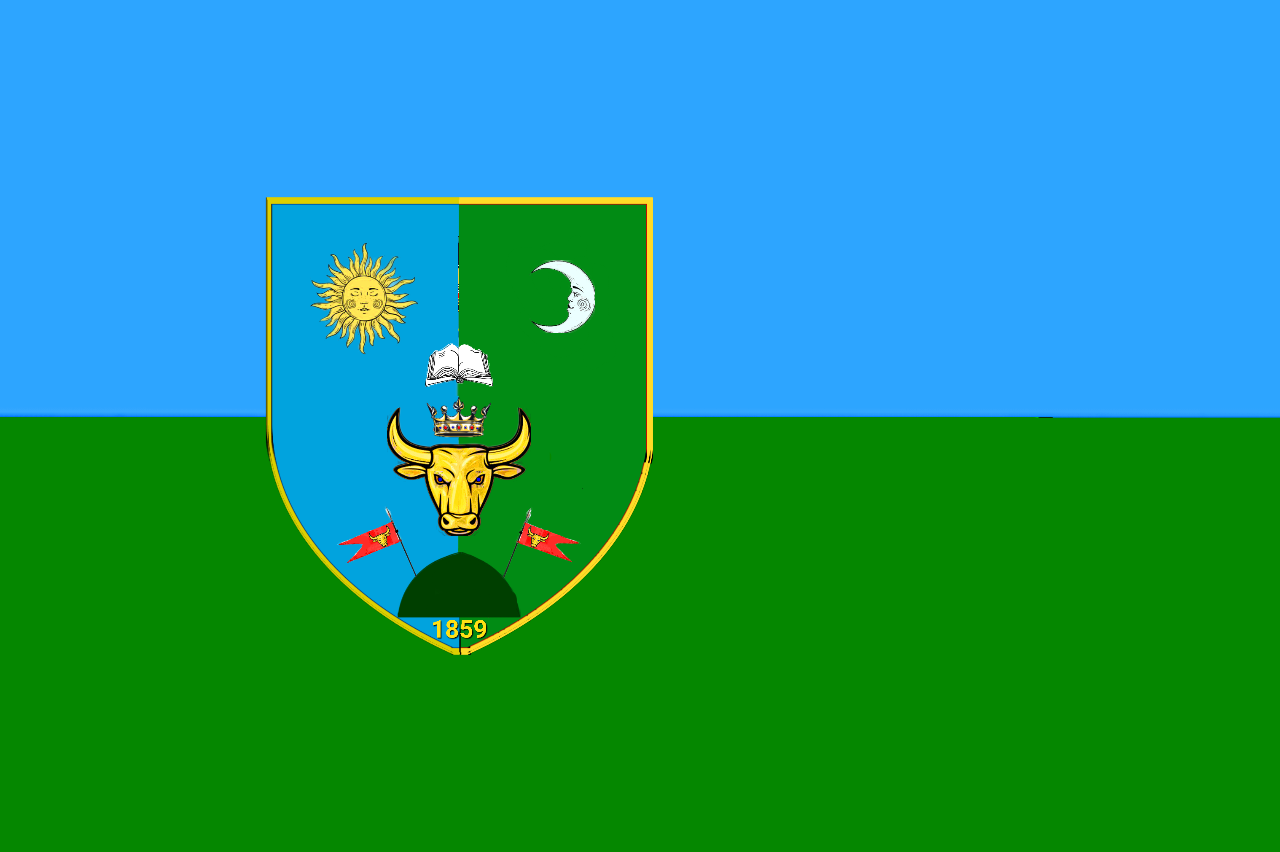
Прапор села Новоіванківці (Пол-Ванчікауць)
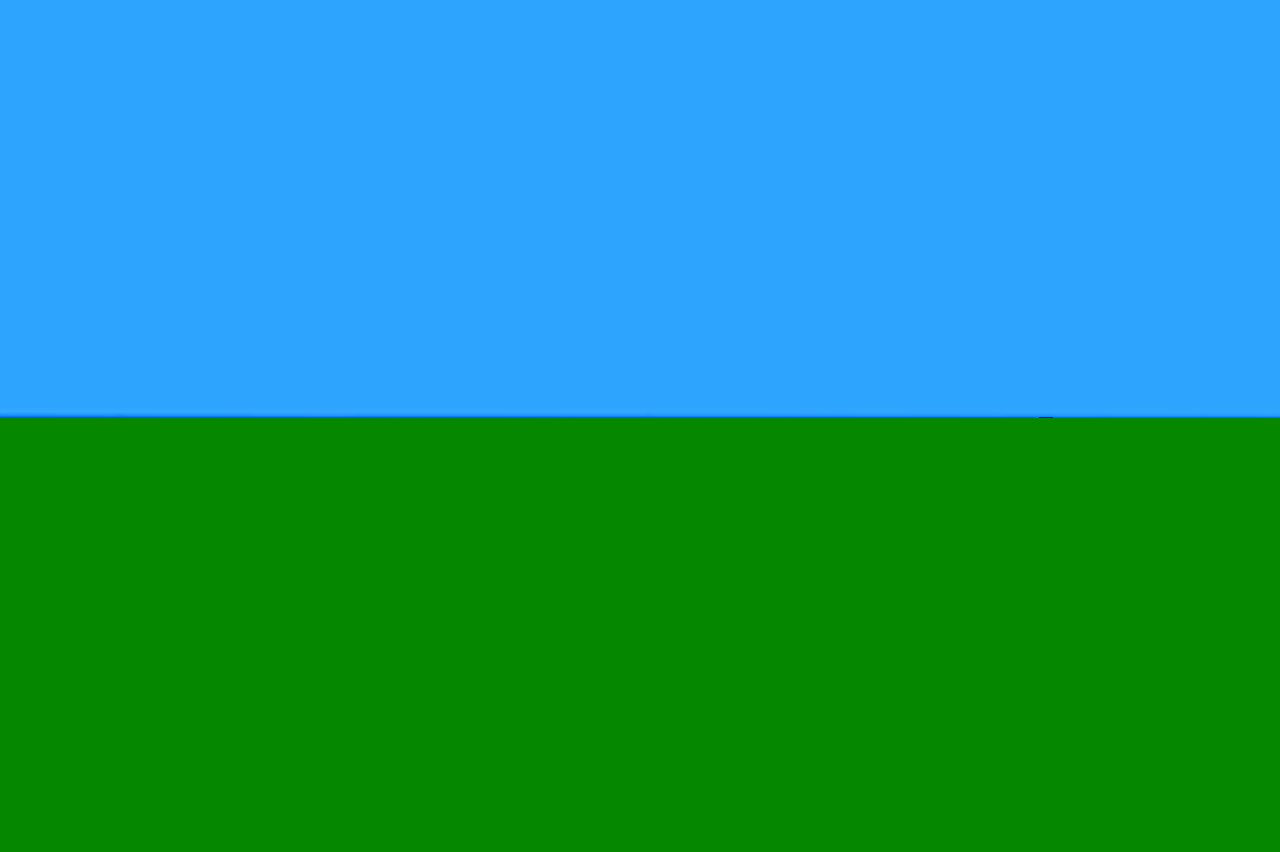
Прапор села Новоіванківці (Пол-Ванчікауць) (цивільний)
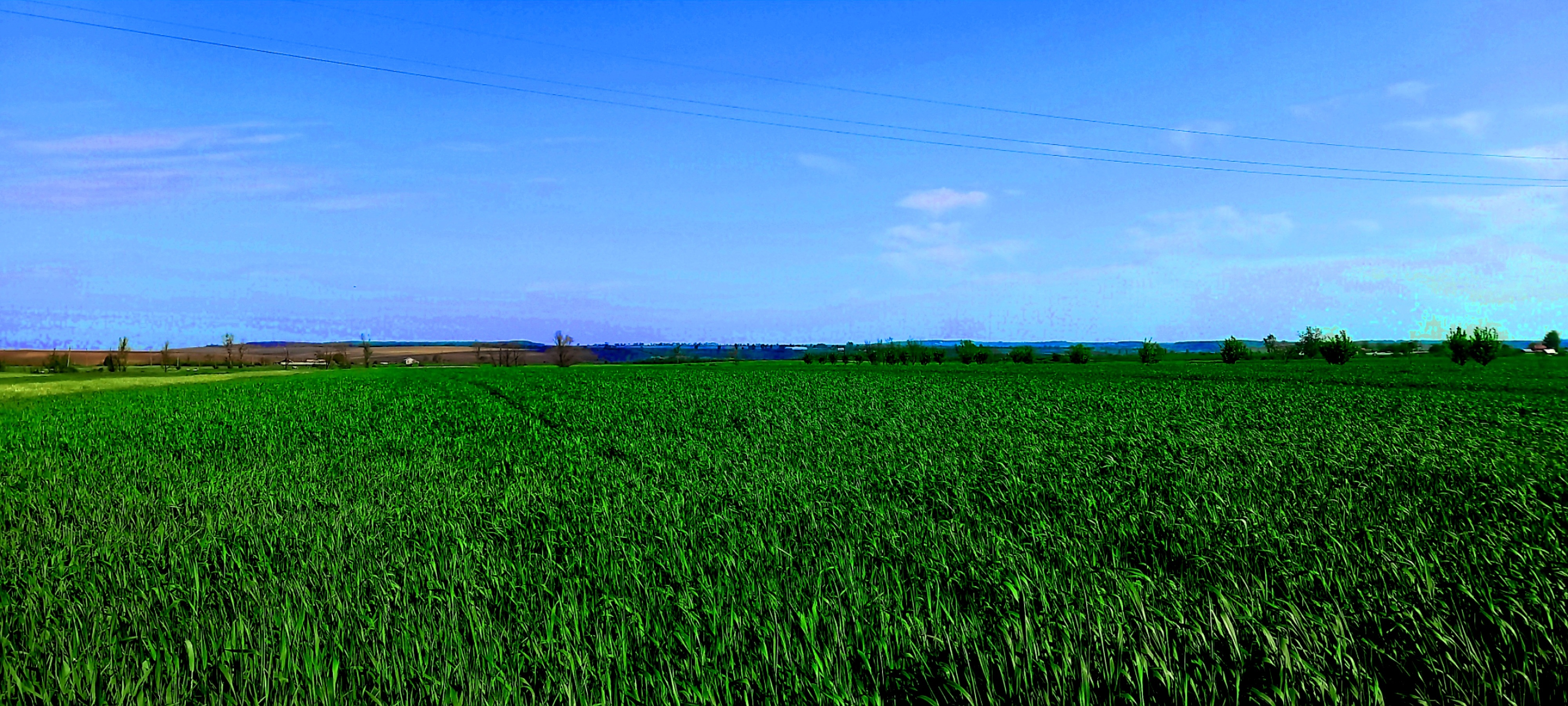
Поле в Пол-Ванчикауць
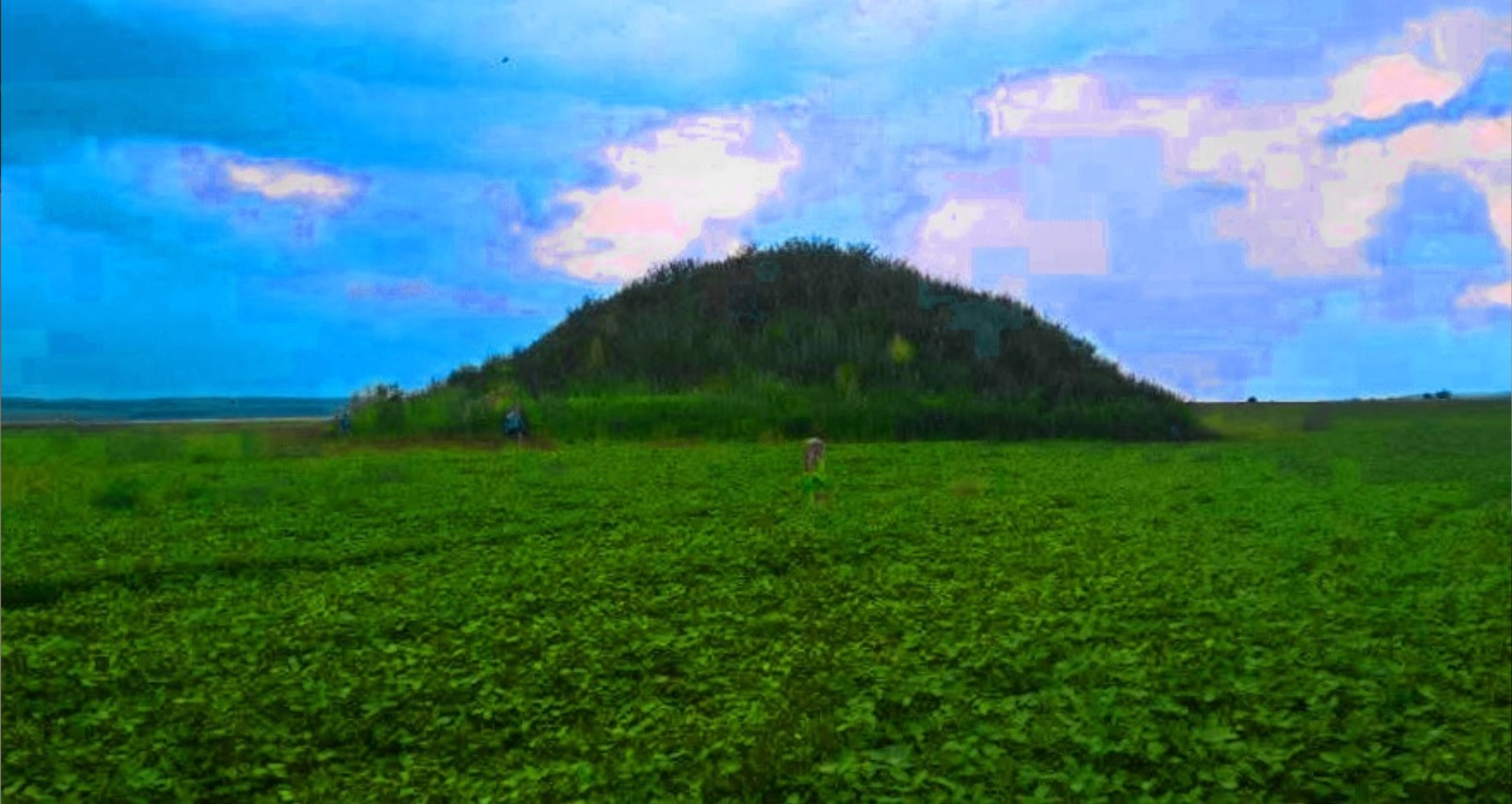
Курган «Мовіла туркулуй»

| колір               | RGB           | CMYK                   |
| ------------------- | ------------- | ---------------------- |
| білий               | 255, 255, 255 | 0 %, 0 %               |
| пурпуровий (фіолет) | 166, 108, 255 | 35 %, 58 %, 0 %        |
| блакитний           | 49, 167, 255  | 81 %, 35 %, 0 %        |
| темно-синій         | 1, 23, 119    | 99 %, 81 %, 0 %, 53 %  |
| зелений             | 5, 135, 0     | 96 %, 0 %, 100 %, 47 % |

### Проєкт герба

#### Проєкт герба Костичанівського старостинського округу

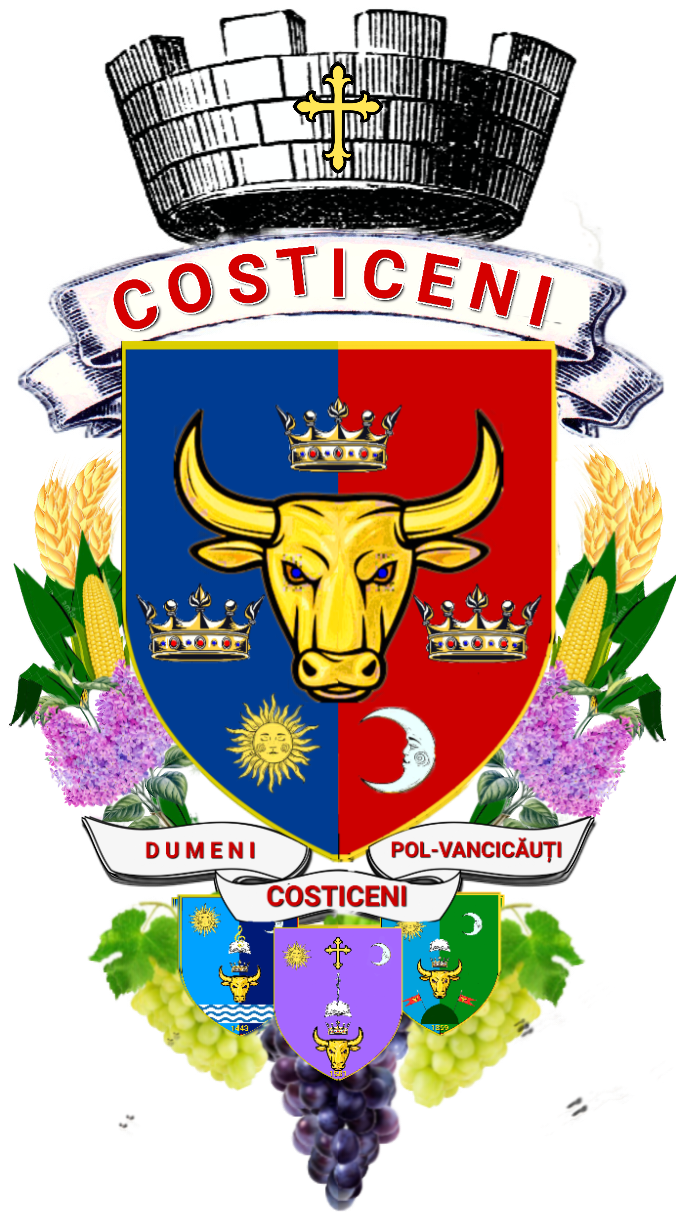
Герб старостату Костичани

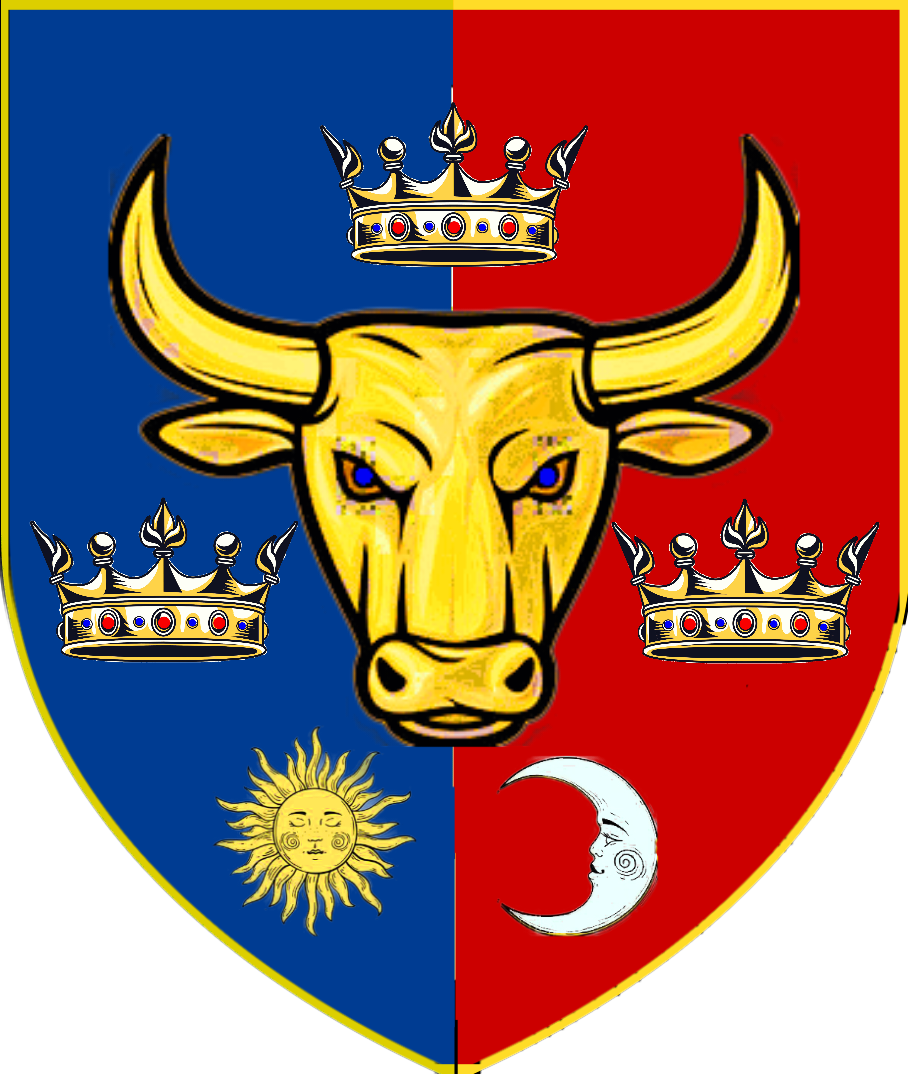
Малий герб старостату Костичани

Малий герб — це щит розтинний навпіл (поділений вертикально) на дві частини. Ліва частина (з точки зору геральдики — права частина) щита синього кольору — що символізує вірність, чесність, шляхетність, лицарські чесноти, бездоганність. Права частина (з точки зору геральдики — ліва частина) червоного кольору –  що символізує великодушність, мужність, відвагу, сміливість. В центрі щита голова в анфас тура (дикого бика) жовтого (золотого) кольору — як символ праці, терпіння та родючості, також корова завжди була годувальниця селян. Над головою між рогами та з обох боків 3 корони золотого (жовтого) кольору. Корони як символ що кожне окреме село що зараз входить до складу старостинського округу колись мали окремі органи місцевого врядування (прімарії, сільської ради тощо) а зараз починаючи з 1951 р. утворюють спільну громаду. Нижче голови тура розташовані геральдичні фігури золотого сонця та  срібного молодого півмісяця як символ що живимо із надією що життя у нашому селі (старостинському окрузі) буде стільки скільки буде сонце та місяць на небі.
Великій герб — щит малого герба. Навколо щита вінок із пшениці, кукурудзи — як символи сільськогосподарської діяльності мешканців та гілок із квітами бузьку — як символ весни  період коли святкується храм села (бузок для Костичани має стати характерний символ, як для України калина, для Буковини та Чернівецької області бук, як словаків липа чи для канадців клен; як на сучасному гербі області). Вінок з'єднаний білою стрічкою, із історичними назвами сіл червоного кольору що утворюють старостінський округ. Зліва  (з точки зору геральдики — права частина) -Dumeni (Думени), в центрі -Costiceni (Костичани), зправа (з точки зору геральдики — ліва частина) Pol-Vancicăuți (Новоіванківці). Під стрічку грона винограду (по бокам білого, в центрі чорного). Під стрічку поверх винограду герби сіл що входять до складу старостинського округу, кожен герб під свою назву. Опис гербів дивись нижче. Над гербовим щитом біла стрічка із назвою на румунської мові (рідна мова більшості населення) — Costiceni (Костичани). Вінчає всю гербову композицію мурова корона. На короні золотий (жовтий) православний хрест — як символ що більшість мешканців громади православні християни.
| колір               | RGB           | CMYK                    |
| ------------------- | ------------- | ----------------------- |
| синій               | 0, 60, 146;   | 100 %, 59 %, 0 %, 43 %  |
| жовтий              | 239, 255, 0   | 6 %, 0 %, 100 %, 0 %    |
| червоний            | 204, 0, 0     | 0 %, 100 %, 20 %        |
| білий               | 255, 255, 255 | 0 %, 0 %                |
| пурпуровий (фіолет) | 166, 108, 255 | 35 %, 58 %, 0 %         |
| блакитний           | 49, 167, 255  | 81 %, 35 %, 0 %         |
| темно-синій         | 1, 23, 119    | 99 %, 81 %, 0 %, 53 %   |
| зелений             | 5, 135, 0     | 96 %, 0 %, 100 %, 47 %  |
| темно-зелений       | 0, 63, 0      | 100 %, 0 %, 100 %, 75 % |
| чорний              | 0, 0, 0       | 100 %, 100 %            |

#### Проєкти гербів сіл Костичанівського старостату

##### Герб села Костичани

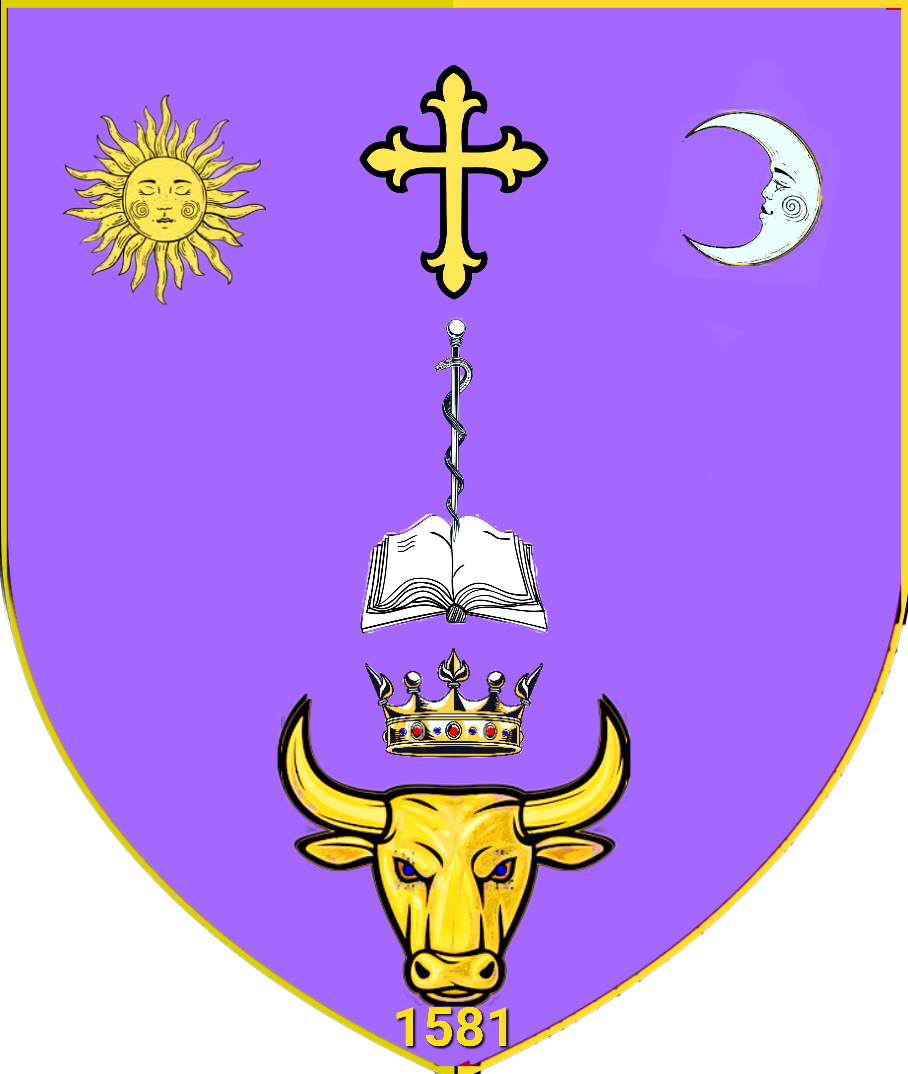
Герб села Костичани

Герб села Костичани — це щит пурпурного (фіолетового) кольору — духовність та віра. В центрі щита в низу голова в анфас тура (дикого бика) жовтого (золотого) кольору — як символ праці, терпіння та родючості, також корова завжди була годувальниця селян. Над головою між рогами корона золотого (жовтого) кольору. Корона як символ що  село Костичани колись мало окремі органи місцевого врядування (прімарії, сільської ради тощо) а зараз починаючі з 1951 р. утворюють спільну громаду. Також в центрі зверху в низ розташовано золотий (жовтий) православний хрест — як символ що більшість мешканців громади православні християни, кадуцій — як символ медицини та відкрита книга — джерело знань. Ці елементи символізують також: церкву Св. Миколая, лікарня та ліцей ім. Іона Ватаману. На верху по кутам розташовані геральдичні фігури золотого сонця та  срібного молодого півмісяця як символ що живимо із надією що життя у нашому селі буде стільки скільки буде сонце та місяць на небі. В низу щита напис золотого кольору 1581 — рік першої письмової згадки села Костичани.

##### Герб селаДумени

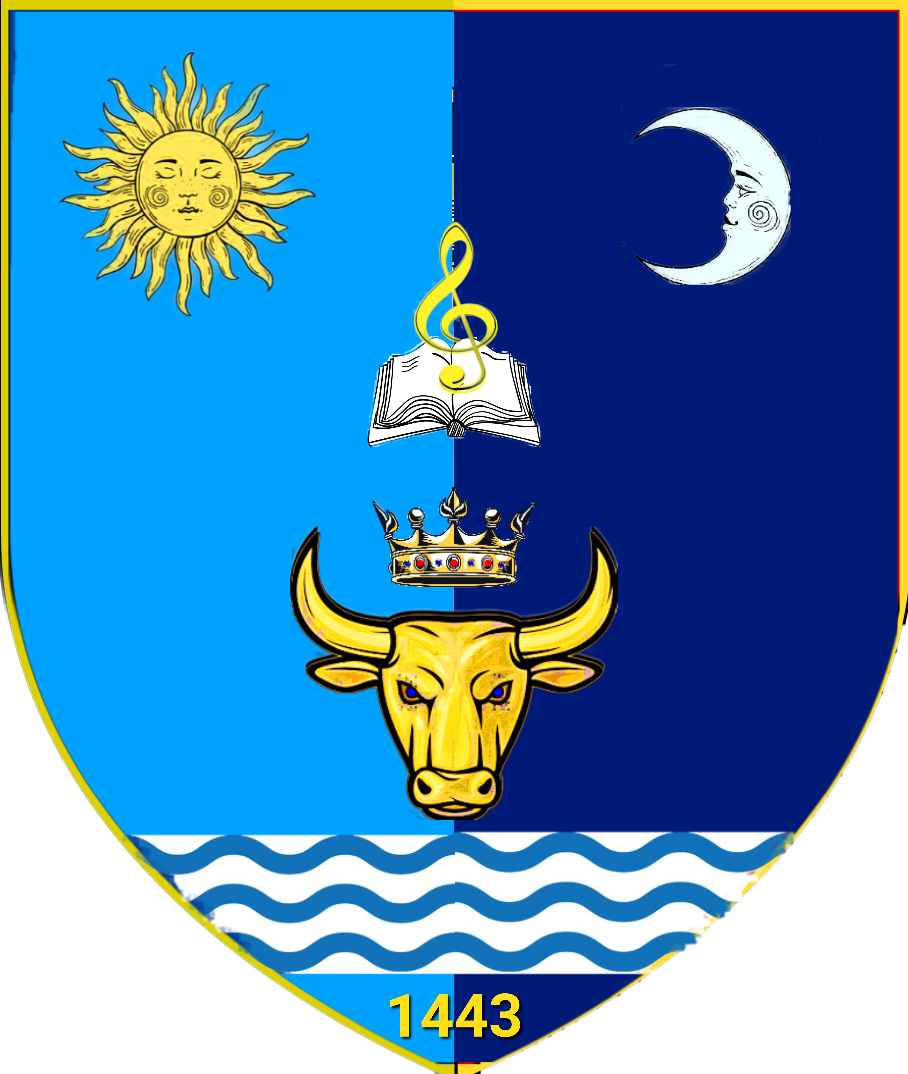
Герб села Думени

Герб села Думени — це щит розтинний навпіл (поділений вертикально) на дві частини. Ліва частина (з точки зору геральдики — права частина) щита блакитного кольору — що символізує вірність, чесність, шляхетність, лицарські чесноти, бездоганність. Права частина (з точки зору геральдики — ліва частина) синього кольору –  що символізує родючі води ріки Прут та річок Черлена (Черніла) та Глодос, від яких залежала життя мешканців села. В центрі щита в низу голова в анфас тура (дикого бика) жовтого (золотого) кольору — як символ праці, терпіння та родючості, також корова завжди була годувальниця селян. Над головою між рогами корона золотого (жовтого) кольору. Корона як символ що  село Думяни колись мало окремі органи місцевого врядування (прімарії, сільської ради тощо) а зараз починаючи з 1951 р. утворюють спільну громаду. Також в центрі зверху відкрита книга — джерело знань та скрипічний ключ. Ці елементи символізують також: колишню школу в селі Думени та Костичанівську музичну школу яка знаходиться в селі Думени. В самий низ під головою тура 3 хвилясті лінії синього кольору на білому тлі — що символізує родючі води ріки Прут та річок Черлена (Черніла) та Глодос. На верху по кутам розташовані геральдичні фігури золотого сонця та  срібного молодого півмісяця як символ що живимо із надією що життя у нашому селі буде стільки скільки буде сонце та місяць на небі. В низу щита напис золотого кольору 1443 — рік першої письмової згадки села Думени.

##### Герб селаНовоіванківці

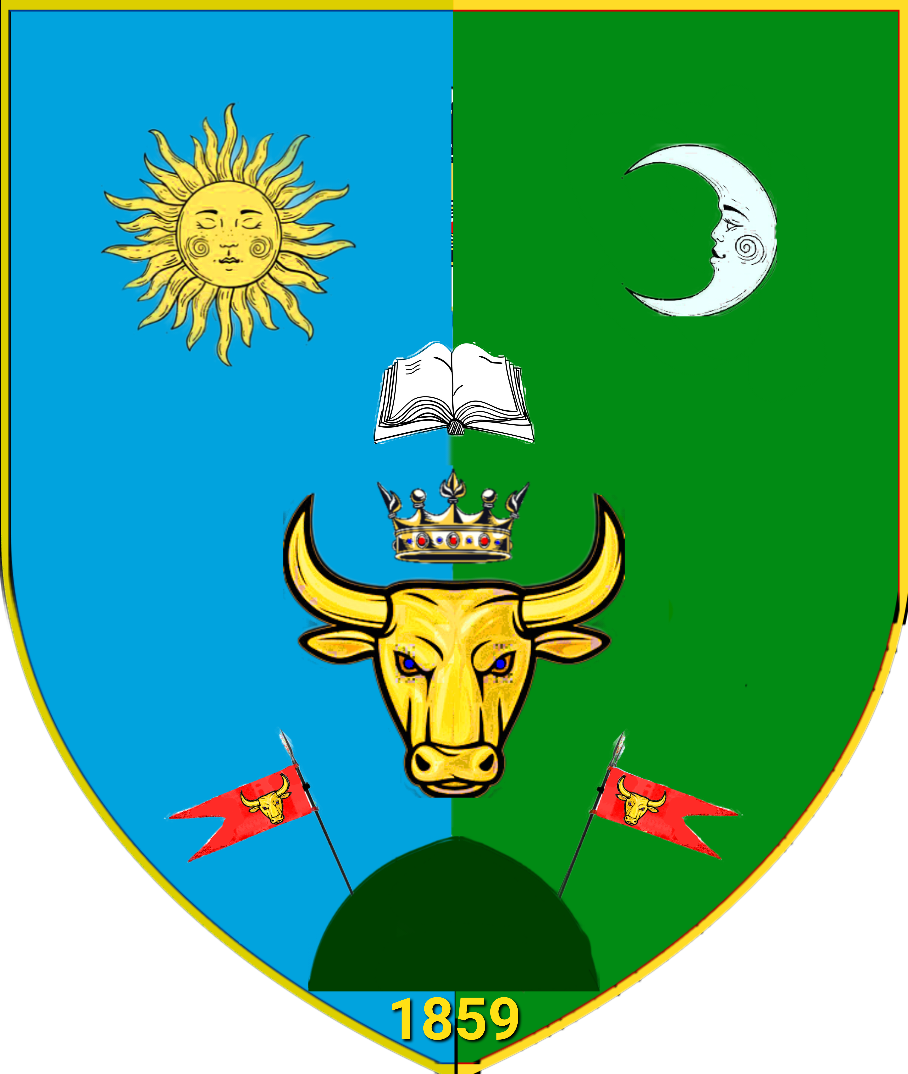
Герб села Новоіванківці

Герб села Новоіванківці — це щит розтинний навпіл (поділений вертикально) на дві частини. Ліва частина (з точки зору геральдики — права частина) щита блакитного кольору — що символізує вірність, чесність, шляхетність, лицарські чесноти, бездоганність. Права частина (з точки зору геральдики — ліва частина) зеленого кольору –  що символізує родючі землі, від яких залежить життя мешканців села. В центрі щита в низу голова в анфас тура (дикого бика) жовтого (золотого) кольору — як символ праці, терпіння та родючості, також корова завжди була годувальниця селян. Над головою між рогами корона золотого (жовтого) кольору. Корона як символ що  село Новоіванківці (Пол-Ванчікауць)  колись мало окремі органи місцевого врядування (прімарії, сільської ради тощо) а зараз починаючи з 1951 р. утворюють спільну громаду. В самий низ під головою тура темно-зелений пагорб — старовинний скіфський  курган відомий під назвою «Могила Турка» (Movila Turcului)  із двома бойовими піками з червоними прапорцями часів Штефана Чел Маре — як зв'язок з одною з прізвиськ території села Резешаска (Răzășasca), тобто територія що належала разешам (Резешами в Молдавському князівстві називали також осіб, які брали участь у військових діях, але не перебували у володінні держави (господаря). Зазвичай робили це на релігійному ґрунті — боролися за православну віру. Іноді в нагороду за заслуги і підтримку у війнах пани дарували землі або державні посади, також це символизує колишню прикордонну заставу. Також в центрі зверху відкрита книга — джерело знань, цей елемент символізує також колишню школу в селі Пол-Ванчікауць.  На верху по кутам розташовані геральдичні фігури золотого сонця та срібного молодого півмісяця як символ що живимо із надією що життя у нашому селі буде стільки скільки буде сонце та місяць на небі. В низу щита напис золотого кольору 1859 — рік першої письмової згадки села Пол-Ванчікауць.
| колір               | RGB           | CMYK                    |
| ------------------- | ------------- | ----------------------- |
| синій               | 0, 60, 146;   | 100 %, 59 %, 0 %, 43 %  |
| жовтий              | 239, 255, 0   | 6 %, 0 %, 100 %, 0 %    |
| червоний            | 204, 0, 0     | 0 %, 100 %, 20 %        |
| білий               | 255, 255, 255 | 0 %, 0 %                |
| пурпуровий (фіолет) | 166, 108, 255 | 35 %, 58 %, 0 %         |
| блакитний           | 49, 167, 255  | 81 %, 35 %, 0 %         |
| темно-синій         | 1, 23, 119    | 99 %, 81 %, 0 %, 53 %   |
| зелений             | 5, 135, 0     | 96 %, 0 %, 100 %, 47 %  |
| темно-зелений       | 0, 63, 0      | 100 %, 0 %, 100 %, 75 % |
| чорний              | 0, 0, 0       | 100 %, 100 %            |

### Проєкт гімну Костичанівского старостинського округу
Аудіофайли з оркестровим виконаннем гімна села на порталі YouTube:
https://youtu.be/GrMXxHonKB4
https://youtu.be/sh2nmoHfDR0
Виконавець духовий оркестр Костчанівської Музичної школи, дирижер Доголич Іван Михайлович

#### Слова та музика гімну
ODĂ SATULUI NATAL

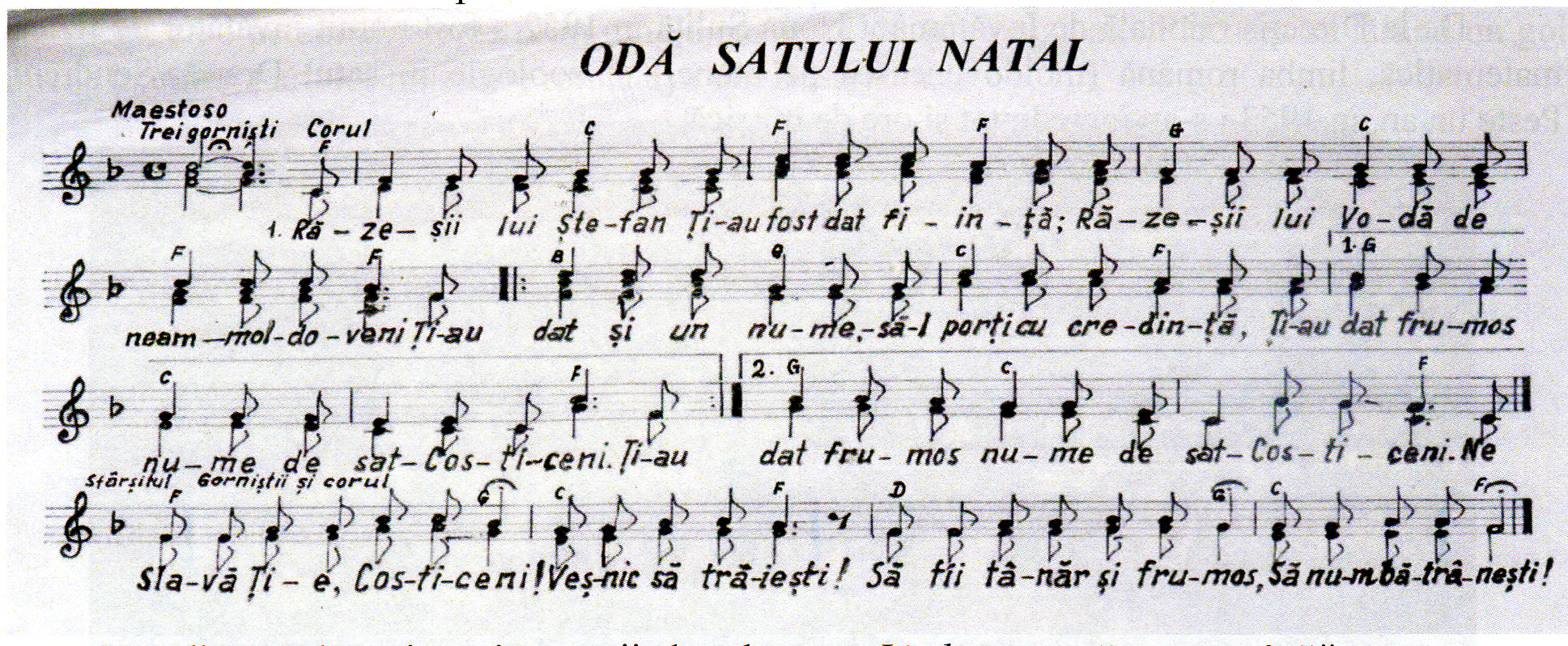
Гімн села (старостату) Костичани

Răzeșii lui Ștefan Ți-au fost dat ființă;
Răzeșii lui Vodă — de neam moldoveni
Ți-au dat și un nume, să-l porți cu credință,
Ți-au dat frumos nume de sat Costiceni.
Ne ești Vatră Sfântă, ești floare aleasă-n
Cununa de sate a scumpei țări;
Ai școală, biserici și case frumoase,
Livezi înflorite ai în primăveri.
În partea de-amiază stau maluri sfințite
De Prut cu agheasma ce curge din munți,
De cealaltă parte cresc holde-ngrijite
De harnici flăcăi și de vârstnici cărunți.
Ai tăi bravi feciori au brațe de aur,
Sunt meșteri la toate și sunt virtuoși;
Au pâine pe masă și tihnă în casă,
De viața prosperă ei sunt bucuroși.
Și graiul cel dulce din veacuri ne-aduce
În casele noastre cuvântul sonor:
Roș-Galben-Albastră e Flamura noastră,
E Flamura Sfântă — i Drapel Tricolor!
Slavă Ție, Costiceni!
Veșnic să trăiești!
Veșnic — tânăr și frumos,
Să nu îmbătrânești!
Слова та музика (редактованна версія 2018 р.)
Савка Деомід Іванович
#biblio2024